# Wikingerzeit
| Chronik (kleine Auswahl) | |
| 793                      | Wikingerüberfall auf das Kloster von Lindisfarne |
| 795                      | Beginn der Überfälle auf Irland (Inishmurray) |
| 799                      | Beginn der Überfälle auf das Frankenreich |
| 830                      | erneute Wikingerüberfälle auf England |
| 840                      | erste Wikinger-Winterlager im Frankenreich |
| 841                      | Gründung von Dublin |
| 844                      | Wikingerüberfälle in Spanien und Portugal |
| 845                      | Wikingerüberfall auf Hamburg und das Seinetal, Paris zahlt 7000 Pfund Silber Danegeld um verschont zu bleiben                                          |
| 856/57                   | Plünderung von Paris |
| 866                      | Das Große Heidnische Heer landet in Ostanglien |
| 880                      | Harald Schönhaar begründet das Earltum der Orkneys |
| 881                      | Wikinger verwüsten das Kernland der Karolinger. Zahlreiche Städte werden geplündert. Die Pfalz Karls des Großen in Aachen wird niedergebrannt.         |
| 882                      | Die Wikinger brandschatzen Köln, Bonn, Andernach, Trier und die Abtei Prüm.                                                                            |
| 892                      | Nach der verlorenen Schlacht bei Löwen (Belgien) überfallen die geschlagenen Wikinger das Moseltal und brandschatzen erneut Trier und das Kloster Prüm |
| um 900                   | Entdeckung Grönlands durch Gunnbjörn Úlfsson |
| 911                      | Gründung der Normandie durch Rollo |
| 914                      | Loire-Normannen erobern die Bretagne |
| 980                      | erneute Angriffe auf England |
| 983                      | Besiedlung Grönlands durch Erik den Roten |
| 1016                     | Eroberung Englands durch die Dänen, Knut der Große errichtet sein Nordseereich                                                                         |
| 1066                     | Ende der Wikingerzeit: Schlacht von Stamford Bridge, Zerstörung von Haithabu durch die Norweger und Plünderung durch die Wenden                        |

Wikingerzeit ist ein Begriff der Geschichtswissenschaft. Er wird auf Nordeuropa angewendet, soweit es von den Wikingern bevölkert war, und auf die Teile Mittel-, Süd- und Westeuropas, die von deren Angriffen betroffen waren.
Der Begriff „Wikingerzeit“ wurde von dem dänischen Archäologen Jens Jacob Asmussen Worsaae (1821–1885) geprägt. Die Definition ist im Wesentlichen durch die Ereignisgeschichte bestimmt. Beginn und Ende der Wikingerzeit im skandinavischen Raum werden heute unterschiedlich gesehen. Als frühester Anfangszeitpunkt wird vereinzelt der Kriegszug des Dänen Chlochilaicus zwischen 516 und 522 genannt. Im Jahr 742 fand ein Angriff auf das piktische Burghead Fort statt und 787 auf Portland in Dorset in Südengland. Zudem zeigen die Wikingerschiffsgräber von Salme, dass bereits um 750, also 50 Jahre früher, nordgermanische Krieger bei Kriegshandlungen im Baltikum den Tod fanden. Jedoch wird in der Regel erst der Überfall auf Lindisfarne 793 als Beginn der Wikingerzeit gesehen. Das Ende wird traditionell auf 1066 datiert (gleichzeitig Ende des Frühmittelalters in England und Zerstörung von Haithabu), obwohl die räuberischen Einzelaktionen kleinerer Wikingergruppen bereits früher zurückgegangen waren. Die Wikingerzeit ging mit dem Nachlassen der Wikingerzüge dem Ende entgegen. Eine heute gängige Grobdatierung lautet 800–1050.
Die Wikingerzeit war geprägt durch ein großräumiges soziales Netzwerk. Dies umfasste einerseits persönliche, durch rituellen Austausch von Geschenken begründete Verbindungen mit gegenseitigen Verpflichtungen, die Bindung des Einzelnen an die Sippe und die Vorfahren und andererseits die Konfrontation mit dem Christentum. Diese Konfrontation wurde durch allmählichen Wandel von kleineren Herrschaften zu stärkeren Zentralgewalten vorbereitet. Der Fortschritt im Schiffbau und die damit verbundene Mobilität sowohl im Krieg als auch beim Handel führten zu Reichtum und kultureller Blüte.
Bei Kriegszügen sind diejenigen Züge, die von einzelnen Gruppen zur eigenen Bereicherung geführt wurden, zu unterscheiden von denen, die ein politisches Ziel hatten und daher von Herrschern oder deren Konkurrenten geführt wurden. Ihnen ist gemeinsam, dass sich der Krieg entweder durch Plünderungen bzw. Kriegsbeute finanzierte oder von den jeweiligen Herrschern bezahlt wurde (Beispiel Jomswikinger). Diese Kriege hörten keineswegs mit dem Jahr 1066 auf. Magnus Berrføtt führte noch zwischen 1098 und 1103 Kriege gegen die Orkneys, die Isle of Man und Irland, bei denen Plünderungen den Krieg finanzierten und nach Möglichkeit einen Überschuss erbringen sollten. Sweyn Asleifsson, eine Figur der Orkneyinga saga, fiel 1171 bei einem Wikingerzug gegen Dublin. Das letzte Mal soll von Wikingern die Rede gewesen sein, als die Birkebeiner 1209 als Wikinger nach Schottland gezogen sind. Es handelte sich aber nur um Einzelunternehmen, die das gesellschaftliche Lebensgefühl nicht mehr dominierten.
In der skandinavischen Geschichtsschreibung folgt auf die Wikingerzeit das „christliche Mittelalter“. Ihr voraus geht in Schweden die Vendelzeit, in Norwegen die Merowingerzeit, in Dänemark die „Germanische Eisenzeit“. Diejenigen Autoren, die neben der kriegerischen Existenz auch den Handel und das Kunsthandwerk dem Wikingerbegriff zuordnen, sehen weniger enge Grenzen und verlegen die Anfänge bereits in die erste Hälfte des 8. Jahrhunderts und das Ende erst auf die Zeit nach 1100. Andere lehnen dies ab: Damit würde das prägende Charakteristikum der zeitgenössischen Wahrnehmung, die sich im Wikingerbegriff bis in die Gegenwart erhalten hat, verschleiert; der Begriff verliere seine Brauchbarkeit. Die Wikingerzeit lief im Wesentlichen mit der karolingischen und ottonischen Zeit Kontinentaleuropas parallel.
Manche Autoren wenden den Begriff Wikingerzeit auch auf die Geschichte der Rus an. Dies hängt damit zusammen, dass viele kulturelle Entwicklungen in der Wikingerzeit schwerpunktmäßig im Ostseeraum stattfanden.

## Die Quellenlage
Ein Problem für die Schilderung der Wikingerzeit stellt die Quellenlage dar. Während eine Behandlung der Wikingerzeit den Anspruch erhebt, die Verhältnisse dieser Zeit in ganz Skandinavien zu schildern, sind die Quellen räumlich sehr ungleich verteilt. Die Verhältnisse in Island und Norwegen sind recht gut dokumentiert, während aus Dänemark und Schweden aus dieser Zeit kaum ergiebige Nachrichten vorliegen.
Ein weiteres Problem stellt die moderne Quellenkritik dar, die die Glaubwürdigkeit der Quellen in Frage stellt. Das führt zu einer gewissen Beliebigkeit der Darstellung. Als extremes Beispiel kann Régis Boyer: Die Piraten des Nordens. Leben und Sterben als Wikinger. (2001) gelten. Nachdem er alle Quellengattungen als unglaubwürdig verworfen hat, schreibt er über 350 Seiten über die Wikinger, durchweg ohne Quellenangabe. Besondere Skepsis verdienen Zahlenangaben aus der Zeit, von denen die Verfasser nur mündliche Überlieferungen haben konnten. Das gilt zum Beispiel für die Flottenstärken bei der Schlacht bei Hjørungavåg 986, die vermutlich übertrieben sind. Auch die zeitgenössischen fränkischen Annalen haben die Anzahl der Schiffe wahrscheinlich oft übertrieben. Trotzdem kann die Grundstruktur des Schlachtenverlaufs als plausibel gelten.
Bei den Wikingereinfällen im Frankenreich wird in keiner Quelle die Zahl der beteiligten Krieger genannt. Die archäologische Forschung ist noch nicht abgeschlossen. Es wurden einige Massengräber mit teilweise bis zu 300 Toten gefunden.

## Die Menschen
Die bis 1990 gefundenen Gräber zeigen, dass das durchschnittliche Sterbealter der Männer bei 41 Jahren lag, das der Frauen bei 51 Jahren. Die Skelette zeugen von harter körperlicher Arbeit. Es sind – besonders bei Frauen – deutliche Spuren von Arthrose zu finden. Die Frauenskelette zeigen eine durchschnittliche Körpergröße von ungefähr 161 cm, die der Männerskelette von ungefähr 174 cm (die Durchschnitte schwanken von Gegend zu Gegend). Es gab daneben auch bis zu 185 cm große Menschen. Die größeren Menschen stammen, den Grabbeigaben nach zu urteilen, offenbar aus den höheren Gesellschaftsschichten. Nicht berücksichtigt sind dabei die in neuerer Zeit gefundenen Massengräber, die nicht immer zeitlich zugeordnet werden können bzw. deren Untersuchung noch nicht abgeschlossen ist.
Die Skandinavier bewohnten in England und Irland fast ausschließlich abgeschlossene Territorien bzw. Ortschaften. Einzelgehöfte sind unbekannt. Anders sieht es in Schottland und auf den Inseln aus (Hebriden, Orkneys, Shetlands und der Isle of Man) aus, wo viele Einzelgehöfte festgestellt wurden. In den Wohnstätten bestand der Boden aus gestampftem Lehm, der mit Stroh bestreut war.
Für die Jagd hatte man laut zeitgenössischer Berichte offenbar Spürhunde.

### Krankheiten
In der Rígsþula heißt es drastisch:
| Hann nam at vaxa ok vel dafna; var þar á höndum hrokkit skinn, kropnir knúar, fingr digrir, fúlligt andlit, lotr hryggr, langir hælar. […] Þar kom at garði gengilbeina, aurr var á iljum, armr sólbrunninn, niðrbjúgt er nef, nefndisk Þír. | Es begann zu wachsen und wohl zu gedeihen. Rauh an den Händen war dem Rangen das Fell, die Gelenke knotig, die Finger feist, fratzig das Antlitz, der Rücken krumm, vorragend die Hacken. […] Da kam auf den Hof die Krummbeinige, Schwären am Hohlfuß die Arme sonnenverbrannt, gedrückt die Nase Thyr, die Dirne. |

In Kristianstad in Schonen wurde ein Gräberfeld mit 128 Individuen erforscht. Das Gräberfeld wird in die späte Wikingerzeit datiert. Von den 128 Toten waren 79 im ersten Lebensjahr gestorben. Nur 10 % wurden 60 Jahre alt oder älter. Die meisten Kinder und mindestens ein Fünftel der Erwachsenen litten unter Eisenmangel. Viele hatten sehr schlechte Zähne. Die über 60-Jährigen hatten in der Regel nur noch ein Drittel ihrer Zähne. Bei vielen Skeletten konnten Arm- und Beinbrüche sowie ausgekugelte Arme festgestellt werden. Hinzu kamen Gelenk- und Skelettkrankheiten. Arthrose war die meistverbreitete Krankheit. Dies gilt besonders für die Kniegelenke der älteren Frauen. Die an der Außenseite des Gräberfeldes Begrabenen hatten offenbar Lepra. Diese Feststellungen entsprechen nicht dem Bild der mutigen und unternehmungslustigen Wikinger. Die älteste christliche Grabstätte, die in Lund erforscht wurde, zeigt insbesondere, dass die Lepra eine weit verbreitete Krankheit war. Auch wurde ein Fall von Tuberkulose identifiziert.
Die Archäologie hat an Skeletten und Exkrementen zahlreiche Krankheiten festgestellt:
- Erkrankungen der Knochen und der Gelenke
  - Rachitis
  - Osteoporose
  - Osteomyelitis (Knochenmarkentzündung)
  - Periostitis tibiae (Entzündung der Knochenhaut am Schienbein)
  - Spina bifida occulta (nicht sichtbarer offener Rücken): 10–15 %
  - Morbus Paget
  - Spondylosis hyperostotica (Morbus Forestier)
  - Wirbelsäulen-Tuberkulose
  - Arthrose
  - Gicht

- Sonstige Krankheiten
  - Zahnerkrankungen
  - Geschwulste
  - Krebs
  - Lepra
  - Herzerkrankungen (erschlossen aus Zusammentreffen genetischer Abnormitäten, die Herzkrankheiten hervorrufen)[15]
  - Anämie (Blutarmut)
  - Nasennebenhöhlen-Entzündung
  - Morbus Dupuytren (Bindegewebserkrankung an der Handinnenfläche)
  - Peitschenwurm (Trichuris trichiura)
  - Spulwürmer (Ascaris)

In geschlossenen Ortschaften waren die hygienischen Verhältnisse aus heutiger Sicht schlecht. Ibn Fadlan berichtet von einem niedrigen Hygienestandard der Rus an der Wolga.

### Kleidung und Körperpflege

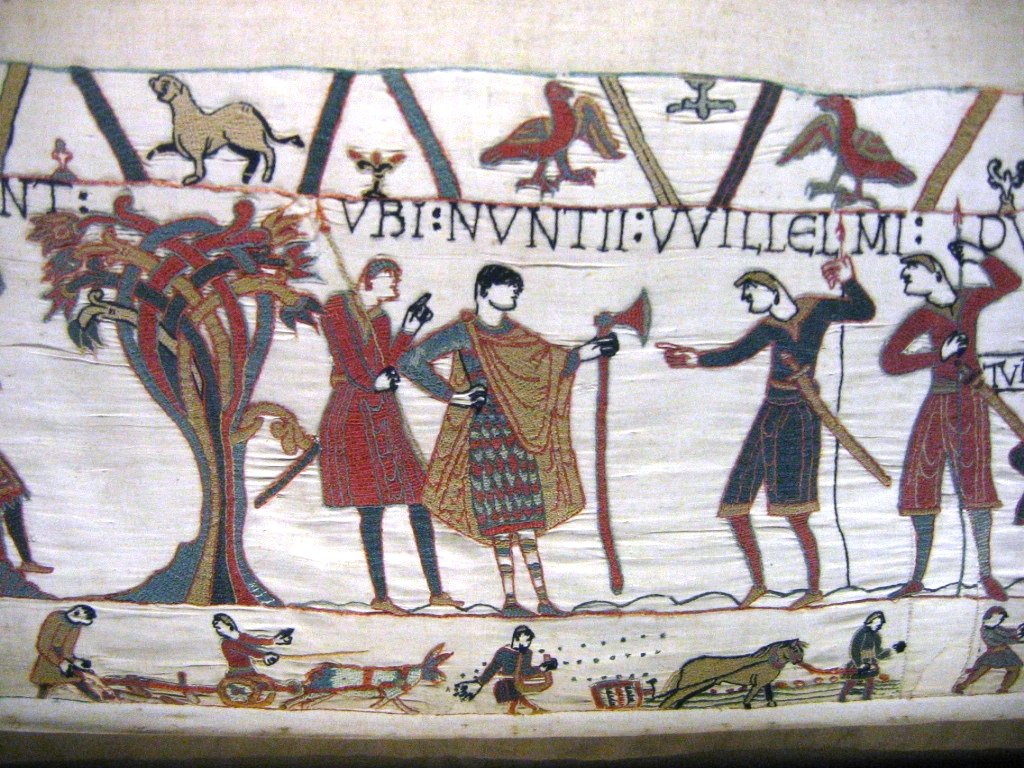
Haartracht der Männer: Hinterkopf geschoren (deutlich jeweils beim Mann rechts und unten links) und lange Haare über der Stirn. Darstellung auf dem Teppich von Bayeux, 2. Hälfte 11. Jahrhundert

Neben der traditionellen Frauenkleidung, die mit bronzenen Schnallen und Spangen an der Schulter zusammengehalten wurde, zeigen sich besonders in den Gräbern im heutigen Dänemark und im westlichen Teil von Schonen (Südschweden) auch westeuropäische Kleidungsmoden ohne Metallspangen, aber dafür mit Stoffen, in die Silber- oder Goldfäden eingewoben wurden, wie sie von fränkischen und byzantinischen Stoffen bekannt sind. Es wurden verschiedene Arten von Perlenketten getragen. Bronzene Armreife waren im Westen unbekannt, aber in Österlän üblich.
Generell war man nach den Darstellungen und den Pflegeutensilien in den Gräbern sehr gepflegt. Ibrahim ibn Jaqub berichtete von seiner Reise nach Haithabu um 965, dass Männer und Frauen Augenschminke benutzt hätten. Ein englischer Autor berichtete, dass die Nordmänner am Samstag badeten, ihr Haar pflegten und gut gekleidet waren, um Erfolg bei den englischen Damen zu haben. Der Nacken war geschoren und das Stirnhaar lang.

### Nahrung
Die wikingerzeitlichen Männer waren durchschnittlich 173 cm groß, was auf gute Ernährung schließen lässt. Die Menschen der Eisen- und der Wikingerzeit aßen vermutlich Fleisch von Rind, Schwein, Schaf, Huhn und Fisch. Durch Pökeln, Trocknen oder Räuchern wurde das Fleisch haltbar gemacht. Aus Milch stellte man Käse, Butter, Buttermilch und Dickmilch her. Eier bekam man von Hühnern und wilden Vögeln. In der Eisenzeit baute man Hafer und Gerste an. In der Wikingerzeit kam noch Roggen hinzu, den man aus slawischen Gebieten importiert hatte. Als Gemüse hatte man Erbsen, Bohnen, Kohl, Zwiebeln und Kresse. Im Wald und auf den Feldern sammelte man Äpfel, Pflaumen, Brombeeren, Himbeeren, Walderdbeeren, Schlehen, Holunderbeeren und Haselnüsse. Salz war unentbehrlich. Man gewann es aus Meerwasser oder importierte es. Zum Süßen nahm man Honig. Man trank Wasser oder Milchgetränke und Obst- und Beerensaft. Bier wurde aus Gerste gebraut und mit Hopfen oder Porst gewürzt. Aus Honig, Wasser und Gewürzkräutern stellte man Met her. Bjórr war wahrscheinlich starkvergorener Apfelwein. Traubenwein wurde importiert.
Aus Getreide kochte man Grütze oder man mahlte es in einer Handmühle und buk daraus Brot. Als Treibmittel diente Sauerteig. Das Mehl hatte durch den Verschleiß der Handmühlen viele Unreinheiten, was die Zähne verschliss. Es wurden Fladen in Pfannen über offenem Feuer oder in Backöfen gebacken. Obst und Beeren aß man roh oder gekocht als Grütze. Gemüse ließ sich zu Suppe verarbeiten. Man kochte oder briet in Töpfen oder am Spieß über offenem Feuer. Fleisch wurde auch in Erdgruben gegart. In die Grube kommen heiße Steine, darauf das Fleisch in Blätter gewickelt, drüber wieder eine Lage heiße Steine und das Ganze mit Grassoden zugedeckt – in Island nennt man das Hólusteik.

### Lebenseinstellung
Die Lebenseinstellung dürfte, wie zu allen Zeiten, nicht einheitlich gewesen sein. Als Quellen stehen fast nur die Sagas zur Verfügung; diese Aussagen gelten nur für Norwegen und Island.
In den Sagas soll die Vorherbestimmtheit in dem Erzählduktus offenbar die Spannung erhöhen. Dabei spielte der Zusammenhang des Individuums mit den Ahnen eine besondere Rolle. Diese oder ihre Folgegeister kümmerten sich auch um ihre lebenden Nachkommen, zum Beispiel durch warnende Traumbilder. Groa, eine Zauberin in der Vatnsdœla saga, wollte Thorstein durch Zauber für sich gewinnen und lud viele und darunter auch ihn zu einem Gastmahl ein.

„Og hina þriðju nótt áður Þorsteinn skyldi heiman ríða dreymdi hann að kona sú er fylgt hafði þeim frændum kom að honum og bað hann hvergi fara. Hann kvaðst heitið hafa. Hún mælti: ‚Það líst mér óvarlegra og þú munt og illt af hljóta.‘ Og svo fór þrjár nætur að hún kom og ávítaði hann og kvað honum eigi hlýða mundu og tók á augum hans. Það var siðvenja þeirra þegar Þorsteinn skyldi nokkur heiman fara að allir komu þann dag til Hofs er ríða skyldu. Komu þeir Jökull og Þórir, Már og þeir menn aðrir er fara skyldu. Þorsteinn bað þá heim fara. Hann kvaðst vera sjúkur. Þeir gera svo. Þann aftan þá er sól var undir gengin sá sauðamaður Gró að hún gekk út og gekk andsælis um hús sín og mælti: ‚Erfitt mun verða að standa í mót giftu Ingimundarsona.‘ Hún horfði upp í fjallið og veifði giska eða dúki þeim er hún hafði knýtt í gull mikið er hún átti og mælti: ‚Fari nú hvað sem búið er.‘ Síðan gekk hún inn og lauk aftur hurðu. Þá hljóp aurskriða á bæinn og dóu allir menn.
Og er þetta spurðist þá ráku þeir bræður á burt Þóreyju systur hennar úr sveit. Þar þótti reimt jafnan síðan er byggð Gró hafði verið og vildu menn þar eigi búa frá því upp.“

„Drei Nächte, bevor er von Hause reiten sollte, träumte Thorstein, dass die Frau, die seine Ahnen begleitet hatte, zu ihm komme und ihn bitte, ja nicht zu reiten. ‚Das scheint mir unklug, und es wird dir auch Unglück bringen.‘ Und so ging es drei Nächte, dass sie kam und ihm Vorhaltungen machte und sagte, es werde ihm nicht taugen, und sie berührte seine Augen. Es war Sitte der Seetaler, wenn Thorstein einen Ausritt vorhatte, dass alle an diesem Tage nach Tempel kamen, die mit ihm reiten wollten. Sie kamen, Jökul und Thorir, Mar und die anderen Männer, die reisen wollten. Thorstein bat sie, nach Hause zu reiten, er sei krank. Sie taten es. Diesen Abend, als die Sonne untergegangen war, sah ein Schafhirt Groa, wie sie aus dem Gehöft trat und entgegen dem Sonnenlauf um ihr Gehöft schritt und sprach: ‚Schwer ist es, dem Glück der Ingimundssöhne zu widerstehen.‘ Sie blickte hinauf nach dem Gebirge und schwang einen Beutel oder ein Tuch, in das sie viel Gold, ihr Eigentum, geknotet hatte, und sagte. ‚Es komme, was kommen muss.‘ Darauf ging sie hinein und schloss die Tür hinter sich. Da ging ein Steinschlag aufs Gehöft nieder, und alle Menschen fanden den Tod.“

Vorahnungen sind manchmal nur eine literarische Umschreibung. Ein weiterer Zug ist der häufig geschilderte Fatalismus, der sich bis in die Christenzeit hielt. So wird im Bericht über die Schlacht bei Fimreite erzählt, dass König Sverre sein Schiff verlassen hatte und zu seiner Flotte gerudert war, um ihr neue Befehle zu geben. Dann heißt es:

„Der König ruderte wieder zu seinem Schiff zurück. Da fuhr ein Pfeil in den Steven des Bootes über des Königs Haupt und gleich darauf ein zweiter auf das Deck vor die Knie des Königs. Der König saß ruhig da, ohne davon Aufhebens zu machen, und sein Begleiter sagte: ‚Ein schlimmer Schuss das, Herr!‘ Der König antwortete: ‚Es kommt doch ganz, wie Gott es will!‘“

### Soziale Strukturen

#### Soziale Schichtung

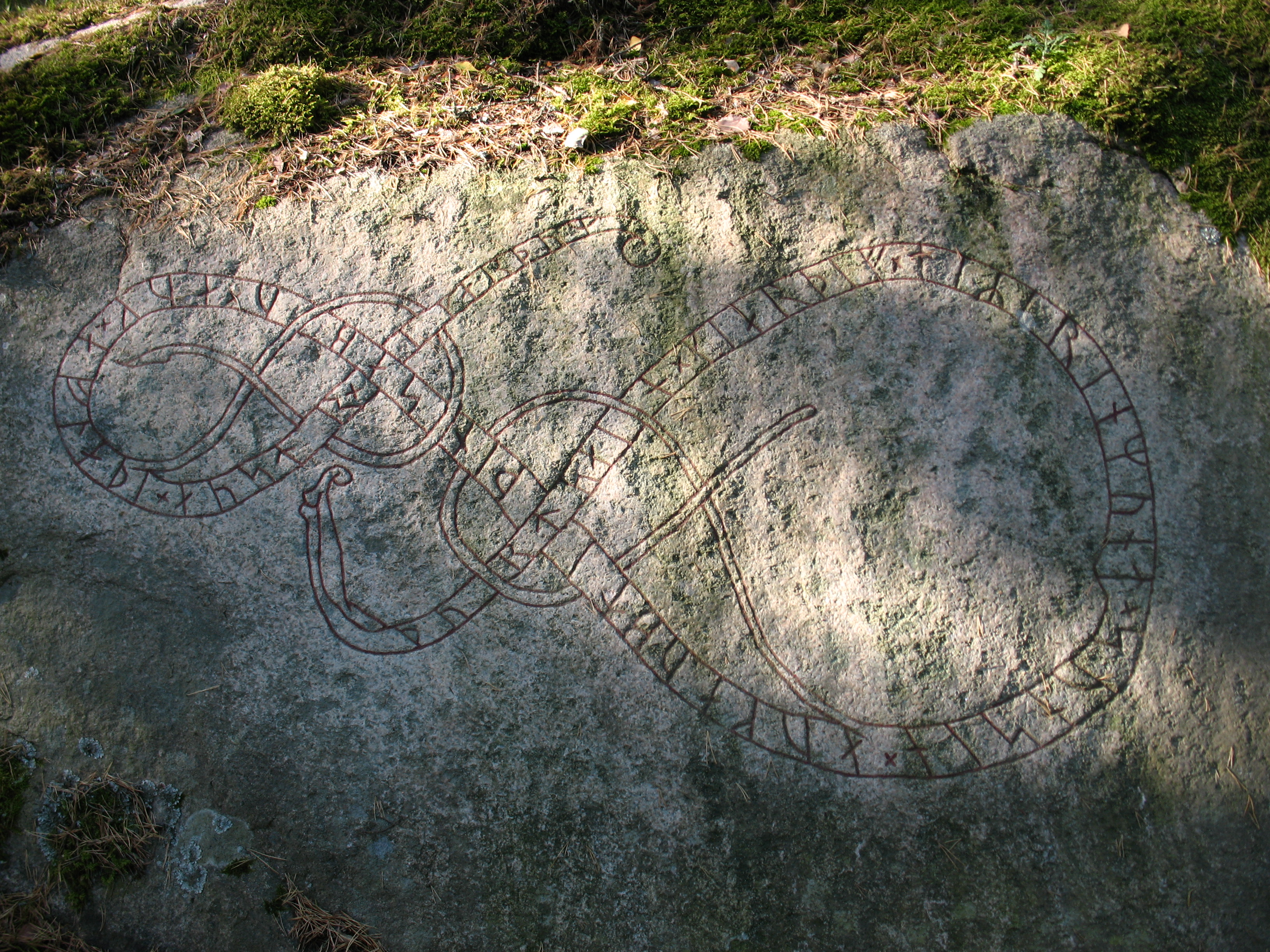
U 209: Þorstein machte dieses nach Ærinmund, seinem Sohn; er kaufte diesen Hof und erwarb Reichtum ostwärts in Garðarríki.

Eine regionale Herrschaft (Aristokratie) – etwa die in Gudme belegte – hat vermutlich schon vor dem Jahr 1000 bestanden haben, da ansonsten der erste Bau des Danewerks nicht erklärt werden kann. Archäologisch wurden Großhöfe untersucht, die viele Gebäude umfassten. Solche Großhöfe wurden in Uppåkra (heute in der Gemeinde Staffanstorp) wenige Kilometer südwestlich von Lund, in Tissø im westlichen Själland, in Lejre bei Roskilde und in Borg auf den Lofoten erforscht. Nach den Funden (Waagen und Gewichte sowie arabische Münzen) stammte der Reichtum zum größten Teil aus dem Handel. Es gab eine Kriegertruppe, hirð genannt. Die größte Truppe hatte der jeweilige Herrscher, und es spricht einiges dafür, dass diese Kerntruppe bei Knut dem Großen identisch ist mit dem in seinem Zusammenhang oft genannten Thingslið in England. Die früheste Erwähnung findet sich auf einem Runenstein aus Uppland aus der Zeit zwischen 1020 und 1060. Diese Kriegertruppe übte im Machtbereich des Herrn so etwas wie die Polizeigewalt aus und diente bei lokalen Auseinandersetzungen zur Durchsetzung eigener Ansprüche; denn es gab ansonsten kein staatliches Gewaltmonopol.
Die Gräber zeigen in ihren Beigaben auch eine klare Schichtung der Gesellschaft: führende Persönlichkeiten, eine breite Mittelschicht, die je nach Vermögen mehr oder weniger kostbare Grabbeigaben hatte, und einfache Menschen ohne Grabbeigaben.
In dieser Zeit gehörte es sich in manchen Kreisen, dass ein Mann ins Ausland fuhr, entweder durch Raub oder durch Handel Reichtümer erwarb und erst reich und ruhmbedeckt heimkehrte, um die dort herkömmliche Lebensweise aufzunehmen. Der heimskr maðr, der also zu Hause geblieben war, war gleichbedeutend mit „Dummkopf“. Jünglinge der Oberschicht sind die Hauptpersonen der entsprechenden Berichte.
Die Haupttrennlinie innerhalb der Gesellschaft war die Linie zwischen den Freien und Unfreien. Innerhalb der Gruppe der Freien gab es Unterschiede, die vom Besitz und der Familie bestimmt waren. Die einzige wirklich alle Freien umfassende Eigenschaft war die Mannheiligkeit. Sie wirkte sich in der Mannbuße aus, die für Totschlag, Verletzung des Körpers oder der Ehre zu zahlen war und zwar an ihn oder, wenn er getötet war, an seine Familie. Eine solche Buße stand dem Unfreien nicht zu, allenfalls ein Schadensersatz an den Herrn. Bei der freien Frau kam noch die Buße für sexuelle Übergriffe hinzu.
Nach Einführung des Königtums durch Harald Hårfagre in Norwegen entstand eine Art Klassengesellschaft, die aus König, Häuptlingen, Bauern und Knechten bzw. Sklaven bestand und als gottgegeben betrachtet wurde.

#### Der König
Ein König leitete – wie andere Könige auch – seine Legitimation aus seiner Abstammung her, die oft in Göttern personifiziert wurde. Bei Harald Hårfage war es die Abstammung von den Ynglingen, die sich auf den Gott Freyr zurückführten, wie Tjodolf von Hvin in der Ynglingatal darstellt, bei den Ladejarlen war es Odin, wie Eyvindr Skáldaspillir in Háleigjatal darlegt. Da er einem göttlichen Geschlecht entstammte, war an ihn auch das Wohlergehen des Volkes, das allgemeine Glück geknüpft. Sein Voranschreiten in der Schlacht sollte zeigen, dass die Götter mit ihm waren. Ein Geschenk des Königs hatte nicht nur materiellen Wert, sondern gewährte auch Teilhabe am Königsheil. Man geht davon aus, dass ursprünglich alle Häuptlinge ihr Geschlecht auf Götter zurückgeführt haben. Mit zunehmender Machtkonzentration in Norwegen auf zwei Familien, das Hårfagreætt und die Ladejarle, sind die übrigen „desakralisiert“ worden. Die nach mehrfachem Scheitern endgültige Einführung des Christentums führte zu einer grundlegenden Veränderung der Legitimation. Die bisherige Abstammung aus dem Heidentum konnte nicht aufrechterhalten werden. Die neue Grundlage wurde durch die Sakralisierung von Olav dem Heiligen als Märtyrer geschaffen, auf den sich anschließend alle Könige zurückführten, wenn auch die tatsächliche Abstammung bei vielen mehr als zweifelhaft ist.
Der König übte Oberherrschaft über alle Teile des nicht genau abgrenzbaren Landes aus, deren Inhalt aber nur vage bestimmbar ist. Abgaben, Verköstigung beim Besuch und Heerfolge im Krieg dürften die wesentlichen Inhalte darstellen. Er herrschte nicht über ein Gebiet, sondern über Menschen. So bezeichnet Torbjørn Hornklove ihn als dróttin norðmanna (König der Nordmänner). Aber er wurde auch als Eigentümer des Landes angesehen. Die stereotype Rechtsfolge hartnäckigen Gesetzesverstoßes war die Landesverweisung, die zum Beispiel im Gulathingslov so zum Ausdruck gebracht wurde:

„En ef hann vill þat eigi. þa scal hann fara or landeign konongs várs.“

„Und will er das nicht, so soll er fahren aus dem Landeigentum unseres Königs.“

Als Gegenleistung für die Abgaben hatte er für die Außenverteidigung seines Machtbereichs zu sorgen; siehe dazu den Abschnitt Die innere Entwicklung Norwegens zur Wikingerzeit.
Der norwegische König hatte damals noch nicht die Form der Regierungsgewalt wie später. Er war im Wesentlichen auf die lokalen Häuptlinge angewiesen (siehe dazu den folgenden Abschnitt). Das Heer folgte nur bedingt. Deutlich wird dies in der Auseinandersetzung zwischen König Olav und Knut dem Großen im Herbst 1027. Der König redete den schwedischen Bundesgenossen und ihrem König Önund auf einer Beratungsversammlung (húsþing – Hausthing) zu, im Herbst auf den Schiffen zu bleiben und abzuwarten, bis die Krieger Knuts nach Hause abgezogen seien und gegen seine geschwächte Flotte zu ziehen. Nicht der König, sondern die anwesenden Führer antworteten:

„Þá tóku Svíar aðtala, segja að það var ekki ráð að bíða þar vetrar og frera ‚Þótt Norðmenn eggi þess. Vita þeir ógerla hver íslög kunna hér að verða og frýs haf allt oftlega á vetrum. Viljum vér fara heim og vera hér ekki lengur.‘ Gerðu þá Svíar kurr mikinn og mælti hver í orðastað annars. Var það afráðið að Önundur konungur fer þá í brott með allt sitt lið […]“

„Sie sagten, es sei nicht geraten, den Winter und den Frost abzuwarten, auch wenn die Norweger dazu auffordern. ‚Sie wissen eben nicht, wie hier das Eis liegen kann und wie hier das Meer im Winter so häufig ganz zufriert. Wir wollen heim und nicht länger hier liegen.‘ Die Schweden murrten laut, und alle sprachen in dem gleichen Sinne untereinander. Man beschloss schließlich, König Önund solle mit seinem ganzen Heere heimziehen.“

In Norwegen herrschte anfangs ein Erbkönigtum, das alle Söhne gleichermaßen zum Königtum berechtigte, nach dem Ende der Bürgerkriegsperiode ein eingeschränktes Wahlkönigtum. Aber schon unter dem Erbkönigtum bedurfte der König der Akklamation durch ein Thing bei dem aber nur Männer aus einer königlichen Familie zur Wahl standen. Bei der Akklamation Olavs des Heiligen (995–1030) zum König versprach dieser „die Wahrung ihrer alten Landesgesetze sowie den Schutz gegen ausländische Heere und Herren“. Dafür hatte er Anspruch auf Bewirtung, wohin er mit seinen Mannen kam.
Der König hatte eine eigene Mannschaft um sich, die später hirð genannt wurde. Er musste Vorbild im Kampfe und in der Lebensführung sein, wenn er anerkannt werden wollte. Dabei ging es weniger um seinen Titel, den er auf Grund seiner Zugehörigkeit zu einem mächtigen Geschlecht trug, als vielmehr um die Motivation, die er seiner Mannschaft einflößen konnte. So konnte Erik Blutaxt nicht schnell genug eine Flotte gegen seinen Rivalen Håkon den Guten aufstellen, „weil manche der Vornehmen ihn verließen und sich zu Håkon begaben“. Auch die Erikssöhne mussten mit ihrer Mutter Gunnhild Norwegen verlassen, als Jarl Håkon nach Norwegen kam. „Sie riefen ein Heer zusammen, aber es folgte ihnen nur wenig Volk.“ Die besten Beispiele früher Ideale geben die Skaldengedichte, die in der Heimskringla zitiert sind, da sie die ältesten Zeugnisse sind, oft unmittelbar nach den geschilderten Ereignissen gedichtet und weiter tradiert.
| Úti vill jól drekka ef skal einn ráða fylkir hinn framlyndi og Freys leik heyja, ungr leiddist eldvelli og inni að sitja, varma dyngju eða vöttu dúns fulla. | Außen Jul wird trinken Wenn er's entscheidet, der fehdefrohe Führer: Freys Spiel dort treibt er. Jung Herdglut hasst er – nie hockt er drinnen – und Frauenstuben, warme, und Futter von Daunenhandschuhen. |

Im Laufe der Zeit erstarkte das Königtum. Maßgeblich waren dabei ausländische Vorbilder und Einflüsse. Nicht nur, dass Harald hårfagri seinen Sohn Hákon nach England an den Hof Aðalsteins schickte und dieser dort aufwuchs, auch später sammelten die künftigen Könige ihre Erfahrungen im Ausland, so dass Snorri dem Vater Olavs des Heiligen an Olav den Satz in den Mund legt: „Jetzt bist du nun außerdem in Schlachten bewährt und hast dich selbst nach dem Muster ausländischer Herrscher gebildet.“

#### Häuptlinge
In der Wikingerzeit existierten um die 20 große und Dutzende kleine Häuptlingsherrschaften. Wenn man annimmt, dass um 800 ungefähr 100.000 Menschen in Norwegen wohnten, so folgt daraus, dass die Herrschaftsbereiche in dieser Zeit in der Regel relativ klein gewesen sein müssen. Die Macht der Häuptlinge beruhte auf ihrem Netzwerk, das aus mehr oder weniger abhängigen Bauern bestand. Diese hatten den Häuptling bei seinen Unternehmungen zu unterstützen, und der Häuptling hatte ihnen Schutz zu gewähren und ihr Auskommen zu sichern. Das Verhältnis kann als Verhältnis zwischen Patron und Klient beschrieben werden. Hinzu kam der Hirð, eine Gruppe von Berufskriegern um den Häuptling. Beides setzte eine solide ökonomische Grundlage voraus. Das bedeutete auch ständige Expansion der Machtbereiche durch Siege über andere Häuptlinge. Daher war die Gesellschaft in der vorköniglichen Zeit instabil. Hinzu kamen die Konflikte, die sich aus dem Erbrecht ergaben. Denn alle ehelichen und unehelichen Söhne waren in der Nachfolge gleichberechtigt. Häuptlinge hatten, da sie ihr Geschlecht ursprünglich auf Götter zurückführten, auch priesterliche Funktionen. In Island wurden sie „Goden“ genannt.

#### Bauern
Die Bauern waren der Kern der Gesellschaft Norwegens von der Vorkönigszeit bis in die folgenden Jahrhunderte. Sie führten einen Bauernhof und hatten klare Pflichten: der Schutz der auf dem Hof lebenden Personen und die Teilnahme an der Thingversammlung. Unter den Bauern gab es große Unterschiede. Einige besaßen große Güter, die sie teilweise verpachteten oder auch durch sogenannte Unfreie bewirtschaften ließen. Anders als die Unfreien hatten aber alle Bauern „Ehre“. An der Spitze standen die sogenannten „Haulde“, eine Bauernaristokratie. Im Østlandet hatte die Bezeichnung noch den ursprünglichen Sinn des landbesitzenden Bauern, im Vestlandet zeigen Frostathingslov und Gulathingslov, dass es sich um Odalsbauern handelte. Um den Odalsstatus zu erlangen, musste eine Familie zwischen vier und sechs Generationen auf dem gleichen Grundbesitz wohnen. Im Landslov wurde die Zeit auf 60 Jahre reduziert. Wie groß der Anteil dieser Bauern war, ist nicht bekannt. In der Kriegergesellschaft war die Ehre das höchste Gut, und so kam es aus Ehrgeiz häufig zu kriegerischen Auseinandersetzungen. Diese Ehrenkämpfe dienten der sozialen Differenzierung. Es war undenkbar, dass zum Beispiel ein Häuptling einen Bauern herausforderte, denn mit der Herausforderung an ein Mitglied einer tieferen sozialen Schicht und dem anschließenden Sieg konnte kein sozialer Aufstieg und keine Ehre gewonnen werden.
Der Einzelhof mit seinem dazugehörigen Grund und Boden und die Außenbezirke (Inn- und Utmark) war die wirtschaftliche Grundeinheit, auf dem die Gesamtgesellschaft aufgebaut war. Das spiegelt sich auch in der zeitgenössischen Mythologie wider: In Asgard hatte jeder Gott seine eigene Halle. In Midgard hatten die Menschen ihre Höfe und in Utgard saßen die Trolle und bösen Mächte. In diesem Weltbild haben Inn- und Utmark Modell gestanden. Die Einzelhöfe produzierten ihren Bedarf so weit als möglich selbst. Aber die unterschiedlichen Ressourcen erzwangen eine gewisse Spezialisierung: Fischfang und Eisengewinnung konnten zum Tausch gegen andere wichtige Güter eingesetzt werden.
Daneben gab es auch kleine Siedlungen. Sie waren sowohl eine soziale Einheit als auch eine Produktionsgemeinschaft. Die Siedlung besaß Äcker. Jeder Bauer hatte seine Felder in den verschiedenen Gemarkungen. Die Bauern pflügten, säten und ernteten gemeinsam. Dazu kamen Wiesen und Wald als Allmende.

#### Krieger
Zu Beginn der Wikingerzeit rekrutierten sich die Krieger aus den Bauern. Später wurde Krieger auch ein Beruf (siehe Jomswikinger). Dass auch in der Spätzeit die Bauern Kriegsdienste leisteten, belegt ein Stein aus Uppland, auf dem ein Krieger gelobt wird, er sei der beste Bauer in Håkons Gefolgschaft gewesen:

„Gunni ok Kári reistu stein eptir […] Hann var bónda beztr í róði Hákonar.“

„Gunni und Kári setzten den Stein nach […] Er war der beste Bauer im Aufgebot Håkons.“

róð wird im Upplandsgesetz so beschrieben: „Und nun bietet der König die Gefolgschaft und das Bauernheer auf, er verlangt die Ruder- und Kriegermannschaft und die Ausrüstung.“ Da gab es bereits eine stehende Kriegertruppe.

#### Unfreie
Neben diesen beschriebenen Personengruppen gab es noch eine Gruppe, die je nach Quelle als Unfreie, Knechte oder Sklaven bezeichnet werden. Sie hatten keine Zugehörigkeit zu Familien, ihre Herkunft spielte zunächst keine Rolle. Über sie gibt es Nachrichten erst in den späteren altnorwegischen und frühen schwedischen Gesetzen. Aber diese lassen gewisse Rückschlüsse auf die vorangegangenen Verhältnisse zu. Welche Bedeutung diese Gruppe zur damaligen Zeit hatte, ist Gegenstand der Forschung. So wird für das Jahr 871 berichtet, dass Skandinavier aus Dublin eine große Zahl von englischen Männern und Pikten versklavten. Archäologisch ist der Sachverhalt bisher nicht fassbar. Oft wurden die Gefangenen nicht verkauft, sondern gegen Lösegeld wieder freigelassen. Wurde das Lösegeld nicht gezahlt, wurden sie getötet. Von Jarl Erling Skjalgsson wird berichtet, dass er ständig 30 Knechte um sich gehabt habe. Diese durften auch für sich selbst wirtschaften und konnten sich so innerhalb von zwei bis drei Jahren freikaufen. Mit der Ablösesumme kaufte der Jarl neue Knechte. Hier ist schon christlicher Einfluss spürbar. Régis Boyer meinte, dass die Sklaverei der Wikingerzeit in Skandinavien nicht mit der Sklaverei im antiken Rom vergleichbar ist, und behauptete, die Ideale der Wikinger hätten einer solch menschenverachtenden Haltung entgegengestanden. Diese Ideale treten aber in einem bereits christlich beeinflussten literarischen Umfeld auf. Für die vorchristliche Gesellschaft beschränkten sich alle zu ermittelnden ethischen Normen unmittelbar auf Sippe und Gefolgschaft. In Schweden sind Sklaven bzw. Knechte bis ins 14. Jahrhundert in zahlreichen Testamenten belegt, in denen reiche Erblasser ihren Knechten die Freiheit schenkten. Sie entstammten nicht nur den Raubzügen, sondern es begaben sich auch viele freiwillig in diese Situation, um so ihre Versorgung sicherzustellen. Auch gab es die Versklavung als Strafe. Dem Unfreien fehlte die Mannheiligkeit. Sie waren gegenüber ihrem Eigentümer und dessen Familie fast rechtlos, konnten jederzeit bestraft und verkauft werden. Die Verletzung eines Knechtes durch Dritte wurde als Beschädigung des Eigentums des Herren angesehen. Die Kinder einer Unfreien gehörten wie die Haustiere dem Eigentümer. Allerdings waren auch hier die Regelungen unterschiedlich: Nach dem Recht in Schonen und nach dem Västgötalag war das Kind einer Unfreien auch unfrei. Im Östgötalag war das Kind eines freien Mannes mit einer Unfreien dagegen frei. In Svealand folgte ein Kind einer solchen Mischehe immer der „bessern Hälfte“. Dort war die Möglichkeit einer solchen Mischehe auch gesetzlich geregelt. Diese Entwicklung wird jedoch dem Einfluss der Kirche zugeschrieben.
Die Rechtlosigkeit beinhaltete auch, dass er nicht auf einem Thing auftreten konnte. Er war auch nicht geschäftsfähig. Er konnte auch nicht selbst seine Freilassung bewirken. Die volle Freiheit nach einer Freilassung erlangte er erst, wenn er von einem Mitglied einer Familie in ein freies Geschlecht adoptiert wurde. In Uppland und in Södermanland hatte der Sklave eine auf Personen außerhalb der Familie des Eigentümers beschränkte Mannheiligkeit. Dort war der Verkauf des Sklaven auch verboten.
Es gab außerdem die Begriffe fostrar oder frälsgivar. Wahrscheinlich wurde diesen Menschen ein kleines Stück Land zur eigenen Bewirtschaftung auf Lebenszeit zugewiesen. Damit war der Eigentümer vom Unterhalt entlastet; es war ein Status, der mit der späteren Leibeigenschaft vergleichbar war. Diese „halbfreien“ konnten auch eine Freie heiraten und die Kinder aus der Ehe waren freie Mitglieder der mütterlichen Familie. Die Regelung dieser halbfreien Klasse gehört der jüngsten Überlieferung an.
Im Skarastadgan von 1335 ordnete König Magnus Eriksson an, dass von nun an alle Kinder christlicher Eltern frei sein sollten. Diese Entwicklung wird auf die Kirche zurückgeführt. Für die Großgrundbesitzer mit weit verstreuten Gütern war es ökonomisch besser, die Ländereien von juristisch selbständigen Knechten und Landarbeitern bewirtschaften zu lassen. Die bisherigen Unfreien wurden im 14. Jahrhundert massenhaft freigelassen.

#### Besondere Funktionsträger
Über besondere Funktionsträger der vorchristlichen Gesellschaft ist sehr wenig bekannt.
- Ein Funktionsträger war nach Ansicht einzelner Autoren ein „Priester“, dem aus etymologischen Gründen die Bezeichnung Gode zugeordnet wird.[46] In Norwegen nahmen diese Funktion die Häuptlinge wahr. In Island wurden sie Goden genannt. Es gab häusliche, regionale und überregionale Opferfeste (siehe Artikel Nordgermanische Religion und Julfest). Gro Steinsland geht davon aus, dass die religiösen Rituale auf den Einzelhöfen von Frauen geleitet wurden und nur die regionalen und überregionalen Feste der männlichen Leitung vorbehalten waren.[47]
- Anfänglich leitete auch ein Gode die Thingversammlung. Nach isländischen Quellen trug er einen heiligen goldenen Armreif am Oberarm. Auf diesen Armreif wurden die Eide abgelegt. Auf dem Thing trat auch ein Gesetzessprecher auf, der die Gesetze auswendig vorzutragen hatte.
- Weitere Funktionsträger bildeten sich am königlichen Hof, im Heer und in der Flotte aus. Sie rekrutierten sich in aller Regel aus der Bauernaristokratie.

#### Der Familienverband
Die Gesellschaft der norwegischen Nordmannen wurde später auch von äußeren, insbesondere fränkischen Einflüssen geprägt. Man kann archäologisch eine stetige Zunahme der bebauten Gemarkungen seit der Zeitenwende mit einem vorübergehenden Einbruch im 6. Jahrhundert konstatieren. Die neuen Gemarkungsnamen vor der Wikingerzeit, die alle mit einem Personennamen beginnen, lassen den Schluss zu, dass der Ackerbau in dieser Zeit von einzelnen Kleinfamilien betrieben wurde. Gleichwohl war die Gesellschaft vor der Wikingerzeit von Familienverbänden geprägt. In der Wikingerzeit allerdings sorgte die höhere Mobilität für eine Neuorientierung, da in der Fremde die eigene Großfamilie in Konfliktfällen nur bedingt und sehr begrenzt Unterstützung gewähren konnte. Hier trat immer mehr die Gruppe, zu der eine Person gehörte, und die jeweilige Führungsperson (Häuptling oder König) in den Vordergrund.
Gleichwohl ist der Begriff des „Familienverbandes“, dem eine Person zugehörte, zu dieser Zeit von Bedeutung. Damit ein Geschlecht in allen Dingen zusammenhielt, muss es für alle Mitglieder ein gemeinsames Gruppengefühl gegeben haben. In der Wikingerzeit ist auf Grund der patrilinearen Ausformung der Personenverbindungen von einem Patriarchat auszugehen, wo der Familienälteste über Söhne, Ehefrau, unverheiratete Töchter und Schwiegertöchter bestimmte. Dies war vorher aber anders. Wenn vor der Wikingerzeit eine Frau heiratete, blieb sie Angehörige ihres eigenen Familienverbandes, und für die Kinder war der mütterliche Familienverband genauso wichtig wie der väterliche. Das beinhaltete, dass zum Beispiel zwei Kernfamilien von zwei Brüdern niemals die gleiche Sicht über ihre nächsten Verwandten hatten, abgesehen von dem seltenen Fall, dass zwei Brüder mit zwei Schwestern verheiratet waren. Diese Gesellschaft bestand also nicht aus getrennten Geschlechtern nebeneinander, sondern aus Kleinfamilien als Knoten in einem großen Netz mit Verbindungen kreuz und quer über das Gebiet und ergab ein unsymmetrisches Muster. Deshalb ist es nicht verwunderlich, dass man von einem Streit zwischen Gruppen hört, die miteinander verwandt waren. Hier wird der Begriff „Stamm“ vermieden, weil dieser zu viele verschiedene Phänomene umfasst, als dass er in diesem Zusammenhang sinnvoll angewendet werden könnte.

#### Freundschaft oder Gefolgschaft
Von mindestens gleich großer Bedeutung war eine soziale Institution, die als Freundschaft oder Gefolgschaft bezeichnet werden kann. Dabei handelt es sich um politische Allianzen gegenseitiger Unterstützung vor der endgültigen Durchsetzung der Königsmacht. Sie tritt daher am deutlichsten und effektivsten in der isländischen Freistaatszeit in Erscheinung. Im Gegensatz zum Familienverband, in den man hineingeboren wurde und an dem man nichts ändern konnte, war der Freundschaftsverband ein soziales Konstrukt, das auf die jeweiligen politischen Verhältnisse ausgerichtet werden konnte. So wurden Netzwerke zur Machtausweitung und Machtsicherung gebildet. Freundschaften wurden wahrscheinlich nur in oder mit der Oberschicht gebildet. Von Freundschaften der Bauern untereinander erfährt man nichts. Sie waren durch äußere Bedingungen in regionale Bezirke (hreppar) zusammengefasst, innerhalb deren die Pflicht zum gegenseitigen Beistand bereits vorgegeben war. Dagegen wurden Freundschaften zwischen Bauern und Häuptlingen (Goden) geknüpft. Sie waren mit gegenseitigen Pflichten der Loyalität und Unterstützung und seitens des Goden mit der Pflicht zum Schutz verbunden. Freundschaften wurden durch gegenseitige Geschenke begründet, wozu auch gehörte, dass der Bauer dem Goden eine seiner Töchter als Nebenfrau überließ, die dadurch eine bessere Stellung bekam, als wenn er sie mit einem anderen Bauern verheiratet hätte. Zu Beginn der Besiedlungszeit gab es wesentlich mehr Goden als zum Ende der Freistaatszeit, und es kam vor, dass Bauern Freundschaften mit zwei Goden knüpften (beggja vinir). Dadurch überschnitten sich die sozialen Netzwerke, und diese Bauern waren im Konflikt zwischen ihren Goden die geeigneten Vermittler. Als die Zahl der Goden abnahm, kam es seltener zu solchen Doppelloyalitäten, was mangels geeigneter Vermittler zu den blutigen Auseinandersetzungen der Sturlungenzeit führte.
Die Abhängigkeit der Freundschaft von der Gabe führte in Norwegen praktisch zur Käuflichkeit der Bundesgenossenschaft. Knut der Große machte Olav Haraldsson (dem Heiligen) die Bundesgenossen dadurch abspenstig, dass er ihnen durch Gesandte große Geschenke übermitteln ließ. Königsmacht und Häuptlingsmacht standen einerseits in Konkurrenz zueinander, andererseits waren sie aufeinander angewiesen. So kam es insbesondere in der Bürgerkriegszeit zu häufig wechselnden Loyalitätsverhältnissen, je nachdem, wo die Häuptlinge ihren größten Vorteil zur Ausweitung ihrer Machtposition sahen. Das änderte sich erst, als der König im Spätmittelalter seine Legitimation von Gott ableitete. Damit wandelte sich auch die Funktion des Geschenkes von der Begründung einer Freundschaft mit Loyalitätsverpflichtung, die ja schon auf Grund der Stellung des Königs als Stellvertreter Gottes vorgegeben war, zur Bestechung. Man kann dies an der Rechtsentwicklung verfolgen:

„Þat er upphaf laga narra at ver scolom luta austr ac biðia til hins helga Crist ars og friðar. oc þess at vér halldem lande varo bygðu. oc lánar drotne varom heilum. se hann vinr varr. en ver hans. en gud se allra vorra vinr.“

„Das ist das Erste in unserem Gesetz, dass wir uns nach Osten verbeugen und zum Heiligen Christ beten um Wohlstand und Frieden und darum, dass wir unser Land weiter bewohnen können, und das Heil unseres Herrn. Er soll unser Freund sein und wir die seinigen Freunde und Gott der Freund von uns allen.“

Dieser Paragraf wurde im Landslov von 1274 gestrichen. Der König war nicht mehr auf die Freundschaft der Bauern zur Sicherung der Loyalität angewiesen.
Nach der Christianisierung wurden Freundschaften zu Heiligen und zu Gott nach ähnlichen Regeln begründet. Man stiftete ihnen Kirchen mit dazugehörigem Land und erwartete von ihnen Unterstützung in Konflikten. Die Heiligen wurden Guðsvinir (Gottesfreunde) genannt. Bischof Guðmundur Arason bat, als er seine Frau sterben sah, diese, seinen Gruß an eine Reihe von Heiligen, unter anderen Maria, dem Erzengel Michael und Olav dem Heiligen zu übermitteln, aber ganz besonders seinem Freund (vini mínum) Ambrosius. Im 13. Jahrhundert änderte sich allerdings das Gottesverhältnis. Aus dem helfenden Gott, mit dem man mit Geschenken verhandeln konnte, wurde ein strafender Gott, der die Einhaltung seiner Gebote unabhängig vom Rang und von Gaben streng überwachte.

#### Frauen

##### Allgemeines
Die Frauen waren den Männern politisch nicht gleichgestellt. So durften sie am Thing nicht teilnehmen. Sie waren aber gesellschaftlich nicht deutlich benachteiligt.
Das am reichsten ausgestattete bekannte Grab der nordischen Wikingerzeit wird einer Frau zugeordnet: Die dendrochronologische Verordnung liegt in der Zeit um 820 n. Chr. Im Grabhügel von Oseberg wurden zwei vornehme Frauen – möglicherweise eine Königin mit einer jungen Begleiterin – bestattet. Reichtum und Macht der Toten lassen sich an mehreren Indizien ablesen. Zum einen handelt es sich um einen sehr großen Grabhügel, zum anderen wurden der Toten zahlreiche wertvolle Grabbeigaben wie Schlitten, Tiere, Schiffe, Boote, Wagen und Nahrungsmittel mitgegeben. Die Mitbestattung einer Begleiterin ist teils auch aus anderen skandinavischen Gräbern des 1. Jahrtausends bekannt. Auch andere Bestattungen weisen höhergestellte weibliche Persönlichkeiten aus. So wurde auf dem wikingerzeitlichen Gräberfeld von Kosel bei Haithabu ein Kammergrab dokumentiert, in dem eine Frau in einem Wagenkasten niedergelegt worden war. Zu ihren Füßen lagen zwei Pferde mit Trensen: Ein vollständiges Wagengespann, das der Toten wohl zu Lebzeiten und bei der letzten Fahrt zur Grabstätte gedient hatte.

##### Wirtschaftliche Stellung
Es gab jeweils klar umrissene Aufgabenbereiche von Frauen und Männern, die später sogar gesetzlich fixiert wurden. Grabbeigaben und literarische Zeugnisse dienen hierfür als Quellen. Die Grágás, das mittelalterliche isländische Gesetzbuch, stellte den Bereich „diesseits der Schwelle“, also im Haus, als Territorium der Frau dar, während der Mann „sich um das zu kümmern hatte, was draußen zu tun war“. Das soziale Gefüge war stark von Frauen abhängig: Sie verwalteten und bewirtschafteten während der zum Teil jahrelangen Abwesenheit ihrer Ehemänner und Söhne den Hof. Höfe wurden häufig nach den Besitzern benannt z. B. Hårstad nach Hårek und Ingvaldstad nach Ingvald. Die Tatsache, dass Höfe auch nach Frauen benannt worden sind, z. B. Møystad östlich von Hamar, altnorwegisch „Meyarstaðir“, noch dazu nach einer jungen unverheirateten Frau, worauf die Silbe „Mey = Mädchen“ hinweist, zeigt, dass Frauen durchaus auch führende Positionen einnehmen konnten. Dass es sich um einen Einzelfall handelt, zeigt, dass normalerweise die Frauen den Männern als Gruppe nicht gleichgestellt waren, sie sich aber in Ausnahmefällen gleichwohl auf Augenhöhe mit den Männern behaupten konnten. Insgesamt gibt es 20 – 25 Höfe, die nach Frauen, in der Regel mit ihrem Namen und nicht anonym, benannt sind. In Island sind ungefähr 10 % der Höfen nach Frauen benannt. Bei den Frauen, denen entweder Runensteine gewidmet waren, oder die selbst Runensteine anderen Frauen oder Männer widmeten, ist das Verhältnis anders: Da sind 20 % von Frauen oder für Frauen vorhanden. Diese Differenz ist auch darauf zurückzuführen, dass die Gründung eines Hofes gewaltige physische Anstrengungen erforderte, so dass nur wenige Höfe nach Gründerinnen benannt worden sind. Später konnten Frauen durch Erbschaft oder andere Ereignisse Höfe besitzen und so zu Personen aufsteigen, denen Runensteine gewidmet wurden oder selbst solche in Auftrag gaben. Mit einem Runenstein mit der Inschrift: „Rannveig errichtete diesen Stein nach Ogmund, ihrem Mann.“ dokumentierte die Witwe, dass sie den Hof nun in Eigenbesitz führte.
Die Zubereitung von Nahrung gehörte zum Aufgabenbereich der Frauen. Die Herstellung von Textilien war den Frauen vorbehalten. Dazu gehörte auch das Weben der riesigen Schiffssegel. Für die Rolle der Frauen in der Rus ist bezeichnend, dass von den Waagen und Gewichten, die typische Grabbeigaben von Händlern darstellen, 20 % in Frauengräbern gefunden wurden: Offensichtlich spielten Frauen also im Handel eine wesentliche Rolle. Gleichwohl ist nicht zu übersehen, dass wesentlich weniger Frauengräber mit Grabbeigaben erhalten sind, als Männergräber. Daraus ist zu schließen, dass Männer einen niedrigeren Status als Frauen haben konnten und trotzdem ein eindrucksvolles Grab erhielten.

##### Rechtliche Stellung
Der Runenstein von Hillersjö in Uppland aus dem 11. Jahrhundert ist eine Quelle dafür, dass Frauen auch in der Erbfolge eine wichtige Rolle spielen konnten. Witwen hatten in dieser Gesellschaft die privilegierteste Position. Eine Witwe konnte auch ihren Sohn beerben, wenn dieser ohne eigene Erben starb. Nach ihrem Tod ging das Erbe an ihre Verwandten.
Frauen konnten, wenn es erforderlich war, auch Funktionen von Männern übernehmen, zum Beispiel als unverheiratete Frau einen Hof gründen und leiten. Die sozialen Normen hinderten sie daran nicht.

##### Stellung in der Ehe
Von Frauen auf Wikingerzügen wird erst Mitte des 9. Jahrhunderts berichtet, als die ersten Skandinavier begannen, in Frankreich zu überwintern. Allerdings dürfte es sich im Wesentlichen um Frauen gehandelt haben, die bei den Überfällen als Beute mitgenommen wurden.
Ein gewisses Problem bereitet der Ausdruck Brautkauf. Man wird wohl kaum daran zweifeln können, dass sich in diesem in vielen nordischen Gesetzen vorkommenden Begriff ursprünglich ein realer Kauf widerspiegelt. Im 11. Jahrhundert hatte der Ausdruck längst eine abgeschwächte Bedeutung erhalten. Aber gleichwohl wurde für die Braut weiterhin eine Geldsumme bezahlt – mundr. Ursprünglich wurde der Brautpreis an den Vater der Braut bezahlt, aber in den späteren Gesetzen ging dieses Geld in das Eigentum der Braut über. Die Ausdrucksweise in den Sagas ist da eindeutig: Der Freund des Freiers sagt zum Brautvater: „Mein Freund will deine Tochter heiraten. Am Vermögen soll es nicht fehlen!“ Der Mindestpreis betrug nach dem Gulathingslov 1½ Mark. Das nannte man das „Armen-mundr“. Dem Vater stand es frei, die Tochter dazu zu befragen. Fand er den Handel vorteilhaft, so schlug er sofort ein. Doch mit der Zustimmung der Tochter war es einfacher und das Risiko für spätere Komplikationen geringer. Nach Möglichkeit versuchte sie, einen Mann höheren Standes als sie selbst zu heiraten.
Beide Ehepartner hatten gleichermaßen das Recht auf Scheidung. Ihre Familie war verpflichtet, sie anschließend aufzunehmen. Außerdem musste die Frau einen guten Grund haben, wenn sie nicht ihre Mitgift verlieren wollte. Die Geschiedene, wie auch die Witwe, war nun viel freier in der Wahl ihres nächsten Mannes. Aber auch hier musste sie den Rat ihrer Verwandten einholen, wenn sie sich ihrer vollen Rechte versichern wollte.
Die Forderung an die Jungfräulichkeit bei der ersten Hochzeit war für die Braut absolut, desgleichen an die Treue während der Ehe. Die Ehre der Familie hing davon ab. Das isländische Recht war da am strengsten: Für einen heimlichen Kuss musste der Mann 3 Mark Strafe zahlen. Ein Mädchen gegen seinen Willen zu küssen, führte zur Landesverweisung. Liebesgedichte an ein Mädchen zu verfassen, war streng verboten, wurde aber dennoch praktiziert. Es kam vor, dass der Vater die Einwilligung zur Ehe verweigerte, wenn sich die Brautleute bereits vorher geeinigt hatten. Die Frauen hatten keinen Anspruch auf das Erbe nach ihren Eltern, sondern nur auf eine standesgemäße Mitgift, die aus Aussteuer und Wertsachen bestand. Wenn allerdings das Mädchen beim Tod des Vaters noch unverheiratet war, hatte es Anspruch auf einen dem Vermögen entsprechenden Anteil. Die Mitgift konnte der Ehemann nur verwalten. Sie blieb von seinem Vermögen getrennt. Die Geschäftsfähigkeit war betragsmäßig begrenzt. Die Frau konnte nur bis zu einem gewissen Betrag wirksam Geschäfte tätigen.

##### Frauen als Kriegerinnen?
In einer Studie aus dem Jahr 2017 wurde die Meinung vertreten, neue DNA-Analysen hätten ergeben, dass in dem bereits 1878 geöffneten Kammergrab 581 von Birka kein Mann, sondern eine hochrangige Kriegerin bestattet worden sei. Kritik wurde von Judith Jesch, Professorin für Wikingerstudien der Universität Nottingham, vorgebracht, die methodische Mängel monierte. Ein irischer Text aus dem frühen 10. Jahrhundert erzählt von Inghen Ruaidh („Rotes Mädchen“), einer weiblichen Kriegerin, die eine Wikingerflotte nach Irland geführt hatte. Durch diese Erzählung erscheinen auch die Schildmaiden in der Völsunga Saga in neuem Licht.

##### Frauen in der Literatur
In allen Isländersagas sind formal Männer die Hauptpersonen und Träger des äußeren Handlungsablaufs. Aber in einigen Sagas spielen auch Frauen eine große Rolle. Sie können das Geschehen als Objekt der männlichen Begierde beeinflussen. Die Frauen können die Männer anstacheln, das zu tun, was sie wollen. Im Grunde werden bei Frauen die gleichen Charaktereigenschaften wie bei den Männern geschätzt. Eine Sagafrau, die den männlichen Idealen mit Rache und Ehre als zentralen Begriffen entsprach, galt als starke Frau. In einigen Sagas begegnet man auch weicheren Frauentypen. Dieses Frauenbild ist beeinflusst vom romantischen Frauenideal der übersetzten höfischen Dichtung. Frauen als Nebenfiguren verlieren bald ihre individuellen Züge und werden zu Stereotypen. Frauen werden in den Sagas an den Maßstäben der Männer gemessen: Der Mann wird nach seinen Charaktereigenschaften beurteilt. Eine Frau wird danach beurteilt, inwieweit sie ihre Stärke nutzt, um die Männer zu stützen oder gegen sie vorzugehen, die sie nach den gesellschaftlichen Normen stützen sollte.
In der Literatur der Wikingerzeit werden auch Walküren erwähnt. Sie waren eine Art weiblicher Kriegsdämonen und wählten Krieger aus, die auf dem Schlachtfeld sterben und nach Walhall gebracht werden sollten, um dort Krieger von Odin zu werden.
Während die Skaldendichtung generell eine männlich dominierte und orientierte Literaturgattung war, verfassten einzelne Skalden wie Sigvat Tordsson auch Lobgedichte auf Frauen. Es gab aber auch Skaldinnen (skáldkonur), also Frauen, die selbst dichteten.

#### Zauberer und Zauberinnen

„Das Zauberzeichen Æirzhjálmur. Es soll aus Blei gefertigt und auf die Stirn gedrückt werden, wenn man seinen Feind erwartet, dass es ihn treffe. Und du wirst ihn überwinden.“

Vor und während der Christianisierung gab es Menschen, die magische Praktiken ausübten. Die Männer hießen Seiðmenn, die Frauen nannte man Völva oder Spákona (Seherin). Die Frauen waren betagt und unverheiratet oder verwitwet, was ihnen eine große gesellschaftliche Unabhängigkeit sicherte. Sie genossen sehr hohes Ansehen, wie in der Saga von Erich dem Roten geschildert wird (der Passus ist bei Völva wiedergegeben). Dem gegenüber waren die Seiðmenn in der Regel nicht geachtet. Soweit sie, wie in den Sagas hin und wieder geschildert, magische Praktiken im Kampf anwendeten, galt dies als unmännlich und eines echten Kriegers nicht würdig. Sie scheinen auch als homosexuell gegolten zu haben (Näheres siehe bei Magie). Der Zauber bezog sich in der Regel auf die Herbeiführung schweren Unwetters oder die Herstellung von Kleidung, die kein Schwert durchdringen konnte. Wie die Praktiken vollzogen wurden, wird so gut wie nie geschildert. Eine der ganz seltenen Schilderungen betrifft den Versuch einer zauberkundigen Frau, ihren missratenen Sohn dadurch vor Verfolgung zu schützen, dass sie seine Gegner in Wahnsinn verfallen lassen wollte.

„Og er þeir bræður komu að mælti Högni: ‚Hvað fjanda fer hér að oss er eg veit eigi hvað er?‘ Þorsteinn svarar: ‚Þar fer Ljót kerling og hefir breytilega um búist.‘ Hún hafði rekið fötin fram yfir höfuð sér og fór öfug og rétti höfuðið aftur milli fótanna. Ófagurlegt var hennar augnabragð hversu hún gat þeim tröllslega skotið. Þorsteinn mælti til Jökuls: ‚Dreptu nú Hrolleif, þess hefir þú lengi fús verið.‘ Jökull svarar: ‚Þess er eg nú albúinn.‘ Hjó hann þá af honum höfuðið og bað hann aldrei þrífast. ‚Já, já,‘ sagði Ljót, ‚nú lagði allnær að eg mundi vel geta hefnt Hrolleifs sonar míns og eruð þér Ingimundarsynir giftumenn miklir.‘ Þorsteinn svarar: ‚Hvað er nú helst til marks um það?‘ Hún kvaðst hafa ætlað að snúa þar um landslagi öllu ‚en þér ærðust allir og yrðuð að gjalti eftir á vegum úti með villidýrum og svo mundi og gengið hafa ef þér hefðuð mig eigi fyrr séð en eg yður.‘“

„Und als die Brüder herbeikamen, sprach Högni:‚ Was für ein Teufel kommt dort auf uns zu? Ich weiß nicht, was es ist.‘ Thorstein erwiderte: ‚Da kommt Ljot, das alte Weib, und hat sich sonderbar geputzt.‘ Sie hatte sich die Kleider vorn über den Kopf geworfen und ging rückwärts und streckte den Kopf zwischen den Beinen nach hinten. Gräulich war der Blick ihrer Augen, wie sie ihn wie die Trolle zu schießen wussten. Thorstein rief Jökul zu: ‚Jetzt schlag Hrolleif tot. Du hast lange darauf gebrannt.‘ Jökul antwortete: ‚Dazu bin ich gern bereit‘, und hieb ihm den Kopf ab und wünschte ihn zum Teufel. ‚Ja, ja,‘ sagte Ljot, ‚nun war es nahe daran, dass ich meinen Sohn Hrolleif hätte rächen können. Aber die Ingimundssöhne sind gewaltige Glücksmänner.‘ Thorstein antwortete: ‚Warum meinst du das?‘ Sie sagte, sie habe das ganze Land umstürzen wollen, ‚und ihr wäret toll geworden und verrückt draußen bei den wilden Tieren geblieben. Und so wäre es auch gekommen, wenn ihr mich nicht eher gesehen hättet, als ich euch.‘“

Eine gewisse Ausnahme bildeten die Samen (in den Sagas „Finnen“ genannt), da sie sich außerhalb der skandinavischen Gesellschaft befanden. Sie waren vor allem zukunftskundig. Allerdings war die Grenze zum Zauberzwang fließend. So sagt eine finnische Seherin den Ziehbrüdern Ingimund und Grim voraus, dass sie Norwegen verlassen und nach Island ziehen würden. Diese fassen dies als Befehl auf und verabschieden sich vom norwegischen König. Dieser entlässt sie mit den Worten, es sei schwer, gegen Zauberworte zu handeln.
Ein Schwerpunkt der Zauberei hielt sich noch bis in die Neuzeit in Nordwestisland. Es waren Männer, die an der untersten Grenze des Existenzminimums dahinvegetierten und versuchten, durch allerlei magische Praktiken ihre Verhältnisse zu bessern oder zumindest weitere Schicksalsschläge abzuhalten. Es handelte sich dabei im Wesentlichen um Amulettzauber, also um magische Zeichen, die an Türen anzubringen oder unter Schwellen zu vergraben waren, oder die man bei sich trug.

#### Wikinger
Es gab die norwegischen und schwedischen Wikinger der aristokratischen Oberschicht, die in einem bestimmten frühen Lebensabschnitt auf Raubfahrt in die Ferne fuhren und dabei möglicherweise sogar einen bestimmten Ehrenkodex beachteten, den sie aus der Heimat mitnahmen, zum Beispiel dass man einen Raub öffentlich bekannt machte und sich nicht heimlich davonstahl. Von diesen sozialen Gruppen unterschieden sich die Wikinger, die das Frankenreich und England heimsuchten, radikal. Es handelte sich um reine Raubzusammenschlüsse ohne besondere Bindung an die Heimat. Während sie am Anfang des 9. Jahrhunderts offenbar nach ihren Raubzügen in die Heimat zurückkehrten, hörte dies im Laufe des 9. Jahrhunderts auf. Dass sie im zu plündernden Gebiet befestigte Lager errichteten, in die sie sich bei Gefahr zurückzogen oder auch überwinterten, wird oft mit der späteren Landnahme verwechselt oder in Verbindung gebracht. Herrschaft über Land war aber nie das Ziel der räuberischen Nordmannen. Ihre damals schon unvorstellbare Grausamkeit und Zerstörungswut machte sie zu einer sozialen Gruppe, die bei den allmählich wachsenden Zentralisierungstendenzen in den Heimatländern nicht mehr integrierbar war. Ihr Anhäufen von Silber und Schätzen hatte keinerlei Funktion. Was sie benötigten, raubten sie. Für die Schätze gab es keine Verwendung. In einer irischen Quelle wird über die Eroberung der Wikingerfestung Dublin berichtet, dass man dort ungeheure Schätze gefunden habe.

### Soziale Regeln

#### Beziehungen zwischen den Geschlechtern
Das tägliche Leben wurde von einer Vielzahl ungeschriebener Regeln bestimmt. Dazu gehörte insbesondere die Rollenverteilung zwischen den Geschlechtern. Diese spiegelt sich in einer fast schablonenhaften Zusammensetzung der Grabbeigaben wider. Bei manchen Gegenständen wird vermutet, dass sie von vornherein nur als Grabbeigabe gefertigt wurden. Die Frauen wurden in Festtagskleidern, mit Schmuck, Haushaltsgegenständen und Geräten zur Textilherstellung beerdigt. Bei den Männern wurden Waffen und Gegenstände, die mit Kampf, Pferden und Jagd zu tun hatten, beigegeben. Aber diese schablonenhaften Grabbeigaben lassen daran zweifeln, dass die Personen in ihrem Leben auch tatsächlich mit ihnen umgegangen sind. Man geht davon aus, dass nicht alle Männer, die mit Waffen beerdigt wurden, diese zu Lebzeiten auch benutzt haben. Und nicht alle Frauen, denen ein Spinnrocken mitgegeben wurde, haben auch im Leben Wolle versponnen. Von manchen ist bekannt, dass sie nach außen initiativ wurden und sogar die Errichtung von Gedenksteinen in Auftrag gaben. In manchen Frauengräbern wurden auch Waage und Gewichte gefunden, was auf Teilnahme am Handel hinweist. Eine kritische Sicht auf die traditionelle Rollenverteilung bieten die Njáls saga und die Laxdœla saga, die zwar erst spät niedergeschrieben wurden, aber auf wesentlich älteren Überlieferungen beruhen. In beiden Berichten über Familienfehden sind es die Männer, die die Handlung der Geschichte vorwärtstreiben. Eine genauere Lektüre zeigt aber, dass sie nur Marionetten in den Händen der Frauen sind. Sie sind es, die durch ihren Rachedurst die jeweiligen Männer zur Fehde aufstacheln, ohne selbst an einer Auseinandersetzung teilzunehmen.
Häufigere Gespräche mit der gleichen unverheirateten Frau ließen eine baldige Brautwerbung erwarten. War sie bereits verlobt, führte dies zum Konflikt mit dem Verlobten. Eine rituelle Besitzergreifung wurde darin gesehen, dass ein Mann seinen Kopf in den Schoß eines Mädchens legte. Thord hatte Orm gedroht, falls er nicht die Besuche bei Sigrid, die einem anderen versprochen war, unterließe.

„Þenna morgun hefir Ormur njósn af að Þórður mun brátt sigla. Hann lætur taka sér hest. […] Síðan tók hann vopn sín. Hann reið út til Óss og þangað í hvamminn sem Sigríður var. Hann sté af hestinum og batt hann. Síðan leggur hann af sér vopnin og gengur til hennar Sigríðar og setur hana niður og leggur höfuð í kné henni og leggur hennar hendur í höfuð sér. Hún spurði hví hann gerði slíkt ‚því að þetta er á móti mínum vilja. Eða manstu eigi ályktarorð bróður míns? Og mun hann það efna. Sjá þú svo fyrir þínum hluta.‘ Hann segir: ‚Ekki hirði eg um grýlur yðrar.‘“

„An diesem Morgen hörte Orm, dass Thord gleich abfahren wolle. Er ließ sich ein Pferd geben. […] Dann nahm er seine Waffen. Er ritt nach Os hinaus in das Tal, wo Sigrid war. Er stieg vom Pferd und band es an. Dann legte er die Waffen ab und ging an sie heran, setzte Sigrid nieder, legte seinen Kopf in den Schoß und ihre Hände auf seinen Kopf. Sie fragte, warum er das tue – ‚es geschieht gegen meinen Willen; und denkst du nicht an das letzte Wort meines Bruders? Er wird es halten. Tu, was dir recht scheint.‘ Er antwortete: ‚Ich kümmere mich nicht um eure Schreckgespenster.‘“

Thord erfährt davon, reitet sofort hin und erschlägt Orm an Ort und Stelle.

#### Regeln im Umgang miteinander
Der Umgang miteinander war durch ungeschriebene Regeln bestimmt. Das wichtigste Kapital in der Gesellschaft war die Ehre und das Ansehen. Das betraf nicht nur das Verhalten auf dem Thing, sondern sogar die Art und Weise der Begrüßung am Wohngebäude. Der Besucher hatte den Hausherrn zu rufen, und der Hausherr hatte aus dem Haus herauszutreten. Es galt als grobe Unhöflichkeit und Missachtung des Hofbesitzers, über dessen Land zu reiten, ohne diesen aufzusuchen.
Auch die Sitzordnung in der Halle war genau geregelt. Der Hausherr saß auf einem Hochsitz, also einem Sitz mit hoher Lehne, an einer Längswand des Hauses. Der Ehrenplatz des vornehmsten Gastes war auf einem Hochsitz ihm gegenüber. Die Frauen saßen an den Schmalseiten. Archäologische Befunde deuten darauf hin, dass der Hochsitz auch in einer Ecke stehen konnte. Diese Ecke war nach den Bodenfunden (zum Beispiel in Borg auf den Lofoten) offenbar für rituelle Opfer bestimmt, also eine Art „Herrgottsecke“. Da wird vermutet, dass der Häuptling, der dem Ritual vorstand, auch dort seinen Hochsitz hatte.
Regeln galten sogar für das Liegen vor Anker. Die Missachtung solcher Regeln konnte tödliche Folgen haben: Þorleif der Kluge befehligte ein Schiff, auf dem sich auch Erich, der Sohn Jarl Håkons befand. Erich legte größten Wert darauf, dass dieses Schiff neben dem des Jarls lag.

„En er þeir kómu suðr á Mœri, þá kom þar Skopti, mágr hans, með langskip vel skipat. En er þeir róa at flotanum, þá kallar Skopti, at Þorleifr skyldi rýma höfnina fyrir honum ok leggja or læginu. Eiríkr svarar skjótt, bað Skopta leggja í annat lægi. Þá heyrði Hákon jarl, at Eiríkr, son hans, þóttist nú svá ríkr, at hann vill eigi vægja fyrir Skopta; kallar jarl þegar, bað þá leggja or læginu, segir at þeim mun annarr verða verri, segir at þeir mundu vera barðir. En er Þorleifr heyrði þetta, hét hann á menn sína ok bað leggja skipit or tengslum, ok var svá gert. Lagði þá Skopti í lægi þat, er hann var vanr at hafa næst skipi jarls.“

„Als sie nun nach Möre kamen, erschien dort der Schwager des Jarls Skopti mit einem wohlbemannten Schiff. Als er mit den Seinen zur Flotte ruderte, rief er dem Þorleif zu, er solle den Hafen vor ihm räumen und den Ankerplatz verlassen. Erich antwortete ihm sofort, Skopti möge sich einen anderen Ankerplatz wählen. Als Jarl Håkon hörte, dass sich sein Sohn so mächtig vorkam, dass er Skopti nicht weichen wollte, da rief er sofort hinüber, man solle diesem den Ankerplatz freigeben. Er drohte, sonst könne es ihnen leichter noch schlimmer gehen, es werde vielleicht noch Hiebe setzen. Als Þorleif dies hörte, wies er seine Leute an, die Ankertaue zu lösen, was auch geschah. Skopti ging nun auf den Ankerplatz nächst dem Jarlsschiff, wie er es gewohnt war.“

Erich vergaß ihm das nicht und tötete später Skopti.
Der schwerste Schimpf, die man jemandem antun konnte, war die Errichtung einer Schandstange. Egill Skallagrímsson errichtete sie gegen König Erik Blutaxt:

„Hann tók í hönd sér heslistöng og gekk á bergsnös nokkura, þá er vissi til lands inn; þá tók hann hrosshöfuð og setti upp á stöngina. Síðan veitti hann formála og mælti svo: ‚Hér set eg upp níðstöng, og sný eg þessu níði á hönd Eiríki konungi og Gunnhildi drottningu‘ – hann sneri hrosshöfðinu inn á land – ‚sný eg þessu níði á landvættir þær, er land þetta byggja, svo að allar fari þær villar vega, engi hendi né hitti sitt inni, fyrr en þær reka Eirík konung og Gunnhildi úr landi.‘ Síðan skýtur hann stönginni niður í bjargrifu og lét þar standa; hann sneri og höfðinu inn á land, en hann reist rúnar á stönginni, og segja þær formála þenna allan.“

„Er nahm eine Haselstange in die Hand und ging auf eine Felsenspitze, die weit ins Land hineinschaute. Er nahm einen Pferdekopf und steckte ihn oben auf die Stange. Dann tat er den Fehdespruch und sagte: ‚Hier stelle ich die Schandstange auf und wende diese Beschimpfung gegen König Erich und die Königin Gunnhild.‘ Er richtete den Pferdekopf nach dem Inneren des Landes zu. ‚Auch wende ich‘, fuhr er fort‚ diese Beschimpfung gegen die Landesgeister, die in diesem Lande wohnen, dass sie alle in der Irre fahren sollen und nirgends eine Ruhestätte finden noch erhalten, ehe sie nicht König Erich und Gunnhild aus dem Lande vertrieben haben.‘“

Mit der Errichtung der Schandstange war nicht immer ein Fluch verbunden. Aber die Runen, die die Information beinhalteten, und der Pferdekopf waren unverzichtbar.
Das Gastrecht bewahrte den Gast vor Angriffen des Gastgebers. Nachdem Skallagrim Björn aus Norwegen kommend aufgenommen hatte, erfuhr er, dass Björn die Schwester seines Freundes gegen dessen Willen geheiratet hatte und stellte ihn zur Rede. Björn gibt dies zu und schließt mit dem Satz:

„Mun nú vera á þínu valdi, hver minn hlutur skal verða, en góðs vænti eg af, því að eg er heimamaður þinn.“

„Ich bin jetzt in deiner Gewalt, wie mein Schicksal auch ausfallen mag. Aber Gutes hoffe ich doch von dir, da ich jetzt dein Hausgenosse bin.“

#### Geschenke
Zur Kultur gehörte auch das Schwergewicht der persönlichen Beziehung, die durch Austausch von Geschenken zum Ausdruck kam. Die Auswechslung von Geschenken war ein zentraler Bestandteil der sozialen Kommunikation. So heißt es in der Havamál:
| 39. Fannk-a ek mildan mann eða svá matar góðan, at væri-t þiggja þegit, eða síns féar svági [glöggvan], at leið sé laun, ef þægi. […] 41. Vápnum ok váðum skulu vinir gleðjask; þat er á sjálfum sýnst; viðurgefendr ok endrgefendr erusk lengst vinir, ef þat bíðr at verða vel. 42. Vin sínum skal maðr vinr vera ok gjalda gjöf við gjöf; hlátr við hlátri skyli hölðar taka en lausung við lygi. […] 44. Veiztu, ef þú vin átt, þann er þú vel trúir, ok vilt þú af hánum gótt geta, geði skaltu við þann blanda ok gjöfum skipta, fara at finna oft. 45. Ef þú átt annan, þanns þú illa trúir, vildu af hánum þó gótt geta, fagrt skaltu við þann mæla en flátt hyggja ok gjalda lausung við lygi. 46. Það er enn of þann er þú illa trúir ok þér er grunr at hans geði: hlæja skaltu við þeim ok um hug mæla; glík skulu gjöld gjöfum. […] 48. Mildir, fræknir menn bazt lifa, sjaldan sút ala; en ósnjallr maðr uggir hotvetna, sýtir æ glöggr við gjöfum. […] 145. Betra er óbeðit en sé ofblótit, ey sér til gildis gjöf; betra er ósent en sé ofsóit. Svá Þundr of reist fyr þjóða rök, þar hann upp of reis, er hann aftr of kom.. | Nie fand ich so milden und kostfreien Mann, Der nicht gerne Gabe empfing, Mit seinem Gute so freigebig keinen, Dem Lohn wär leid gewesen. […] Freunde sollen mit Waffen und Gewändern sich erfreun, Den schönsten, die sie besitzen: Gab und Gegengabe begründet Freundschaft, Wenn sonst nichts entgegen steht. Der Freund soll dem Freunde Freundschaft bewähren Und Gabe gelten mit Gabe. Hohn mit Hohn soll der Held erwidern, Und Losheit mit Lüge. […] Weißt du den Freund, dem du wohl vertraust Und erhoffst du Holdes von ihm, So tausche Gesinnung und Geschenke mit ihm, Und suche manchmal sein Haus heim. Weißt du den Mann, dem du wenig vertraust Und erhoffst doch Holdes von ihm, Sei fromm in Worten und falsch im Denken Und zahle Losheit mit Lüge. Weißt du dir wen, dem du wenig vertraust, Weil dich sein Sinn verdächtig dünkt, Den magst du anlachen, und an dich halten: Die Vergeltung gleiche der Gabe. […] Der milde, mutige Mann ist am glücklichsten, Den selten Sorge beschleicht; Doch der Verzagte zittert vor allem Und kargt verkümmernd mit Gaben. […] Besser nicht gebeten, als zu viel geboten: Die Gabe will stets Vergeltung. Besser nichts gesendet, als zu viel getilgt; So ritzt es Thundr zur Richtschnur den Völkern. Dahin entwich er, von wannen er ausging. |

Eine besondere Auszeichnung war es, vom König einen Goldreif geschenkt zu bekommen. Er wurde am Arm getragen. Die Gabe von Geschenken war strengen Regeln unterworfen, deren Verletzung eine schwere Beleidigung sein konnte. Es kam also darauf an, das richtige Geschenk zum richtigen Zeitpunkt an die richtige Person zu geben. So durfte der Rangniedrigere dem Ranghöheren keine Waffen schenken, sondern nur umgekehrt. Auch musste der Austausch von Geschenken bei Personen ungleichen Standes vom Ranghöheren ausgehen, da der Austausch von Geschenken ein Ritual zur Begründung einer Freundschaft mit gegenseitigen Verpflichtungen war, die der niedriger Gestellte nicht dem höher Gestellten aufdrängen durfte. Eine Ausnahme bildete das Geschenk an den König. Aber dafür waren nur bestimmte Geschenke erlaubt (konungsgjöf). Das waren zum Beispiel wertvolle Segel, Pferde und Falken. Aber auch Bären werden genannt. Geschenke waren immer auf Gegenseitigkeit bezogen. Als Thord von Thorir einen Mantel für seine Frau kaufen wollte, wurde dieser ihm geschenkt, gleichwohl wurde eine Gegenleistung erwartet.

„Þórir kveðst kenna Þórð og hans foreldra ‚og vil eg eigi meta við þig heldur vil eg að þú þiggir skikkjuna.‘ Þórður þakkaði honum ‚og vil eg þetta þiggja og lát hér liggja meðan eg geng eftir verðinu.‘“

„Thorir sagte, er kenne ihn und seine Eltern, – ‚und ich möchte dir keinen Preis machen, sondern bitte dich, den Mantel von mir anzunehmen.‘ Thord dankte ihm dafür. – ‚ich will das annehmen. Ich möchte den Mantel hier liegen lassen, bis ich gehe und mir Geld hole.‘“

#### Heilige Stätten
Ein weiteres ungeschriebenes, aber unbedingt zu beachtendes Gesetz war es, dass heilige Stätten nicht mit Waffen betreten werden durften. So verschaffte sich Ingimundur das Schwert Sippenknauf, indem er seinen Besitzer beim Betreten des Tempels durch ein Gespräch ablenkte, so dass er mit der Waffe hineinging.

„Ingimundur snerist við honum og mælti: ‚Eigi er það siður að bera vopn í hofið og muntu verða fyrir goða reiði og er slíkt ófært nema bætur komi fram.‘“

„Ingimund wandte sich nach ihm um und rief: ‚Es ist nicht Sitte, Waffen in den Tempel zu bringen, und du setzt dich dem Götterzorn aus, und der ist unerträglich, wenn nicht Buße gezahlt wird.‘“

#### Regeln für Wikinger
Auch bei den räuberischen Wikingern musste es soziale Regeln geben, über die es aber nicht viele Informationen gibt. Aber die verschiedenen Verhandlungen zwischen gegnerischen Verbänden machen es erforderlich, dass es Zeichen für Unterhändler und freies Geleit gab. Es kam ja zu Waffenstillständen. Man hängte am Lager ein Schild in der Höhe auf und öffnete die Tore, was zeigte, dass keine kriegerischen Aktionen zu erwarten waren. Auch wie das Raubgut aufgeteilt wurde, ist nicht überliefert. Es scheint aber ungleich verteilt worden zu sein, da es am Ende der Wikingerzeit Wikinger gab, die zu arm waren, sich Land in England von ihren Stammesgenossen zu kaufen und daher nach Frankreich zurückkehrten, wo sie sich Rollo anschlossen.

## Zeitrechnung
Die Zeitrechnung folgte dem damals allgemein üblichen Muster, nach den Jahren des jeweiligen Herrschers zu zählen. Ein ubiquitär einheitliches Zeitsystem gab es noch nicht. So endete ein Brief wie folgt:

„[…] þettabref uar gortt ok gefuet a Marti Marcellini ok Petri. A fimtanda are rikis virððulegs herra Æiriks Magnus enns korunnaðða Noreks konungs.“

„Dieser Brief wurde ausgestellt am 2. Juni, als König Erik Magnusson im 15. Jahr seiner Regierungszeit war.“

Die erste Besiedlung Islands datiert die Landnámabók anhand der Regierungszeit des Papstes Hadrian II. Die Zeitrechnung ab Christi Geburt kam erst nach der Christianisierung. Sie war zunächst auch nur ein ideologisches Instrument. Die kirchliche und die weltliche Zeitrechnung existierten eine Zeitlang nebeneinander:

„[…] et cancellarii [secundo kalendas] Decembris indiccione .iija. incarnacionis dominice anno .mo co liiijo. pontificatus vero domini Anastasii pape .iiij. anno .ijo.“

„30 November, 3. Indiktion, 1154 nach der Geburt unseres Herrn, 2. Jahr des Pontifikats unseres Papstes Anastasius IV.“

In Island wurde bis 1319 in der Regel nach den Regierungsjahren der norwegischen Könige oder der Ladejarle gerechnet, ganz selten auch nach den Zeiten großer isländischer Häuptlinge. Für Orkney, die Färöer und Grönland wird das Gleiche angenommen.

## Handel

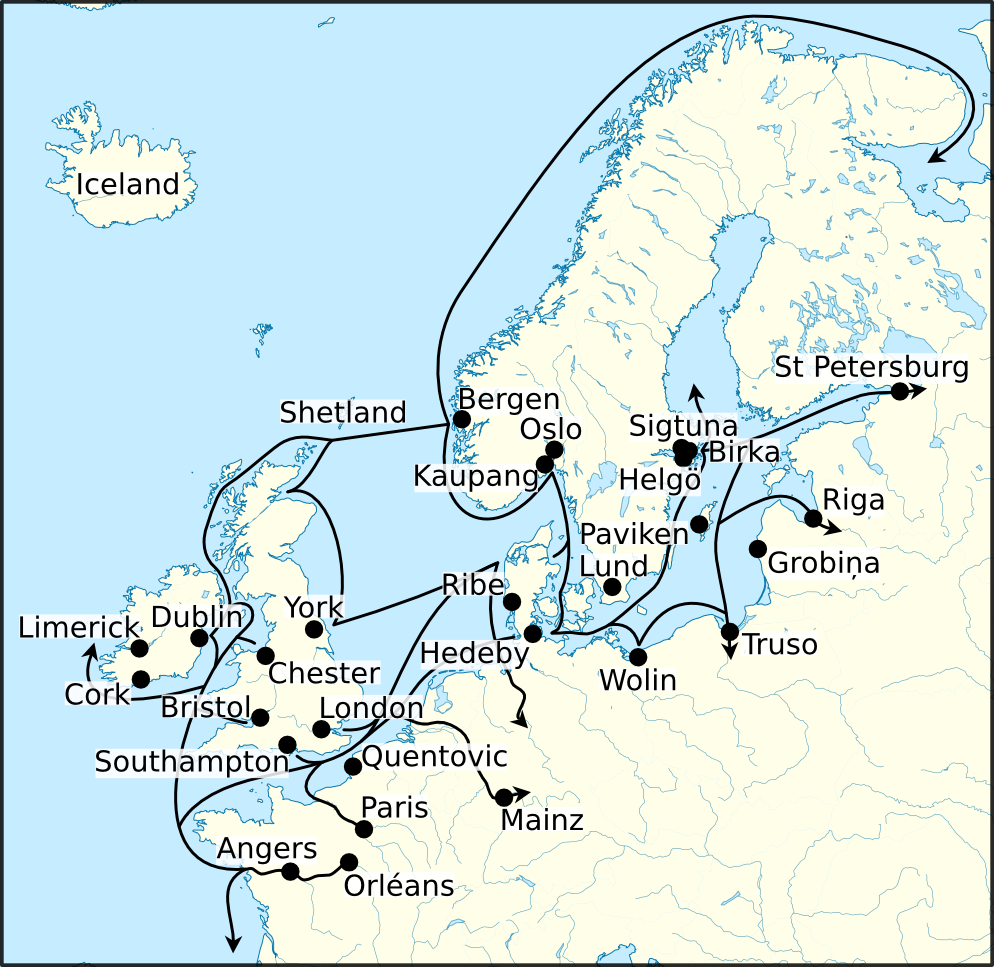
Handelsrouten in Nordwesteuropa zur Wikingerzeit

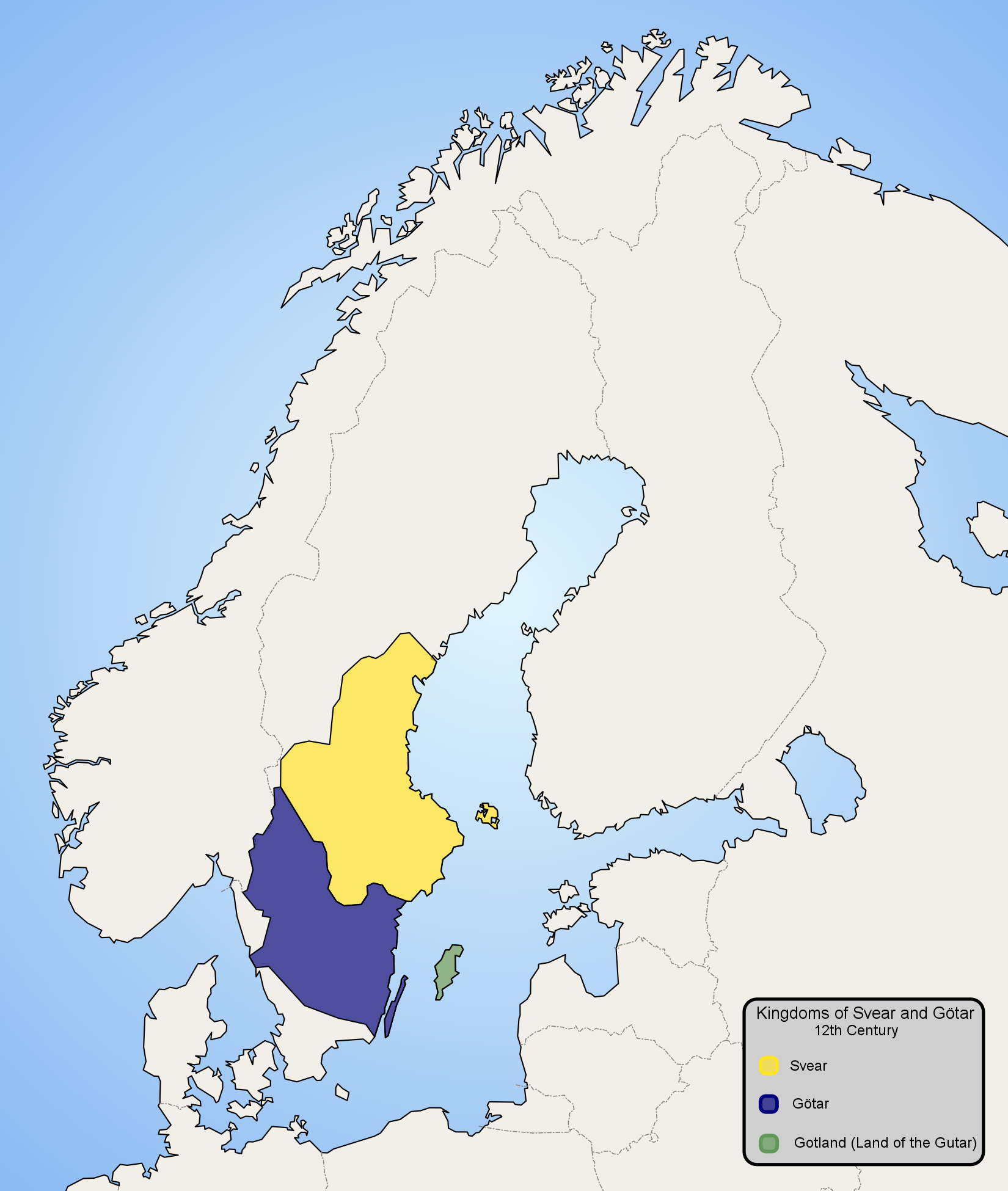
Schweden im 12. Jahrhundert

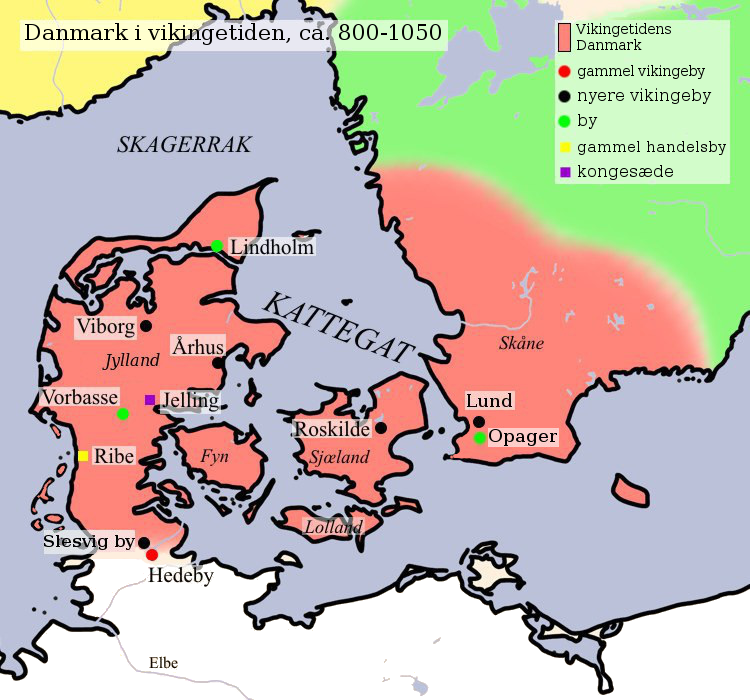
Dänemark in der Wikingerzeit

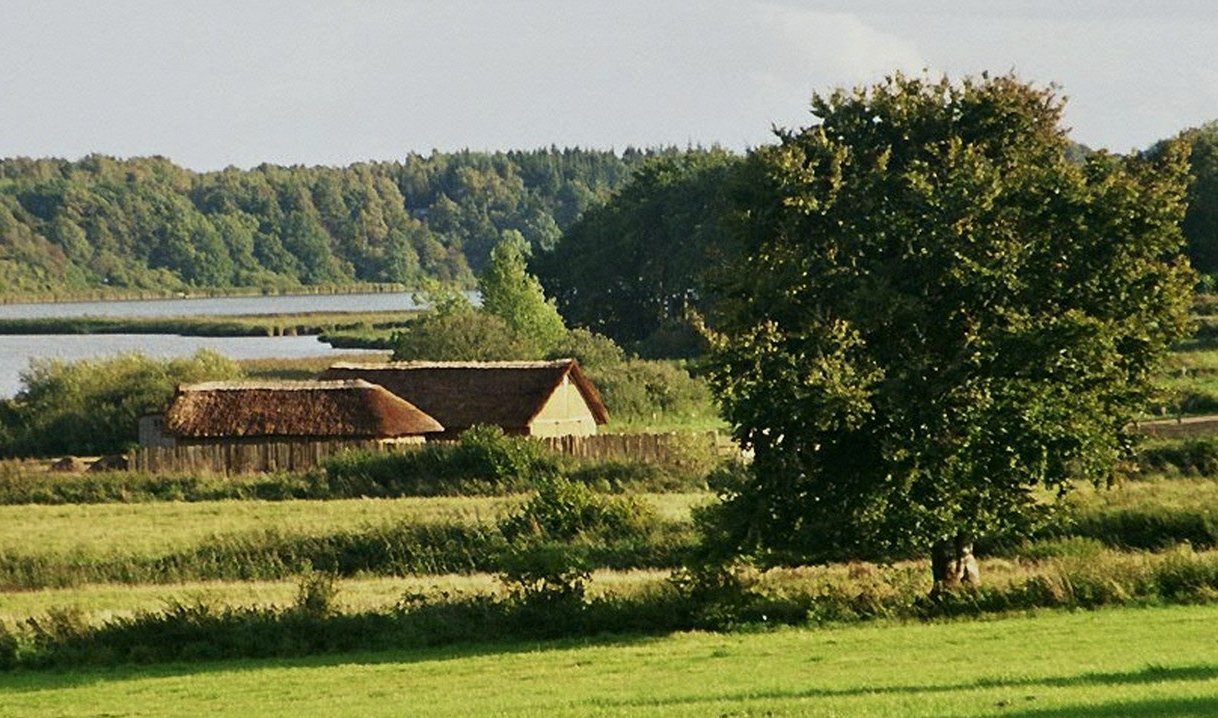
Lage des ehemaligen Haithabu

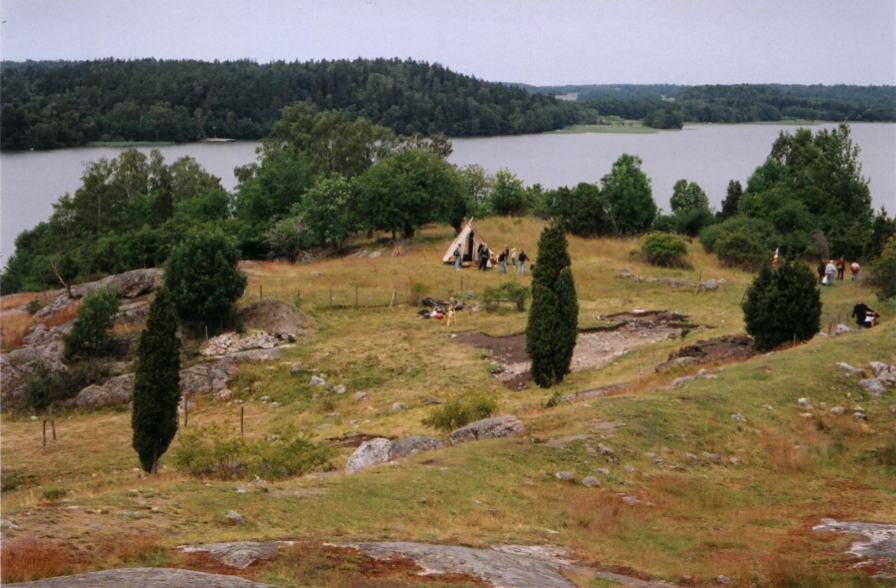
Ausgrabung in Birka

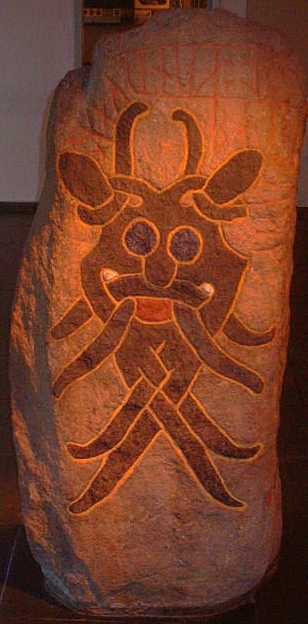
Runenstein Århus IV

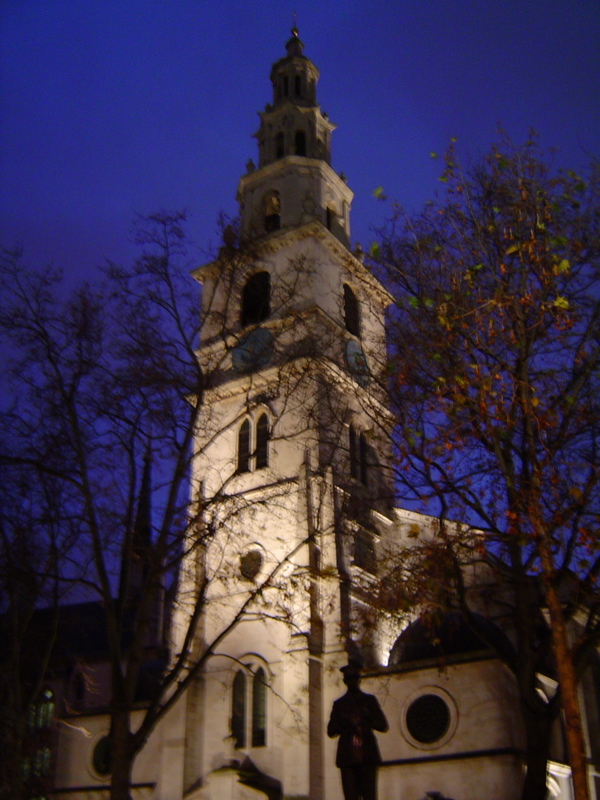
St. Clemens Dane Church, die als wikingerzeitliche Kaufmannskirche gilt

Eine Voraussetzung für die Unternehmungen der Skandinavier in der Wikingerzeit war die Weiterentwicklung der Schiffe. Es gibt in den Quellen viele Bezeichnungen für verschiedene Schiffstypen, die nicht alle den archäologischen Funden zugeordnet werden konnten. Für weite Überseefahrten standen jedenfalls das Langschiff und die Knorr zur Verfügung.
Auf den Schiffen waren neben dem Schiffsführer, dem Koch, der Rudermannschaft (siehe unten zu den Kriegsschiffen) auch oft Passagiere (farþegar), manchmal auch ein Lotse (leiðsögumaðr) und ein Dolmetscher (tulkr) an Bord. Meist war der Eigentümer eines Handelsschiffes auch gleichzeitig Schiffsführer. Andernfalls hatte er einen Beauftragten (lestreki). Die Schiffe, die nach Island fuhren, konnten auch mehrere Schiffsführer haben. Handelsschiffe hatten vier Mannschaftsabteilungen, die jeweils einem Vormann (reiðumaðr) unterstanden.
Im Jahr 845 betraute angeblich Emir Abd ar-Rahman II. einen seiner erfahrensten Diplomaten, Yahya ibn Hakam al-Bakri, genannt Al-Ghazāl mit der Aufgabe, an den Hof des Königs der Madjus (wie die Mauren die Nordmänner nannten) zu reisen, um sie von einem erneuten Angriff auf al-Andalus abzubringen. Auch ist bei den Normannen sogar eine umayyadische Gesandtschaft bezeugt, wobei es wohl um Verhandlungen wegen des Pelz- und Sklavenhandels ging. Die Historizität und die normannischen Verhandlungspartner sind allerdings umstritten.
Bei den archäologischen Funden lässt sich kaum zwischen Beute, Geschenk und Handelsware unterscheiden. Am ehesten ist dies auf einem Handelsplatz möglich. Ein solcher wurde in Norwegen ausgegraben. Es handelt sich um den von Ottar erwähnten Ort Sciringsheal, in der späteren norrönen Literatur Skíringssalr, heute Kaupang in Vestfold. Die Siedlung entstand um 800 und wurde bis 930 / 950 benutzt. Sie war nicht ganzjährig bewohnt, aber es hielten sich dort norwegische und ausländische Händler auf, wie die Gräber zeigen. Das Fundmaterial weist eine weit reichende Verbindung mit großen Teilen Europas auf. Es wurden arabische, fränkische und englische Münzen und eine aus Haithabu gefunden. Außerdem kamen Keramik aus dem Rheingebiet und Schmuck von den britischen Inseln. Wie weit sich die Fahrten einzelner erstreckten, geht aus einer kurzen Notiz auf einem Wetzstein hervor, der in Gotland gefunden wurde: „Ormila, Ulfar: Griechenland, Jerusalem, Island, Serkland“ (= arabische/sarazenische Welt). Ein weiterer Handelsplatz wurde 2013 durch Funde von Waagschalen und eines Knopfes in Gräbern bei Steinkjer nördlich von Trondheim ausgemacht.
Schon vor der Wikingerzeit sind Handelsfahrten der Friesen nach Dänemark und dem Kattegat bekannt. Aber der richtige Aufschwung kam mit der Verbindung zwischen Eidermündung und der Schlei, einer Verbindung zwischen Nord- und Ostsee und der Gründung von Haithabu durch den König Göttrik. Nun wurden größere Handelsräume erschlossen: Keramik, Gläser, Mühlsteine, kirchliche Geräte, Schmuck und Wein aus dem Rheingebiet, Tuche aus Friesland, Schmuck aus England, Schwerter aus dem Frankenreich. Von den Arabern wurden Schmuck, Ringe, Schalen, Schnallen und Beschläge, Seide, wahrscheinlich auch Gewürze, Wein und Südfrüchte und offenbar viele Silbermünzen beschafft. Der Handel mit Byzanz brachte Brokat und Seide nach Norden. Die skandinavischen Kaufleute brachten Pelze anfangs über Westeuropa und das Mittelmeer, über Russland zusammen mit Wachs und Honig in den Orient. Außerdem sind Eisenbarren aus Norwegen, Småland und dem nördlichen Mittelschweden als Ausfuhrware bekannt. Von der südlichen Ostseeküste kamen Bernstein, vom Weißen Meer Walrosszähne und -häute nach Süden. Bei den Ausgrabungen in Haithabu wurden dort hergestellte Schmuckgegenstände für die Ausfuhr gefunden. Der Fernhandel war also auch ein Luxuswarenhandel für begüterte Kreise. An ihn schloss sich der Nahhandel um die Handelszentren an, wie man an den kostbaren Funden um Birka herum sieht. So konnte Adam von Bremen berichten, dass ganz Schweden voll von fremden Waren sei. Haithabu hatte kein so reiches Hinterland wie Birka und blühte durch den Transithandel am Berührungspunkt zweier Verkehrsgebiete, der Nordsee und der Ostsee.
Die Fernhändler im Osten waren in der Regel Leute aus dem Gebiet am Mälarsee und Gotländer. Ob und in welchem Umfang diese Händler im Westen, wo die Friesen dominierten, Handel trieben, lässt sich nicht feststellen. Auch von ihren Schiffen weiß man fast nichts, nur ihre Bezeichnungen (snekkja, karfi, skúta, knörr, búza und byrðingr). Man weiß aber, dass sie Segel hatten und ein seitliches Ruder. Möglicherweise lassen die Gräberschiffe einen Rückschluss auf das karfi zu, das häufigste im Osthandel verwendete Schiff, wie auch der aus dem Griechischen entlehnte Begriff κάραβος (kárabos) zeigt. Es waren jedenfalls kleinere und wendige Schiffe, wie sie auch für die Raubfahrten verwendet wurden. Aufgrund ihrer begrenzten Ladekapazität konnten sie mit dem Massenwarenhandel der späteren Koggen nicht Schritt halten.
Ein einheitliches, das gesamte Handelsnetz umspannendes Handelsrecht gab es noch nicht. Man musste sich vorher über das anzuwendende Recht einigen. Manchmal hatte sich am Handelsort bereits ein Gewohnheitsrecht herausgebildet, an das man sich hielt. Auch die Gesellschaftsformen, die bei den Warägern in Rus weiter fortgeschritten waren, hatten in Schweden keine Entsprechung. Dort kam es allenfalls zu einem félag, einer Beute- und Handelsgemeinschaft, die eine gemeinsame Verteidigung, einen gemeinsamen Gewinn, ein gemeinsames Risiko und eine Teilhabe am Schiff beinhaltete. Den wikingerzeitlichen Runensteinen lässt sich allerdings nur entnehmen, dass das félag zunächst nur für die Kriegsfahrten Bedeutung hatte. Erst die nachwikingerzeitlichen Inschriften weiten den Ausdruck auf den Handel aus. Einen beruflichen Handelsstand gab es offenbar noch nicht. Die Erwähnung einer Handelsgilde in Sigtuna bezieht sich offenbar auf den Friesenhandel, und diese scheint dessen Niedergang nicht überlebt zu haben. Die Kaufmannsgilden, deren Zweck der gegenseitige Schutz und die Ersatz- und Hilfeleistung im Schadensfalle war, waren aber im wikingerzeitlichen Friesenhandel weit verbreitet. Aus dem Westen drang später diese Form der Handelsorganisation in den Ostseeraum vor und erreichte Erfolge, die der frühere Bauern-Kaufmann nicht hatte erzielen können.
FelagaR waren Männer, die Teile ihres beweglichen Vermögens zu einem gemeinsamen Kapital zusammenlegten, das einem gemeinsamen Unternehmen diente. Gewinn und Risiko trugen sie gemeinsam. Zur Zeit der zweiten Eroberung Englands durch Svend Tveskæg und Knut den Großen setzte sich die kriegerische Bedeutung in deren Gefolgschaft durch. Auf dem Runenstein Århus IV werden die Teilnehmer an der Königsschlacht als félaga bezeichnet, des gleichen die Mitstreiter bei Toki Gormssons Kampf
und auf dem Stein von Gårdstånga 2.
Der historische Hintergrund der Errichtungszeit und die Lage der Steine weit von den Handelszentren Haithabu und Ripen machen es wahrscheinlich, dass auch die übrigen Steine, auf denen das Wort felagi vorkommt, ohne dass das Unternehmen benannt ist, zu den Kriegszügen zu rechnen ist.
Später entwickelt sich felagi zu Ruderbankgenossen, Gefolgsleute und Freunde.
Im Hávamál wurde das Wort schließlich zu einer reinen Freundschaft vergeistigt.
Auf dem Runenstein von Sigtuna wird ein Partner eines Mitglieds der Friesengilde als felagi bezeichnet, sodass hier nur die Handelspartnerschaft in Frage kommt. Die Tatsache, dass mit dem Aufkommen der Hanse der Ausdruck félagi im Gegensatz zu Dänemark und Island nicht überlebt hat, spricht ebenfalls dafür, dass er in Schweden vorwiegend Handelsgesellschaften bezeichnete.
Im 10. Jahrhundert ließ die Silberproduktion im Kalifat nach. Seine Stelle nahm allmählich das sächsische Silber ein. Bis 930 hatten die Münzfunde Gotlands und Russlands etwa die gleiche Zusammensetzung mit vielen arabischen Neuprägungen. Danach ließ der Nachschub an neugeprägten Münzen nach, und der Anteil an alten Münzen nahm immer mehr zu. Nach den Münzfunden der arabischen Münzen nach Westen muss dieser Nachschub etwa um 930, der von Russland nach Gotland etwa um 970 geendet haben. Diese Lücke wurde nun aus dem Silber aus dem Harz gefüllt, dessen Münzen in der Folgezeit sowohl in großer Zahl nach Gotland kamen, als auch in Nordwestrussland gefunden wurden. Dieser Handel, der häufig von nichtskandinavischen Kaufleuten vorgenommen wurde, schwächte allmählich die Bedeutung Birkas und begünstigte Wollin. Im 10. Jahrhundert führten politische Veränderungen an der Wolga dazu, dass der Wolgaweg unpassierbar wurde. An seine Stelle trat der Weg über den Dnjepr. Gleichzeitig wuchs der Handel von Südschweden und Gotland nach Südfinnland und dem Baltikum. Im 11. Jahrhundert wurden Schwerter, Speerspitzen, Schnallen und Beschläge für das Pferdegeschirr Hauptausfuhrartikel. Viele Runeninschriften zeugen von der Rolle der Gotlandfahrten. Der Höhepunkt des Handels mit dem Oder- und Weichselland fällt ins 10. und an den Anfang des 11. Jahrhunderts.
Birka lag nun abseits der vorherrschenden Handelswege und wurde gegen Ende des 10. Jahrhunderts auch wegen dauernder Überfälle schließlich aufgegeben. Auch Sigtuna konnte nicht zu besonderer Bedeutung wie Birka in der Vergangenheit gelangen, wenn auch eine auf einem Runenstein bezeugte Friesengilde vom Fortbestehen des Ost-West-Handels zeugt. Der Schwerpunkt lag auf Gotland.
An den am Ende des 10. Jahrhunderts erneut einsetzenden Raubfahrten von Dänemark nach England waren viele Schweden beteiligt. In Ostschweden wurde ein großer Teil des Danegeldes gefunden. In Haithabu hörte das Exporthandwerk um 1000 allmählich auf. Nur der dänische Englandhandel nahm gegen Ende der Wikingerzeit in der Zeit Knuts des Großen zu. Zeugnis davon ist die St. Clemens Dane Church in London, die als Kaufmannskirche jener Zeit gilt. Der Handel Schwedens mit Byzanz hörte in der zweiten Hälfte des 11. Jahrhunderts auf und wurde in geringerem Umfang durch den Handel mit Nowgorod ersetzt. Auch der beliebte Raubhandel ging im Zuge der Konsolidierung Russlands und der Stämme im Baltikum zurück. Erst im 12. Jahrhundert wuchs der gotländische Handel nach Russland wieder, und die Gotländer bauten ihre Stellung in Nowgorod wieder aus. Gotland konnte gleichzeitig die weiter im Westen gelegene Handelslinie vom Niederrhein über Dortmund und Soest nach Schleswig und anderen dänischen Städten nutzen. Dadurch wurde der friesische Ostseehandel praktisch abgelöst.
Der innerskandinavische Handel spielte sich dagegen in kleinerem Rahmen ab. Er folgte den schiffbaren Gewässern und den Höhenzügen (åsar). Die Verteilung der Runensteine in Västmanland, Norduppland und Gästrikland kennzeichnet diese uralten Reiserouten. Die längste dürfte die von Trøndelag zum Mälarsee gewesen sein. Es wurden Eisenbarren aus Dalarna gefunden, die bis nach Birka und weiter nach Gotland transportiert worden waren. Der Verkehr fand besonders im Winter statt, wenn die Gewässer zugefroren waren.
Der Handel mit christlichen Kaufleuten war daran gebunden, dass die skandinavischen Kaufleute entweder bereits Christen waren, was nach den Runenstein-Inschriften weithin der Fall war, oder wenigstens das Kreuzzeichen auf die Stirn, das Primsigning, erhalten hatten.

„Konungur bað Þórólf og þá bræður, að þeir skyldu láta prímsignast, því að það var þá mikill siður, bæði með kaupmönnum og þeim mönnum, er á mála gengu með kristnum mönnum, því að þeir menn, er prímsignaðir voru, höfðu allt samneyti við kristna menn og svo heiðna, en höfðu það að átrúnaði, er þeim var skapfelldast.“

„Der König bat Þorolf und seine Brüder, die Primsigning anzunehmen, denn das war damals bei den Kaufleuten und denen, die bei Christen Dienst taten, allgemeine Übung. Die Männer, die das Kreuzzeichen trugen, hatten freien Verkehr mit Christen wie Heiden und bekannten sich zu dem Glauben, der ihnen gefiel.“

## Expansion

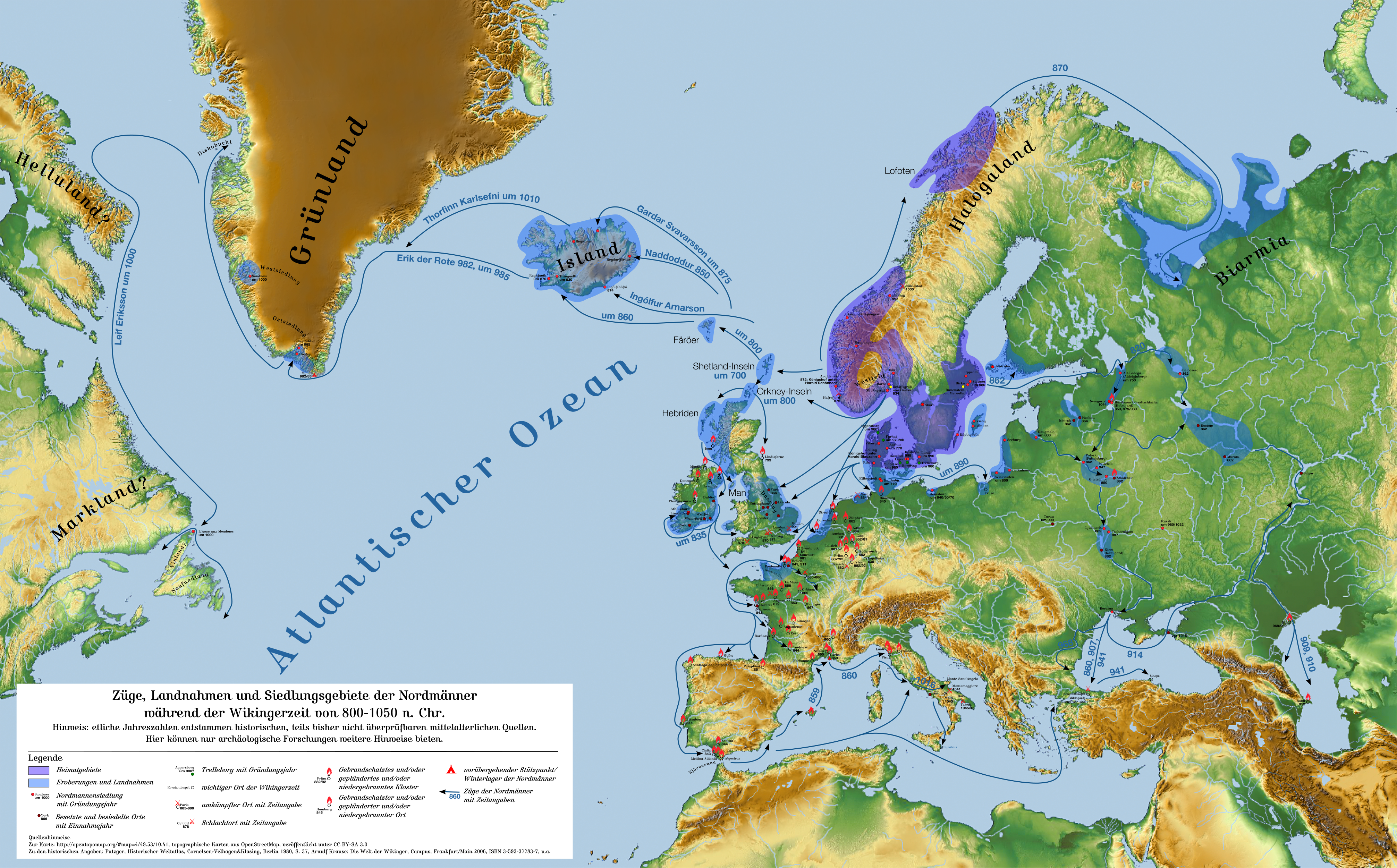
Unternehmungen der Skandinavier im 8. bis 10. Jahrhundert

Die Ausbreitung der Skandinavier in der Wikingerzeit. Gelb markiert ist der Herrschaftsraum der romanisierten Normannen.

Der Erfolg der Nordmannen beruhte auf ihren Schiffen. Es gab jedenfalls in Norwegen keine reinen Landkriege wie auf dem Kontinent. Alle Kriege waren mit Schiffen verknüpft, auch wenn die Schlachten an Land geführt wurden. Entweder war eine Partei mit Schiffen gekommen, oder die unterlegene Partei flüchtete auf Schiffen oder die Schlacht wurde dadurch entschieden, dass die feindliche Flotte erobert wurde, wie bei dem Sieg Sverres über König Magnus 1180 bei Ilevollen (Trondheim). Ein König ohne Schiffe war in Norwegen ein machtloser Mann. Diese waren nicht nur Transportmittel, sondern Teil der Kultur, wie die Schiffsgräber zeigen. Der Gesamtkomplex Schiff, Schiffbau, Schiffsausrüstung, Nautik und Schifffahrtswege auf der Nordsee wird in den Artikeln Wikingerschiff, Wikingerschiffbau und Geschichte des Wikingerschiffbaus behandelt.
Der Grund für ihre Expansion ist Thema einer umfangreichen Forschungsliteratur. Im Wesentlichen werden folgende Thesen vertreten:
- Die politisch-sozialgeschichtliche These:  Die Wikingerraubzüge sind danach auf das herrschende Gefolgschaftswesen zurückzuführen. Der Gefolgschaftsherr hatte die Verpflichtung, seine Gefolgschaft mit Gütern zu belohnen.[114] Dies habe zu den ausgedehnten Raubzügen geführt. Einige Forscher fügten noch das Moment des Sozialprestiges bei Freunden und Mädchen an.[115] Weiterhin wird die skandinavische Erbfolgeregelung angeführt, nach welcher nur ein Sohn den Besitz erbte, was die anderen Söhne in die Ferne zu Raubzügen getrieben habe.[116] Die in diesem Zusammenhang nur noch in populärwissenschaftlichen Werken vertretene These, die Zentralisation des Landes unter einen König, in Norwegen Harald hårfagre, habe einige Adlige außer Landes getrieben, wird heute nicht weiterverfolgt, da die Wikingerzüge 80 Jahre vor dieser Entwicklung eingesetzt haben.[117]
- Die psychologische These:  Nach deren Vertretern soll neben den sozialen und politischen Ursachen vor allem eine gemeinsame seelische Struktur, die Ruhmbegierde, Kampfeslust und Gewinnsucht beinhaltet habe, den Normannenzügen zu Grunde gelegen haben.[118] Jørger Bukdahl fand in der zeitgenössischen Dichtung Elemente der Loslösung von alten zerfallenden Lebensformen und einen entsprechenden Triumph des Individualismus.[119]
- Die pädagogische These:  Hier werden die Normannenzüge als Lebensschule betrachtet, die den Fernfahrern Kenntnisse über fremde Länder bringt und Kenntnisse über Kirchen- und Staatsorganisation vermittelt. Wenn auch Vertreter anderer Thesen diesen Effekt nennen, so wird die Ausbildung hier zum Programm. Auch habe es sich um eine Kriegsschule für den jungen normannischen Adel gehandelt. Diese Thesen[120] werden heute nicht mehr vertreten.
- Die These der Umweltbedingungen:  Diese These führt die Plünderungs- und Eroberungszüge auf die materiellen Lebensverhältnisse und Umweltbedingungen zurück. Dazu gehört auch das Bevölkerungswachstum. So findet sich schon bei Dudo von Saint-Quentin, der die Überbevölkerung auf Vielweiberei zurückgeführt hatte, die Behauptung, dass die jungen Männer das Land hätten verlassen müssen.[121] Sie wurde im 19. Jahrhundert wieder vertreten.[122] Zu diesen Thesen gesellen sich weitere Überlegungen zur Ursache, die in den schlechten Bodenverhältnissen gesehen wird.[123] Archäologie und Biologie bestätigen diese Auffassungen aber nicht, und die zeitgenössischen Quellen zeigen keine verarmte Bauernschaft.
- Die Drei-Phasen-Theorie:  Zwar behaupten viele Autoren, dass die reinen Plünderungsfahrten nach und nach in reguläre Eroberungszüge münden. In der Drei-Phasen-Theorie wird aber nicht nur zwischen Plünderungsphase, Übergang zur Landeroberung und anschließende Besiedelung unterschieden, sondern diesen Phasen werden auch unterschiedliche Motive zu Grunde gelegt. Vor der ersten Phase habe man anlässlich des Handels die Reichtümer Europas kennen gelernt und holte sich diese schließlich ohne Bezahlung. Mit dem erworbenen Reichtum habe man eine materielle Basis für die spätere Besiedlung erworben, die aber andere Gründe gehabt habe. So seien aus Freibeutern Eroberer geworden.[124]
- Völkerwanderungsthese:  Viele Autoren stellen einen Zusammenhang zwischen der Völkerwanderung zwischen dem 3. und dem 6. Jahrhundert und den Normannenzügen im 8. und 9. Jahrhundert her. So wird von einer „Völkerwanderung zur See“ gesprochen.[125]
- These von Herausforderung und Antwort:  Danach sollen die normannischen Aktivitäten eine Antwort auf die Herausforderung des christlichen Westens und Südens gewesen sein oder umgekehrt.[126] Diese These vertrat bereits David Hume. Die Herausforderung habe in der Niederwerfung der Sachsen durch Karl den Großen bestanden.[127] Diese These der Verbitterung der Skandinavier über die Sachsenkriege wurde auch später immer wieder angeführt. Auch Leopold von Ranke hängt dem Gedanken an eine Herausforderung an. Die christlich-fränkische Schwäche nach dem Tode Karls des Großen habe die Normannen ermuntert, den Kampf gegen das westliche Europa aufzunehmen, und das zurückgedrängte Heidentum habe noch einmal alle Kräfte gebündelt.[128] Zettel sieht darin einen Atem des Kreuzzugsgedankens.

Die meisten dieser Theorien gehen davon aus, dass die Wikinger eine mehr oder weniger homogene Gruppe waren. Als Beleg werden oft einzelne Berichte und überlieferte Texte verwendet.
In der Egils saga steht folgendes, dort dem jugendlichen Egill Skallagrímsson zugeschriebene Gedicht:
| Þat mælti mín móðir, at mér skyldi kaupa fley ok fagrar árar fara á brott með víkingum, standa upp í stafni, stýra dýrum knerri, halda svá til hafnar, höggva mann ok annan. | Meine Mutter sagte Mir gebühre ein Kriegsschiff Bald mit rüstigen Männern, Raub zu holen als Wikinger. Stehen müsst ich am Steven, Steuern kühn den Meerkiel: Heldengleich im Hafen Hieb ich auf die Männer. |

Das war die traditionelle Hochschätzung der großen Fahrt, verbunden mit der Vorstellung des Wikingers als ruhmreicher Held.
Es wird heute auch stark bezweifelt, dass Harald Hårfagre entscheidend zur Auswanderung beigetragen hat. Denn diese hatte offensichtlich bereits lange vor dem Gipfel seiner Macht eingesetzt. Er musste sich bald gegen die Wikinger aus den atlantischen Inseln verteidigen, die bereits seit längerer Zeit in Orkney und in der irischen See saßen. Allerdings gibt es keinen archäologischen Nachweis für ein Wikingerzentrum auf den Orkneys in den 840er Jahren. Im Übrigen wird in den Sagas des 12. und 13. Jahrhunderts die Stellung eines Königs im 9. Jahrhundert überschätzt, wenn dort der Eindruck erweckt wird, die Herrschaft Harald Hårfagres habe so schwer auf den Einwohnern gelastet, dass sie die Auswanderung vorgezogen hätten. Die Todesumstände Olavs des Heiligen zeigen, dass die Macht nur begrenzt und punktuell zu schweren Eingriffen führte, wie dies aber schon immer bei den Jarlen gewesen war. Im Unterschied zu England verlief die Besiedlung Islands nicht in Form einer Invasion, die von Aristokraten angeführt wurde, sondern ganz allmählich. Eine gezielte Abwehr von Feinden unter einheitlichem Oberbefehl war nicht erforderlich, und die Funktion der Rechtsprechung und Gesetzgebung wuchs dem König erst viel später zu. Hinzu kommt, dass es selbstverständlich zur höchsten Ehre eines isländischen Mannes aus den Häuptlingsfamilien gehörte, sich am Hofe des norwegischen Königs aufzuhalten und zu seinem Gefolge zu gehören. Auch war die Wirtschaftskraft des Landes zur Landnahmezeit zu gering, um sich einen König mit Gefolge und Truppe leisten zu können.
Abgesehen davon traten die gleichen blutrünstigen Raubzüge, wie die von den Wikingern, im 11. und 12. Jahrhundert in der Ostsee auf, wo sie von Ranen, Abodriten, Liutizen und Pomoranen ausgeführt wurden. Dort versagen aber diese Erklärungsmodelle.
Die Vielzahl der Thesen weist auf ein prinzipielles Defizit in der Datengrundlage hin. Es gibt keine sichere Schätzung der Zahl der Einwohner und der wehrfähigen Männer Skandinaviens für diesen Zeitraum. Es gibt keine sichere Schätzung darüber, wie viele Männer auf Wikingerraubzüge gingen, so dass deren Anteil an der Gesamtzahl der Bevölkerung oder auch nur der wehrfähigen Männer im Dunkeln bleibt. Zur gleichen Zeit werden in den skandinavischen Ländern die Konflikte im Zusammenhang mit dem fortschreitenden Zentralisierungsprozess ausgetragen. In Norwegen dürften sich die meisten wehrfähigen Männer hier engagiert haben. Das Gleiche gilt für Dänemark unter Horik I., Horik II. und Gorm dem Alten. So ergibt sich ein Bild, als ob jeder Adelssohn auf Wikingfahrt gegangen sei und auch immer ausreichend willige Mitstreiter gefunden habe. Die nicht unerheblichen Bußen, die das Frostathingslov gegen diejenigen festsetzt, die dem königlichen Aufgebot nicht folgen, lässt darauf schließen, dass ein Kriegszug nicht bei jedermann auf Begeisterung stieß. Das muss umso mehr für Raubzüge auf rein privater Initiative gelten. Insbesondere zeigen Rimberts Ausführungen, dass sich jedenfalls im schwedischen Raum eine klare Trennung zwischen Händlern und Wikingern herausbildete. Er schildert die Händler als früh bekehrte Christen und die Wikinger als konservativ im Heidentum verharrende Krieger. Auch hier ist der jeweilige Bevölkerungsanteil nicht bekannt. Auch bei den Auswanderungen fehlen verlässliche Daten. Sie zogen sich über mehrere Jahrhunderte hin, so dass die Besiedlung Englands, Irlands und Islands auf viele Generationen aufgeteilt ebenfalls keine Rückschlüsse auf die Bevölkerungsanteile zulassen. Neben einem Druck der Verhältnisse in der Heimat können auch die Aussichten auf eine lukrativere Wirtschaft in den neuen Gebieten eine lockende Perspektive gewesen sein. Das liegt insbesondere bei der Besiedlung Islands nahe, wenn man die weiten Herrschafts- und Wirtschaftsbereiche der ersten Siedler mit den relativ engen räumlichen Verhältnissen in der norwegischen Fjordlandschaft vergleicht.

### Mentalität und Außenwahrnehmung
Wenn immer wieder behauptet wird, dass sich die Plünderungszüge der Wikinger im Rahmen des damals üblichen gehalten hätten, ist doch erklärungsbedürftig, warum den Wikingerzügen von den Zeitgenossen eine solche überragende Aufmerksamkeit des Schreckens beigemessen wurde.
Im 6. und 7. Jahrhundert konnte man keine Mannschaft zur Erreichung ausschließlich politischer Zwecke aufbieten; es war immer ein Beuteanreiz erforderlich.
Als Beispiel für die Bedeutung der Beute mag hier die Schlussauseinandersetzung zwischen König Guntram I. und Gundowald, einem angeblichen Sohn Chlotars I. dienen. Die Schilderung des im 6. Jahrhundert lebenden Bischofs und Geschichtsschreibers Gregor von Tours hebt die Lust auf Beute besonders hervor.
Man brach von Poitiers auf, und es schlossen sich Leute von Tours dem Heer an. Die Krieger von Tours raubten aber diese aus und töteten viele, so dass sie nach Tours umkehren mussten. Die Beutegier überwog schon da die Möglichkeit einer geordneten Kriegsführung. Im Zuge der weiteren Verfolgung Gundowalds wurde auch die Kirche des heiligen Vincentius geplündert. Dann kam man nach Comminges, wo sich Gundowald verschanzt hatte. Auch die Belagerung der Stadt ist auf beiden Seiten von Beutegier bestimmt. Nach dem Tode Gundowalds wurde die Stadt und natürlich auch die Kirche geplündert. Die Streitigkeiten innerhalb der Merowingerdynastie wurden von Gewalt gegen Kirchen, Klöstern, Priestern und Nonnen begleitet, so bei dem missglückten Kriegszug, den Gunthram gegen Septimanien befahl.
Schon die Erfolge Karl Martells werden auf eine höhere Disziplinierung der Truppen zurückgeführt, wenn auch nach dem Sieg die Plünderung und Verwüstung einsetzte. Die kontinentalen Zeitgenossen der Wikinger trafen also auf Verhaltensmuster, die im eigenen Reich bereits lange Vergangenheit waren. Im 6. und 7. Jahrhundert kannte man es noch nicht anders. Die Plünderung diente noch lange vor allem dem Unterhalt der Männer. So sagt Olav der Heilige:

„Svo er sem yður er kunnigt að eg em kominn hingað til lands og verið áður langa hríð utanlands. Hefi eg og mínir menn haft það einu alla þessa stund til framflutningar oss er vér höfum sótt í hernaði og í mörgum stöðum orðið til að hætta bæði lífi og sálu. Hefir margur maður fyrir oss, sá er saklaus hefir verið, orðið að láta feið en sumir lífið með.“

„So steht es, wie ihr wisst, dass ich ins Land hierher gekommen bin, nachdem ich vorher lange Zeit im Ausland geweilt habe. Die ganze Zeit hatten ich und meine Männer zum Unterhalt nur das, was wir uns auf unseren Kriegszügen gewonnen hatten. An gar manchen Orten haben wir dafür Leib und Leben aufs Spiel setzen müssen. Viele Männer, ob sie noch so schuldlos waren, verloren durch uns ihre Habe, ja einige dazu ihr Leben.“

Die Schlusssätze verraten bereits christliches Gedankengut, aber dass sich die Gefolgschaft aus dem Raub ernährte, ist wohl nicht zu bezweifeln.
Die einheitliche Bezeichnung „Wikinger“ steht nicht für eine friedliche Binnenbeziehung untereinander. Des Öfteren wird von Kämpfen von Wikingern gegen Wikinger berichtet. Schon Snorri berichtet über Olaf den Heiligen in jugendlichem Alter, als er gerade seine erste Wikingerfahrt nach Schweden unternahm:

„Það haust barðist Ólafur við Sótasker hina fyrstu orustu. Það er í Svíaskerjum. Þar barðist hann við víkinga og er sá Sóti nefndur er fyrir þeim réð.“

„In diesem Herbst focht König Olav seine erste Schlacht an der Sotis-Schäre, die im schwedischen Skågård liegt. Dort stritt er mit Wikingern, deren Anführer Soti hieß.“

### Allgemeine Herkunftsbezeichnungen
In den kontinentalen und angelsächsischen Quellen werden nur selten geografische Angaben zur Herkunft der Wikinger gemacht. Teilweise finden sich allgemeine Bemerkungen, sie seien über den Ozean oder aus dem barbarischen Norden gekommen. Hrabanus Maurus schreibt über die Suevi als Teil der germanischen Völker, sie seien in fine Septentrionis (aus dem hohen Norden) gekommen. Alkuin bezieht sich auf Jer 1,14  und schreibt: Ab aquilone inardescunt mala […] (Aus dem Norden entzündet sich das Unheil). Auch sonst ist nur ein allgemeiner Hinweis auf den Norden als Ausgangspunkt der Wikingerüberfälle genannt.

### Schweden, Norwegen

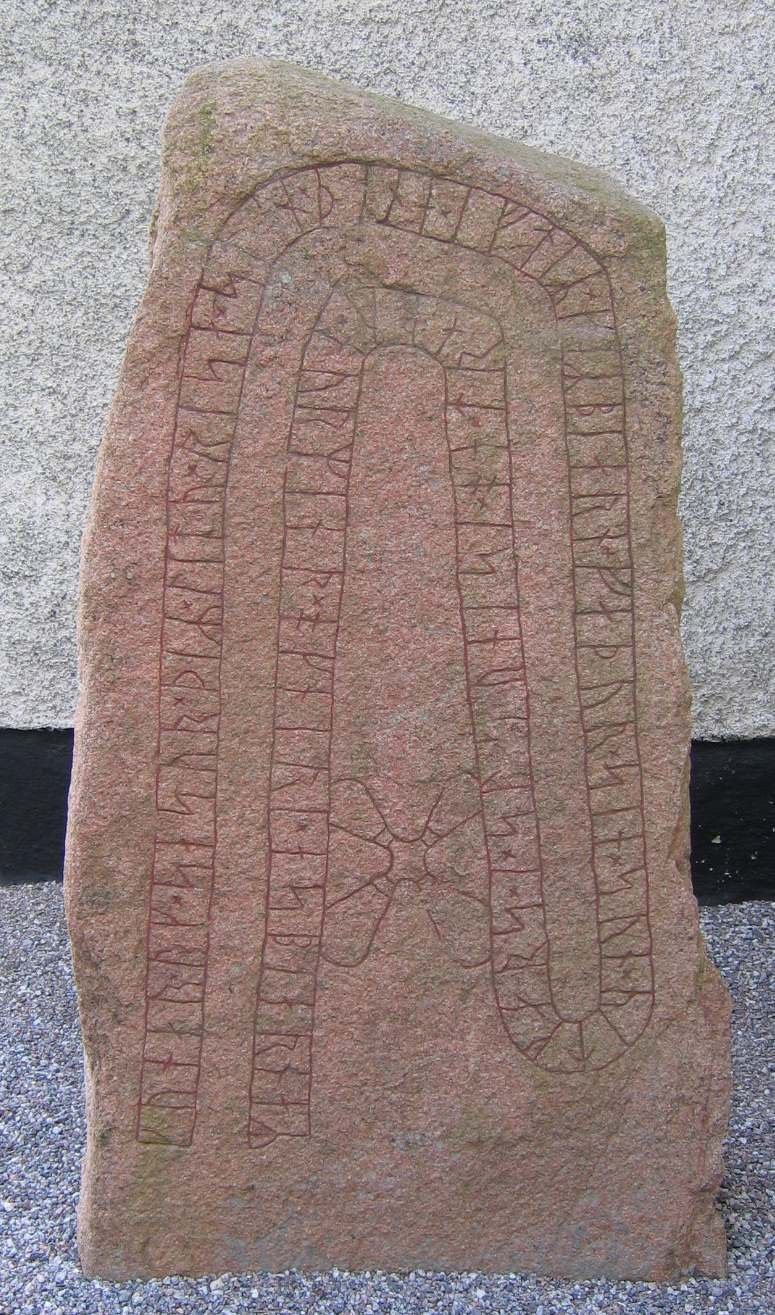
Runenstein U 258

Die Runensteine aus dem östlichen Nordjütland legen den Schluss nahe, dass im 10. Jahrhundert dieses Gebiet schwerpunktmäßig Ausgangspunkt für Fahrten nach Schweden und Gotland war.
Der bereits zitierte Runenstein DR 216 in Lolland erwähnt den Tod auf einem Wikingzug nach Schweden. Schonen scheint als richtiges Seeräubernest gegolten zu haben. Denn der Skalde Guþorm Sindri dichtet über die Kämpfe Håkons des Guten in Dänemark:
| Selund náði þá síðan sóknheggr und sik leggja vals ok Vinda frelsi við Skáneyjar síðu. | Seeland, da ersiegte sich Streiters Baum, weiter Küsten Schonens, Schlupf, kostbarer kecker Wenden-Recken. |

Die „Wenden-Recken“ sind nach dem folgenden Kontext Wikinger.
Auch Gotland selbst scheint Ziel von Wikingerangriffen gewesen zu sein. Denn ein Stein auf Lolland, der eines in Schonen Gefallenen gedenkt, hat die Abbildung eines Wikingerschiffes.
Man fuhr wohl auch von Uppland nach Norwegen.
Man fuhr von Norwegen aus auch nach Grönland.

### Einzelunternehmen von Schweden und Dänen

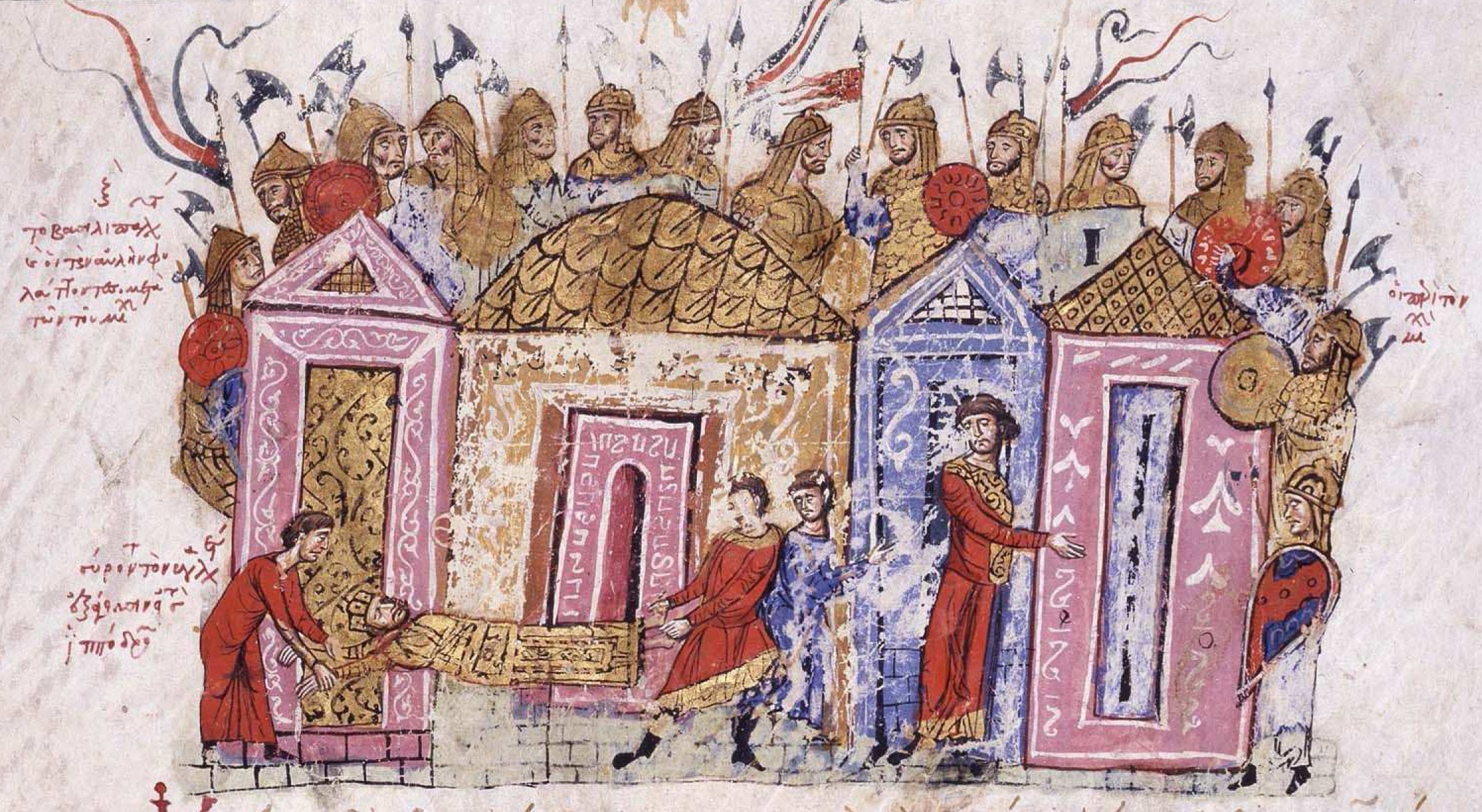
Die Warägergarde in der Chronik des Johannes Skylitzes (12. Jahrhundert)

Zwischen 845 und 849 berichtet Rimbert in seiner Vita Anskarii, der vertriebene Schwedenkönig Anund habe dänische Wikinger nach Birka geführt.

„Per idem fere temporis accidit, ut etiam quidam rex Suenonum nomine Anoundus, ejectus regno suo, apud Danos exul fuerit. Qui fines regni quondam sui denuo repetere cupiens, coepit ab ipsis auxilium quaerere, spondens, quod, si se sequerentur, multa eis possent donaria provenire. Proponebat enim eis vicum memoratum Birca, quod ibi multi essent negotiatores divites et abundantia totius boni atque pecunia thesaurorum multa. Ad illum itaque vicum se eos promittebat ducturum, ubi sine sui exercitus damno multo suae necessitatis fruerentur commodo. Illi ergo promissis muneribus delectati et thesaurorum adquisitione avidi, in auxilium eius expeditorum ad pugnam hominum viginti et unam naves impleverunt et cum eo destinaverunt. Ipse vero de suis naves habebat undecim. Exeuntes ergo de Danis, ad vicum insperate venerunt memoratum. Et forte tunc rex ipsorum longius inde aberat, et principes ac populi multitudo congregari non poterant. Tantum supradictus Herigarius, praefectus ipsius loci, cum eis, qui ibi manebant negotiatioribus et populis praesens aderat. In magna ergo angustia positi, ad civitatem, quae iuxta erat, confugerunt. […] Sed quia civitas ipsa non multum firma est, et ipsi ad resistendum pauci, miserunt ad eos legatos, dextram ad foedus postulantes. Quibus rex praefatus mandavit, ut pro redemptione ipsius vici centum libras argenti absolverent, sicque pacem haberent. Quod illi, ut petebatur, statim miserunt, et a rege iam dicto susceptum est. Porro Dani graviter huiuscemodi ferentes conventionem, quia non secuti disposuerant actum fuisset, coeperunt velle super eos subito erruere et locum ipsum funditus depraedari atque incendere, dicentes, unumquemlibet negotiatiorem plus ibi habere, quam sibi oblatum fuisset, et nullo modo se tantam calumniam suffere posse.“

„Etwa zur gleichen Zeit lebte der aus seinem Reiche vertriebene Schwedenkönig Anund landflüchtig bei den Dänen. Er erbat zur Rückgewinnung seiner einstigen Herrschaft dänische Hilfe und versprach, für ihre Gefolgschaft sollten sie reichen Gewinn haben. Er schilderten ihnen den Handelswik Birka; da gebe es viele vermögende Händler, Überfluss an Waren aller Art und viel Geld und Schätze. Er versprach, zu diesem Wik wolle er sie hinführen; sie würden dort ohne Schaden für ihr Heer viel Brauchbares für sich erbeuten. Voller Gier nach dem Erwerb dieser Reichtümer freuten sich die Dänen der zugesicherten Geschenke, bemannten zu seiner Hilfe 21 Schiffe und fuhren mit ihm aus. Er selbst besaß 11 eigene Schiffe. So verließen sie Dänemark und erschienen unerwartet vor Birka, dessen König gerade in der Fremde weilte; weder Vornehme noch die Volksmenge konnten aufgeboten werden. Hergeir, der Vorsteher des Wik, verfügte nur über die ansässigen Händler und Einwohner. Die aber flohen voller Entsetzen in die benachbarte Burg. […] Nun war aber die Burg nicht sehr fest und die Zahl der Verteidiger klein; deshalb schickten sie mit der Bitte um Handschlag und Vergleich Unterhändler zu den Angreifern. Der König bestimmte, nach Erlegung einer Loskaufsumme von 100 Pfund Silber für ihren Wik sollten sie ihren Frieden haben. Sofort übersandten sie ihm das verlangte Geld, und der König nahm es entgegen. Doch die Dänen waren unzufrieden mit dem ihrer Vereinbarung widersprechenden Vertrage; sie planten daher einen plötzlichen Überfall, eine gründliche Plünderung und Einäscherung des Ortes; jeder einzelne Händler dort besitze mehr, als man ihnen geboten habe, behaupteten sie; so ließen sie sich nicht hintergehen!“

Dieses Zitat zeigt zum einen den Gegensatz zwischen Wikingern und reinen Händlern, die entsetzt flüchten, zum anderen, dass sich die Plünderungszüge durchaus auch gegen Skandinavier richten konnten, und zum dritten bestätigt es die oben geschilderte Beobachtung, dass die Anführer solcher Züge nur eine eingeschränkte Disziplinargewalt über ihre Truppe hatten.
Nach der Zahl der Gedenksteine kamen die meisten Auslandsfahrer aus Dänemark, Södermanland und Gotland. Weit abgeschlagen sind Östergötland, Västmanland, Uppland, Gästrikland, Öland und Bornholm. Dafür ist der Anteil der runensteinritzenden Oberschicht an den eindeutigen Zeugnissen für den Raubhandel in Västmanland und Småland signifikant höher.
In Dänemark kann man für die Zeit Sven Tveskægs ein deutliches Überwiegen junger Krieger feststellen. Dabei stammen aus Dänemark offenbar die eher erfahrenen Schiffsführerpersönlichkeiten, während sich aus Västergötland und Småland junge beutegierige und abenteuerlustige Mannschaften aufmachten. In Schweden gingen die Impulse zu den Auslandsfahrten offenbar von Södermanland aus. Auch Yngvar (altisländisch Yngvarr), dessen gescheiterter Zug in der Yngvars saga víðfǫrla (Saga von Yngvar dem Weitreisenden) geschildert wird und auf mehr als zwei Dutzend Runensteinen (sog. Ingvar-Steinen) bezeugt ist, kam von dort. In Uppland überwiegen die eindeutigen Kauffahrersteine, auf denen auch félagi als Handelsgesellschaften zu finden sind. Sie gelten Vätern, Ehemännern, Brüdern, Handelspartnern und Gildemitgliedern, aber keinen Söhnen oder sonst wie als jung zu klassifizierenden Leuten.
Hinzu kommt, dass auf Grund der sich im 11. Jahrhundert ausbreitenden Bekehrung Wikingerzüge auf christliche Gebiete allmählich auch in der Heimat nicht mehr gebilligt wurden. Fast alle identifizierbaren Fernhandelsfahrer in Dänemark und Schweden im 11. Jahrhundert waren Christen. Das bedeutet nicht unbedingt eine Blüte skandinavischen Handels für diese Gegend am Ende der Wikingerzeit. Diese Blüte lag eher im 9. und 10. Jahrhundert, als durch Raub und Tribute, wenn auch nicht in dem Umfang wie im Westwiking, und der Sklavenjagd unter den westfinnischen und slawischen Stämmen genügend Handelsware zur Verfügung stand.
Im 11. Jahrhundert setzte die Blüte eher in Norwegen ein. In Schweden führte der politische Wandel im Ostseeraum dazu, dass jungen Leuten mit Abenteuerlust nur noch die Warägergarde byzantinischer Kaiser, teilweise auch noch der Küstenraub und später vereinzelte Kreuzzüge offenstanden. In Schweden wurde der Handel bald von der Hanse überflügelt. Gotland war von diesem Wandel noch am wenigsten betroffen.
Mit dem Fortschreiten der Runensteinsitte von Süden nach Norden und dem Übergang von der Wikingerzeit zum christlichen Mittelalter nimmt auch der Anteil der verheirateten Auslandsfahrer zu. Da die räuberischen Aktivitäten nach den Nachrufen (runische Inschriften auf Kenotaphen) eher von den jüngeren und Unverheirateten ausgingen, beziehungsweise darauf schließen lassen, kann man davon ausgehen, dass die späteren Auslandsfahrer sich überwiegend mit dem reinen Handel befassten.

### Nordmannen in England, Schottland und Irland
| Chronik der skandinavischen Periode in England (Auswahl) | |
| 793                                                      | Wikingerüberfall auf das Kloster von Lindisfarne |
| 794                                                      | Überfälle auf Orte in Schottland |
| 795                                                      | Irische Annalen erwähnen Überfall auf Rathlin Island |
| 866                                                      | Nordmannen erobern York |
| 871                                                      | König Æthelred schlägt zusammen mit seinem Bruder Alfred eine skandinavische Invasionsarmee in der Schlacht von Ashdown, nachdem er in der Schlacht von Reading unterlegen gewesen war. |
| 876                                                      | Skandinavier beginnen sich in England dauerhaft anzusiedeln. |
| 886                                                      | König Alfred der Große zieht eine formelle Grenze zwischen seinem Reich und dem des skandinavischen Königs Guthrum, die später Danelag genannt wird.                                    |
| 950                                                      | Wikinger aus Irland, der Isle of Man und den Hebriden plündern die Klöster in Wales. |
| 954                                                      | Erich Blutaxt, der letzte skandinavische König in York, wird vertrieben. |
| 994                                                      | Erfolglose Belagerung Londons durch König Sven Gabelbart und Olav Tryggvason und systematische Plünderung Südost-Englands.                                                              |
| 1013                                                     | Sven Gabelbart fährt mit seinem Sohn Knut den Humber und Trent aufwärts und wird als König im Danelag anerkannt. König Æthelred der Unberatene von Wessex muss fliehen.                 |
| 1014                                                     | Knut wird nach dem Tod seines Vaters Anführer der Dänen und nach dem Tode König Æthelreds und dessen Sohnes Edmund Eisenseite 1016 König von England.                                   |
| 1042                                                     | Æthelreds anderer Sohn Eduard der Bekenner wird englischer König. |
| 1066                                                     | Ende der Wikingerzeit (Schlacht von Stamford Bridge) |

Der Kontakt zu den Britischen Inseln hatte bereits im Jahrhundert vor der Wikingerzeit (800–1050 n. Chr.) eingesetzt. Dort werden in den Quellen gewisse ausländische Händler als Frisian bezeichnet. Dabei handelte es sich nach Auffassung einiger Forscher um Skandinavier, nach anderen aber tatsächlich um Friesen.
Archäologische Belege sind gering. Ende des 8. Jahrhunderts beginnen die Überfälle der Wikinger. Darunter ist der Überfall auf Lindisfarne, der in der Angelsächsischen Chronik unter dem Jahr 793 erwähnt wird, von besonderer Bedeutung, da er als erster Überfall auf ein Kloster Aufsehen erregte. Weitere Angriffe folgten rasch: 794 Kloster Wearmouth in Sunderland, 795 Iona, die Inseln Rathlin und Skye, 798 die Hebriden und Ulster. In der Regierungszeit des Königs Beorhtric soll es auch zu Überfällen auf Wessex gekommen sein. Es wird für möglich gehalten, dass die Wikinger von den nördlichen Inseln kamen. Ein Grab mit Waffen aus der Zeit vor 750 wurde auf der Isle of Arran gefunden.
Um 830 scheinen die Überfälle auf englische Gebiete aufgehört zu haben, weil sich die Seeräuber anderen Gestaden zuwandten. In Irland plünderten sie bis in die 840er Jahre, bis sie dort begannen dauerhafte Basen errichteten. Möglicherweise besiedelten sie zur gleichen Zeit die Orkneys und die Shetlandinseln, wenn man der Datierung skandinavischer Gräber folgen darf, die allgemein in die Mitte des 9. bis ins frühe 10. Jahrhundert datiert werden. Das erste sichere Datum für ein skandinavisches Earldom auf Orkney ist etwa 880 die Besitznahme der Inseln durch Harald Schönhaar. Die Details der Besiedlung durch die Wikinger werden noch immer kontrovers diskutiert. Trotz des Fehlens piktischer Ortsnamen nach dem Beginn der Besiedlung der nördlichen und westlichen Inselgruppen wird vertreten, dass die dortige Bevölkerung weder vertrieben noch getötet wurde.
In den 830er Jahren begannen die Angriffe auf England, die als Invasionen gelten können. Bis 850 konnten sie abgewehrt werden. Dann überwinterte erstmals ein Großes Heidnisches Heer auf Thanet (Kent). Die Anwesenheit von Frauen und Kindern werden als Hinweis auf Besiedlungsabsichten gedeutet. Frauen gehörten aber auch zur Beute, so dass es unwahrscheinlich ist, dass es sich um Skandinavierinnen handelte.
Seitdem überwinterten die Nordmannen des Öfteren in verschiedenen Gegenden. 866 überwinterten sie in East Anglia. Die erfolgreichen Angriffe dänischer Nordmannen setzten sich bis 878 fort, als Alfred der Große sie besiegte und deren König Guthrum sich taufen ließ. Die meisten skandinavischen Gräber Englands stammen aus der zweiten Hälfte des 9. Jahrhunderts, im Nordwesten aus dem Anfang des 10. Jahrhunderts. In den frühesten liegen offenbar Männer, die während der Überwinterung gestorben sind. Aber es gibt kaum archäologische Belege für skandinavische Plünderungszüge. Seit dieser Zeit gab es in England bis in die erste Hälfte des 10. Jahrhunderts viele skandinavische Herrscher, meist Dänen. Der Status dieser Herrscher, ob sie Könige waren oder nicht, ist unsicher. Die skandinavische Vorherrschaft dauerte zunächst bis 954, als Erik Blutaxt aus York vertrieben wurde. Hier ist bemerkenswert, dass zwar im Hinblick auf die Skandinavier in der Angelsächsischen Chronik noch lange von here gesprochen wird, was auf das Fortbestehen von Kampfgefolgschaften hindeutet, aber Erik Blutaxt von den „Northumbriern“ vertrieben wird, ohne dass zwischen Skandinaviern und Einheimischen unterschieden wird, was bereits einen gewissen Verschmelzungsprozess anzeigt. Das zeigt auch die gemeinsame Bemannung der Festung Nottingham mid Engliscum mannum ge mid Deniscum (mit Engländern und Dänen).
Auch in Schottland finden sich skandinavische Gräber aus dem späten 9. und frühen 10. Jahrhundert. Vereinzelte ältere Gräber könnten solche von getöteten Plünderern sein. Der Beginn der Besiedlung durch Skandinavier im Norden und Westen Schottlands wird auf die Mitte des 9. Jahrhunderts, die Besiedlung der Isle of Man auf das Ende des 9. Jahrhunderts datiert. In Irland scheinen die Flachgräber von Kilmainham mit der Befestigung Dublins 841 in Zusammenhang zu stehen.
Drei Runensteine aus dem Redvägs härad zwischen Småland und Västergötland bezeugen Fahrten von dort nach England für das 10. Jahrhundert.
Auch aus Schonen und Södermanland fuhr man auf Wiking nach England.
Die große skandinavische Invasion nach England erfolgte 865 und setzte sich über mehrere Jahrzehnte fort. 866 entstand das nordmannische Königreich Jórvík. Von den vielen englischen Kleinreichen blieb nur Wessex mit König Alfred dem Großen im Süden übrig. 878 entstand aus den ab 793 eroberten Gebieten das Danelag als eigenes skandinavisches Reich, das spätestens 884 auch von den nichtskandinavischen Herrschaftsgebieten anerkannt wurde. Ab 900 begannen die Könige von Wessex langsam Gebiete in ihrer Nachbarschaft zurückzuerobern. 937 wurde diese Rückeroberung durch König Æthelstan fast vollendet. 954 fiel das letzte Reich der Nordmannen York unter seinem letzten König Erik Blutaxt, der vorher erst norwegischer König, danach aber selbst Wikinger geworden war.
Die Überfälle führten zur Erhebung des Danegeldes. 991 schlug offenbar Erzbischof Sigeric erstmals vor, Danegeld in Höhe von 10.000 Pfund Silber zur Abwendung der Plünderungen zu zahlen. Dieser Vorgang zeigt, dass es zu einem Nebeneinander zwischen Herrschaftsausweitung und Beutezug kam, also die Aussicht auf Beute das Mittel war, mit dem der König seine Kämpfer motivieren musste. Tapfere Kämpfer bekamen ihren Anteil. Ehrenvoll war es, Anteil am Danegeld zu erhalten, denn es wird besonders erwähnt.
994 nahmen die Plünderungen unter Olav Tryggvason zu, die mit einer Zahlung von 16.000 Pfund Silber beendet werden konnten. 1002 wurden 24.000 Pfund gezahlt. Die Forderungen steigerten sich bis 1011 auf 48.000 Pfund. Die letzte Zahlung 1018 betrug 78.000 Pfund plus 10.500 aus London.
Da war Knut der Große schon zwei Jahre Herrscher über England und die Danegeldzahlungen unter ihm wurden eingestellt, aber später als Abgabe („heregeld“) wieder aufgenommen. Offenbar bezahlte er mit dem letzten Betrag seine kämpfende Truppe. Dieser Vorgang zeigt, dass der Heerführer offenbar bereits eine größere Autorität gewonnen hatte, so dass er den kämpfenden Impuls seiner Krieger zu bändigen in der Lage war.
Dass unter Knut Leute aus Schonen nach England fuhren, ergibt sich aus einem Runenstein in Schonen, der einem Gefolgsmann Knuts gewidmet ist.
Auch andere archäologische Funde deuten auf Krieger aus Schonen im Heer Sven Gabelbarts und Knuts des Großen. Unter den Kämpfern um Knut waren auch Norweger.
Aus christlicher Zeit gibt es ebenfalls Belege für Englandzüge aus Schweden. Man fuhr zum Beispiel aus Småland, Västergötland und Östergötland nach England.
Gleichwohl spielen bereits unter Sven Gabelbart und Knut dem Großen als König über ein Nordseereich staatspolitische Ziele eine vorherrschende Rolle, und die Plünderungen auf eigene Faust treten zurück.
Ein Stein aus Transjö aus der Zeit nach 1050 wird mit den Versuchen aus der Zeit nach 1050, England wiederzugewinnen, in Verbindung gebracht.
Harold Harefoot hatte eine skandinavische Truppe, die mit dem heregeld unterhalten wurde. Eduard der Bekenner löste dieses Heer auf und schaffte den Tribut ab. In diesem Heer dienten wohl auch Leute aus Småland.
Gut erforscht sind die Silber-Depot-Funde. Sie wurden vor dem Beginn und in der Erwartung der Wikingerangriffe vergraben: Trewhiddle (etwa 868) und Beeston Tor (etwa 875), Pentney (spätes 9. Jahrhundert) und der Hort auf der St. Ninian’s Isle (2. Hälfte des 8. Jahrhunderts).
Von anderer Art sind die weitverbreiteten und den Wikingern zugeschriebenen Horte, die sich durch einen hohen Anteil von Hacksilber, Ringgeld und gekennzeichneten Barren neben den Münzen auszeichnen. Als bedeutender früher Wikinger-Schatz in England gilt auch der Schatz von Croydon (etwa 872). Er enthält 240 Münzen von angelsächsischer und karolingischer Art und arabischen (Kufic) Ursprungs sowie Hacksilber von südskandinavischer Herkunft. Die Kennzeichnungen auf den Barren zeigen ein Nebeneinander von Münzwährung und Barrenwährung an. Dieses Nebeneinander hielt auch nach der Prägung eigener Münzen in East-Anglia und North-Humbria an. Als größter Münzhort der Wikingerwelt gilt der Schatz von Cuerdale, Lancashire (etwa 905). Er wiegt um 40 kg. Auch er belegt die parallelen Währungssysteme. Um 990 und danach sorgte das Danegeld für einen großen Abfluss an Silber. Der älteste Hort in Schottland ist der am Storr rock, Isle of Skye (Innere Hebriden) (935/940). Aber die Hauptmenge wurde zwischen 950 und 1070 vergraben. In Irland dagegen wurde viel Silber in die Wirtschaft eingeschleust, wie die reichen Silberfunde (etwa 130 aus der Zeit zwischen dem späten 9. bis ins 12. Jahrhundert) bezeugen.
997 wurden in Dublin sogar Münzen geschlagen. Der bemerkenswerteste Fund ist der Schatz von Hare Island am Lough Ree (5 kg), der größte bekannte Goldfund aus der Wikingerwelt. Anfang des 11. Jahrhunderts finden sich auf Schonen Runensteine, die auf Englandfahrten hinweisen.
Die Raubüberfälle in Irland bezogen sich zunächst hauptsächlich auf Klöster und Kirchen. Nach der archäologisch ermittelten Verbreitung der Fundgegenstände aus Irland waren daran fast ausschließlich Norweger beteiligt. Die Skandinavier wurden Gaill (Heiden) genannt, die Norweger Finn-gaill (weiße Heiden), die Dänen Dubh-gaill (schwarze Heiden). Den Angriffen waren die Besetzung der Orkneys und der Hebriden vorausgegangen. 803 flohen die Mönche von Iona vor den wikingischen Angriffen und gründeten in Kells (Irland) ein neues Kloster. Im Zeitraum bis 823 wurde die gesamte irische Küste von Wikingern heimgesucht. Auf die innenpolitischen Verhältnisse Irlands hatte dies aber noch keinen Einfluss. Die ersten Überwinterungsstützpunkte wurden errichtet. Dann kam es zu der Mischform, dass räuberische Wikinger sich niederließen, ihr Wikingerdasein vorübergehend aufgaben, Städte gründeten oder befestigten, und von da aus wieder neue Raubzüge unternahmen. Dabei handelte es sich aber bald nicht mehr um Raubzüge als Selbstzweck, sondern schon um reguläre Kriegszüge von Aristokraten skandinavischer Abkunft zur Gewinnung von Land und Herrschaft. Ein typisches Beispiel ist Thorgest, der 839 versuchte, ein eigenes Königreich zu gründen. Daraus entstand das Königreich Dublin (→ Geschichte Irlands (800–1536)).
Norwegens König Magnus Barfuß galt als der „letzte Wikinger“. Er erzwang 1098 von Schottland die Abtretung aller Ansprüche auf Man und die anderen Inseln, unterwarf 1102 noch einmal das Königreich Dublin und fiel schließlich bei weiteren Kämpfen 1103 in Irland. Dennoch beherrschte Magnus’ Sohn Sigurd noch bis 1130 die Insel Man, und Magnus’ Enkel Øystein II. überfiel noch 1153 letztmals englische Küstenorte. Gelegentlich wurde auch Sweyn Asleifsson, der erst 1171 im Kampf um Dublin fiel, als „letzter Wikinger“ bezeichnet.

### Kontinentales Europa

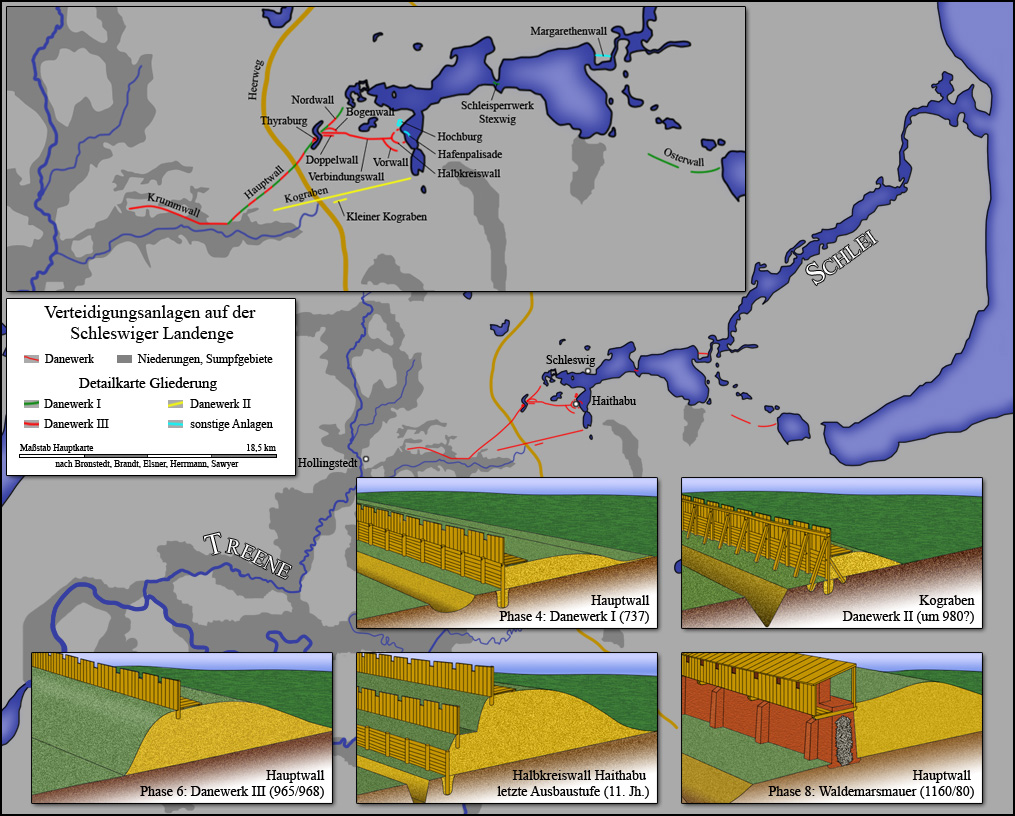
Lage des Danewerks

Einige Überfälle fallen in die Vendelzeit, sind aber historisch nicht genau einzuordnen. Der erste Kriegszug, von dem in den Quellen berichtet wird, ist der des Dänen Chlochilaicus (Gregor von Tours schreibt ihn Chlochilaichus) († zwischen 516 und 522), von dem auf Grund der Zeit des Überfalls vermutet wird, dass es sich um den Hygelac im Beowulf handelt. Aber die Quellen über dieses Ereignis sind zu dürftig, als dass man es als Vorboten der späteren Wikingerzüge bezeichnen dürfte. Man kennt die Zusammenhänge und Hintergründe nicht. Sie taugen allenfalls als ein Zeugnis, dass die Interessen dieser Nordmannen dieser Gegend sich auf die südlichen Gebiete Jütlands und der Nordsee erstreckten, die von Plinius als ingväonisch bezeichnet wurden. Ob sich der Ausdruck „Däne“ bei Gregor auf Jütland bezog, ist ebenso zweifelhaft. Denn nach Alfred dem Großen hatte sein Gewährsmann Ottar die Dänen um 890 in Schonen und den ostdänischen Inseln lokalisiert. Sollte Chlochilaichus Hygelac sein, so war dieser nach dem Beowulf aus dem Stamm der Geaten, die ebenfalls irgendwo östlich vom heutigen Dänemark lokalisiert werden. Andererseits wäre es erstaunlich, wenn Krieger aus dem Bereich der Ostsee Anfang des 6. Jahrhunderts mit Schiffen in Friesland eingefallen wären.
Als die Raubzüge der Wikingerzeit (800 bis 1050 n. Chr.) begannen, hatte sich die historische Situation völlig verändert. Der Handel war zu einem beachtlichen Wirtschaftszweig aufgestiegen, so dass Ortschaften entstanden waren, in denen sich beträchtliches Kapital angesammelt hatte: Dorestad, Ribe, Hedeby, Skuldevig, Wollin und Truso. Diesen Orten standen in England Hamwic, Fordwich, London, Ipswich und York zur Seite. Diese Konzentration von Kapital entwickelte sich zu einem lohnenden Ziel für Plünderungen und dürfte zu deren raschem Anwachsen während der Wikingerzeit geführt haben. Dem karolingischen Reich mit seinem Expansionsdrang stand in Jütland ein Gemeinwesen gegenüber, das auf Grund der inzwischen wachsenden Zentralisierung zu größeren Operationen in der Lage war, wenn man auch von einem dänischen Staat noch nicht wird sprechen dürfen.
Dieses Gemeinwesen hatte offenbar bereits auswärtige Interessengebiete abgesteckt. Einhard berichtet von König Godofridus, dass er Friesland und Sachsen als seine Provinzen angesehen habe.
So kann man die Auseinandersetzungen und die kriegerischen Ereignisse in diesem Zusammenhang, die bis 885 währten und in deren Verlauf die karolingischen Küstenbefestigungen auf der einen Seite und das Danewerk auf der anderen Seite entstanden, nicht alle den Wikingerzügen zuordnen. In diesen Zusammenhang gehören nun auch eine Reihe von Raubzügen unter Führung jütischer Aristokraten an fränkischen Nordseeküsten, für die diese Kaperer dem jütischen König Tribut angeblich als eine Art Lizenzgebühr zahlten.

„Ipsi vero pyratae, quos illi Wichingos appellant, nostri Ascomannos, regi Danico tributum solvunt, ut liceat eis predam exercere a barbaris, qui etwa hoc mare plurimi abundant.“

„Diese Piraten, die bei ihnen Wikinger, bei uns aber Eschenmänner heißen, leisten aber dem Dänenkönig Tribut, damit sie Beutezüge gegen die Barbaren unternehmen dürfen; sie leben zahlreich an den Küsten dieses Meeres.“

Dabei setzt Adam bereits eine zentrale Herrschergewalt des Königs voraus, die eine solche Erlaubnis erforderlich gemacht hätte. Nach den oben gemachten Ausführungen über die Stellung des Königs in der skandinavischen Gesellschaft dürften die Raubzüge kaum von einer Gestattung des Königs abhängig gewesen sein. Vielmehr erhielt er als der Mächtigste im Land einen Beuteanteil. Aber hierbei handelte es sich um punktuelle Angriffe. Angesichts der Geschlossenheit der Verteidigung unter Karl dem Großen kam es nicht zu großen organisierten Plünderungszügen. Notker der Stammler sah im Tod Kaiser Karls die entscheidende Zäsur zu den großen Raubzügen. So legte er Karl dem Großen, als Normannen kurz an die Küste gekommen, aber sogleich wieder geflohen waren, die Sätze in den Mund:

„Scitis, inquit, o fidelis mei, quid tantopere ploraverim? Non hoc, ait, timeo quod isti nugae et nihil mihi aliquid nocere Praevaleant, sed nimirum contristor, quod me vivente ausi sunt litus istud attingere, et maximo dolore torqueor, quia praevideo, quanta mala posteris meis et eorum sunt facturi subiectis.“

„Wisst ihr meine Getreuen, warum ich so sehr geweint habe? Nicht das fürchte ich, dass diese Nichtse und Nullen mir etwas schaden könnten, sondern ich bin sehr betrübt darüber, dass sie es zu meinen Lebzeiten gewagt haben, diese Küste zu betreten, und es quält mich ein großer Schmerz, weil ich voraussehe, welche Leiden sie über meine Nachfahren und deren Untertanen bringen werden.“

In den 30er Jahren des 9. Jahrhunderts kam es im Frankenreich zu Zwistigkeiten, die 843 zur Dreiteilung des Reiches führten, 888 nach dem Tod von Karl dem Dicken aber zu einer völligen Auflösung. Das musste zur Schwächung der Verteidigung an der Kanal- und Nordseeküste führen. Die Grabbeigaben im Westen von Schonen weisen aus, dass man von dort vorwiegend das Frankenreich heimsuchte. Dafür spricht auch, dass statt der üblichen Brandbestattung die kontinentale Bestattung in Gräbern vorherrschte.
Aber auch in Dänemark lähmten Thronfolgekriege das Entstehen einer Zentralmacht, so dass die Führer dieser Heerzüge eine weitgehende Selbständigkeit in ihren Operationen behielten. Nach 830 nahmen die Überfälle deutlich zu. Sie betrafen sogar die vom eigenen König als Herrschaftsbereich angesehenen Gebiete. In den 30er Jahren wurde Dorestad mehrmals geplündert. 841 fuhr eine Wikingerflotte erstmals die Seine hinauf und plünderte Rouen. 845 fuhr eine Wikingerflotte die Elbe hinauf und plünderte Hamburg. Hier war angeblich sogar König Horik der Alte selbst beteiligt. Am 28. März 845 wurde Paris durch den Wikingerführer Reginheri angegriffen, die Stadt musste sich für 7.000 Pfund Silber freikaufen. Dieses leicht verdiente Geld scheint die plündernden Wikinger geradezu angezogen zu haben. Denn in Folgezeit tauchten die Wikinger auf allen schiffbaren Flüssen des Frankenreiches auf und plünderten Klöster und Kirchen, wobei nicht nur jütische, sondern offenbar auch Schiffe aus dem übrigen Skandinavien beteiligt waren.
Mönch Ermentarius von Noirmoutier schildert die Verheerung durch die Wikinger:

„augescit numerus navium, crescit innumerabilis numerus nortmannorum; fiunt passim christianorum strages depraedationes, vastationes, incensiones, sicuti, quamdiu saeculum stabit, manifestis patebit indiciis. Capiuntur quascumque adeunt civitates, nemine resistente; capitur Budegalensium, Petrocorium, Santonum, Lemovicensium, Egolisma atque Tolosa civitas; Andecavensium, Turonensium, perinde et Aurelianensium civiates pessumdantur. […] Deinde post aliquantulos annos innumerabilis pene multitudo navium Nortmannorum ingreditur Sequanam fluvium. Nihil enim illis in partibus minus grassatur malum. Invadunt Rotomagensium civitatem populantur incendunt; Parisiorum deinde, Belvacensium, atque Melduorum capiunt civitates necnon Melidunensium devastant castellum; capitur Carnotis; Ebroicas populantur atque Baiocas reliquasque undique secus civitates invadunt.“

„Die Zahl ihrer Schiffe steigt. Die unzählbare Zahl der Nordmannen wächst an. Allenthalben geschehen Massaker an Christen, Plünderungen, Verwüstungen und Brandschatzungen, wie es, solange das Säculum andauert, mit handgreiflichen Beweisen vor Augen stehen wird. Zu welchen Städten sie auch kommen, sie werden erobert, niemand widersteht. Bordeaux, Périgeux, Saintes, Limoges, Angoulême und Toulouse werden eingenommen; auf gleiche Weise werden Angers, Tours und Orléans zu Grunde gerichtet. […] Wenige Jahre später fährt eine fast unzählbare Menge von Schiffen der Nordmannen in die Seine ein. Kein geringeres Übel greift in diesen Gegenden um sich. Sie dringen in Rouen ein, plündern es und äschern es ein; darauf nehmen sie Paris, Beauvais und Meaux ein, und zerstören sogar Meluns starke Festung, Chartres wird eingenommen, sie plündern Evreux und Bayeux, und sie ziehen ebenso gegen jedwede andere Stadt.“

Im 9. Jahrhundert siedelten viele Nordmannen in der Normandie und in Flandern. Wie umfangreich diese Besiedlung war, ist nicht sicher auszumachen. Auf jeden Fall zeugen geografische Namen wie Normandie und Ortsnamen auf -bec, -dalle, -hogue, -torp und -tot auf diese Besiedlung. 911 überließ Karl der Einfältige im Vertrag von Saint-Clair-sur-Epte die gesamte Normandie dem Wikingerführer Rollo. So wurde er Lehnsmann des Königs. Seine Aufgabe war es, die Küste vor weiteren Wikingereinfällen zu schützen. Nach einigen Generationen gingen die Skandinavier in der örtlichen Bevölkerung auf.

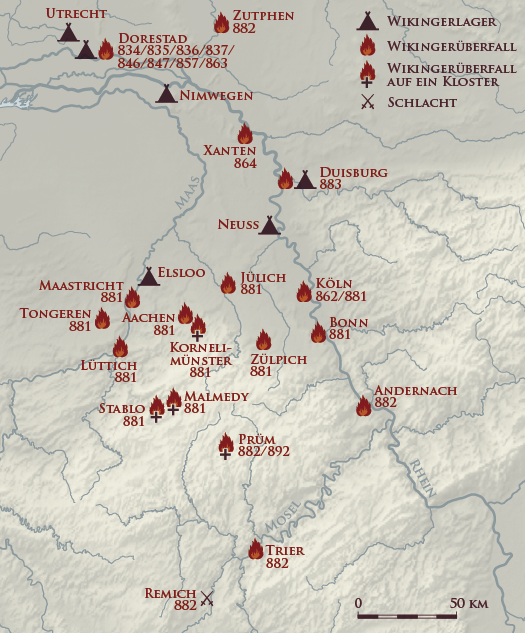
Übersichtskarte der Wikingerraubzüge in den Rheinlanden

In den letzten Jahrzehnten des 9. Jahrhunderts kam es zu Raubzügen der Wikinger in die Rheinlande. So kamen sie bis nach Trier, ein Vorstoß auf Metz konnte in der Schlacht bei Remich abgewehrt werden. Es gab viele andere Beutezüge, von denen fast das gesamte Francien, Flandern, Brabant, das nördliche Lothringen und der Bessin betroffen waren.
Auch das allgemeine Ansehen, das der westfränkische König Ludwig dadurch errang, dass er am 3. August 881 ein Wikingerheer besiegte, worauf ihm unmittelbar danach das Ludwigslied gewidmet wurde, zeigt, wie groß die Gefahr eingeschätzt wurde.

„Kuning uuas eruirrit, Thaz richi al girrit, Uuas erbolgan Krist: Leidhor, thes ingald iz! Thoh erbarmedes got, Uuisser alla thia not, Hiez her Hluduigan Tharot sar ritan: ‚Hluduig, kuning min, Hilph minan liutin! Heigun sa Northman Harto biduuungan.‘“

„Voll Zorn war da der heilige Christus. Wehe, das Reich mußte dafür büßen! Doch Gott war [auch] voll Erbarmen, er kannte ja ganz die gefährliche Lage, und so gebot er Ludwig, ohne Zögern dorthin zu reiten: ‚Ludwig, mein König, hilf du meinen Leuten! Die Normannen haben sie so sehr bedrängt.‘“

Im Jahr 884 wurde ein Heer dänischer Wikinger in der Schlacht bei Norditi (auch Schlacht an der Hilgenrieder Bucht) von einem friesischen Heer unter Erzbischof Rimbert von Bremen-Hamburg besiegt, was den vollständigen Rückzug der Wikinger aus Ostfriesland zur Folge hatte.

### Spanien und das Mittelmeer
Bereits in den 840er Jahren begannen sich die Raubzüge an der französischen und spanischen Küste nach Süden auszuweiten. Ihr Anführer war Björn Járnsiða, ein dänischer Schiffsführer.
Zeitweise besetzten sie Sevilla. Sie wurden jedoch 844 von Abd ar-Rahman II. in der Ebene von Tablada bei Sevilla vernichtend geschlagen. Einige isolierte Gruppen flüchteten in die Sümpfe am Ufer des Guadalquivir, ergaben sich und traten zum Islam über. Sie ließen sich im Umland von Sevilla nieder. Sie wurden Bauern und gingen nach einigen Generationen in der örtlichen Bevölkerung auf.
In den Jahren 859/860 fuhren die ersten Kontingente durch die Meerenge bei Gibraltar und attackierten die nordafrikanische Küste. Von dort aus plünderten sie auf den Balearen und zogen an die südfranzösische Küste. Im Frühjahr 860 zogen sie die Rhone hinauf. Ihr weiterer Weg ist nicht sicher. Jedenfalls verließen sie 862 das Mittelmeer wieder und kamen an die Loire zurück. Es blieb der einzige Beutezug ins Mittelmeer.
Um 1050 gab es Kämpfe des Byzantinischen Reiches im Mittelmeer. In diese dürften auch Schweden aus Södermanland und Uppland verwickelt gewesen sein.

### Östliche Ostsee, Baltikum, Russland bis Konstantinopel

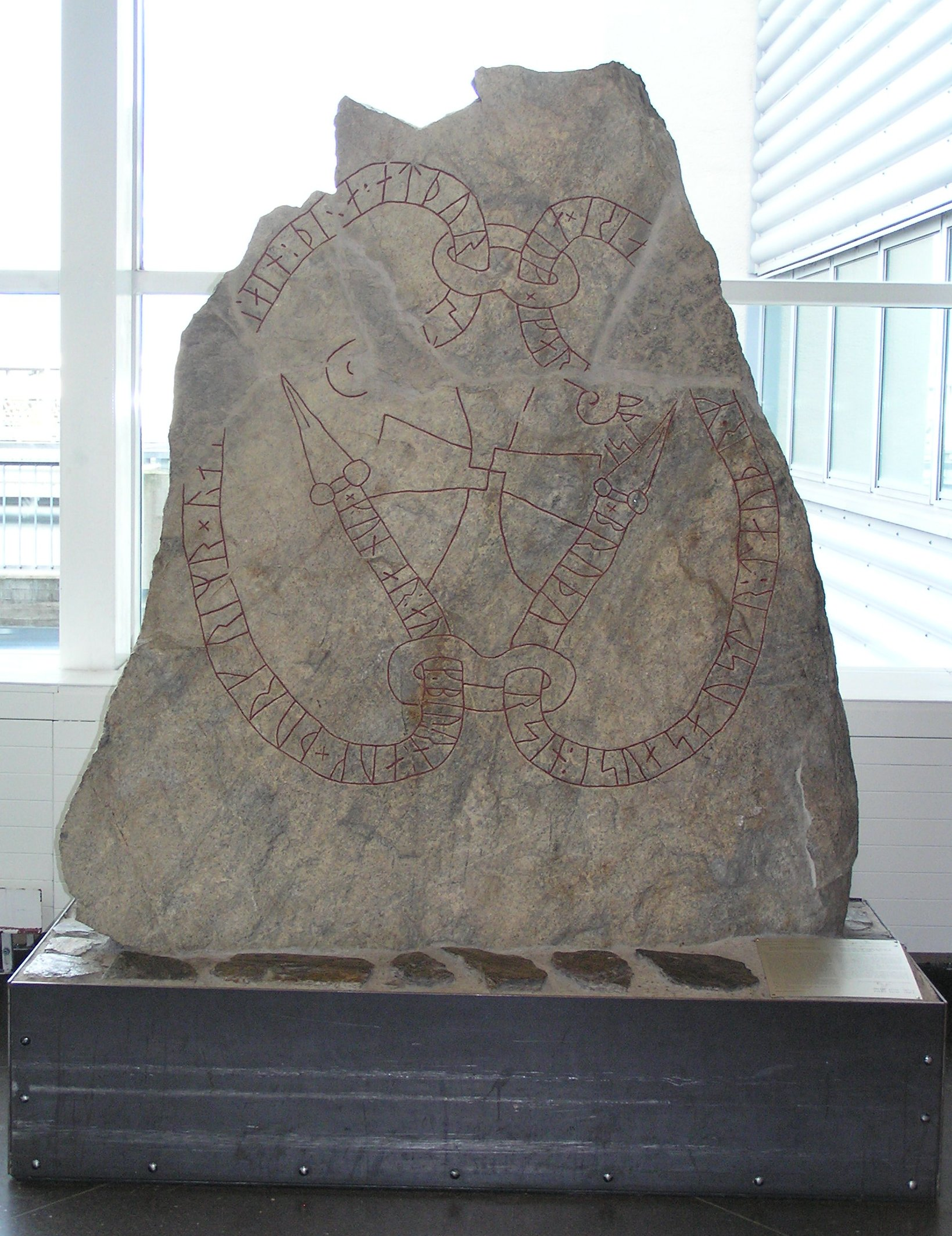
Ein Ingvar-Stein

Archäologische Funde belegen, dass bereits zum Ende des 5. Jahrhunderts eine Expansion aus Gotland nach dem Ostbaltikum stattgefunden hat. Während die Einwohner aus dem Westen Schonens für ihre Kriegszüge vorwiegend nach Westen orientierten, zogen die Bewohner aus dem Gebiet am Mälarsee, aus Gotland, Öland und entlang der heutigen Ostküste Schwedens hauptsächlich nach Osten bis zum Kaspischen Meer. Sie suchten Kontakt zu arabischen Kaufleuten und gründeten Handelsplätze in Nowgorod, Staraja Ladoga und Kiew.
Im 7. und 8. Jahrhundert gab es bedeutende Kolonien in Grobiņa (West-Lettland), Suaslaukas in der Nähe von Liepāja in Westlettland, bei Apuole in Nordwestlitauen und in der Gegend um Elbląg (Truso). Das bestätigt auch Rimbert in seiner Vita Anskarii. Alle schriftlichen Quellen Skandinaviens stimmen darin überein, dass im 7. Jahrhundert Schweden unter Ivar vidfamne sich zum Baltikum aufmachten. Diese Machtausdehnung dauerte bis ungefähr 800. Da wurden die Svear aus Kurland vertrieben, wahrscheinlich, weil sich ihr Interesse mehr nach Westen ans Kurische Haff und die Memelmündung verlagert hatte, wo man Wiskiauten (etwa 800 – 1000) ausgegraben hat. Auch sind schwedische Siedlungen memelaufwärts bekannt. Aber um 850 begann eine neue Expansionswelle. Die Rückeroberung Kurlands und des Ostbaltikums wurde in Angriff genommen. Der erste Vorstoß wurde allerdings 855 von Dänen vorgenommen, die aber von den Einwohnern besiegt wurden. Dann folgte König Olov, und dieser zerstörte und brandschatzte Grobiņa, anschließend unterwarf er ganz Kurland. Diese Siedlungen waren nach den Funden reine Handelskolonien. Um diese Zeit drangen Skandinavier aus Schweden bis nach Kiew vor und gründeten das Reich der Rus. Diese Expansion unterscheidet sich durch die trotz kriegerischer Episoden doch prinzipielle Ausrichtung auf die Handelspolitik stark von der Westexpansion der Nordmänner im Nordseegebiet. Von Kiew aus drangen um 860 Waräger bis nach Konstantinopel vor, scheiterten aber an der Eroberung der Stadt ebenso wie bei ihrem zweiten Versuch im Jahr 907.
Aber man fuhr auch aus Norwegen ins Reich der Rus, wie ein Stein aus Oppland zeigt.
Ein Stein aus Frugarden in Västergötland berichtet von einer Wikingfahrt nach Estland. Er wird als „missionszeitlich“, also nach 1000 eingestuft.
Aus dieser Gegend scheinen auch Mitglieder der Warägergarde am byzantinischen Hof zu stammen.
Zwei Runensteine verweisen auf das nordöstliche Estland, das Virland hieß.
Auch Livland wurde angefahren,
sogar Finnland ist erwähnt.
Die isländische Yngvars saga víðförla berichtet von einer gescheiterten Heerfahrt Yngvars. Sie ist die am besten durch Runensteine belegte Saga. Sie ist auch für die Datierung dieser Runensteine wichtig, weil sie eine Jahreszahl in christlicher Zeitrechnung angibt: Yngvar starb nach 5-jähriger Reise 1041 in Russland. 1042 kam die Nachricht von seinem Tode mit dem einzigen Schiff, das von den 30 ausgelaufenen Schiffen heimkehrte. Die Runensteine, die auf diese Fahrt Bezug nehmen, nennt man daher „Yngvar-Steine“.
Die Fahrt aus Schweden nach Byzanz bezeugt ein Runenstein aus Västergötland aus der ersten Hälfte des 11. Jahrhunderts.
Auch aus Småland stammten Byzanzfahrer.
Aber auch aus Nordjütland ist die Ostfahrt belegt, ebenso aus Östergötland, Södermanland,
Aus der zweiten Hälfte des 11. Jahrhunderts sind keine kriegerischen Ostfahrten von Schweden aus überliefert.

## Kampfweise
Es wird davon ausgegangen, dass die Kampfweisen im gesamten skandinavischen, englischen und irischen Raum in der Wikingerzeit in etwa gleich waren, so dass die Berichte aus den Quellen einigermaßen repräsentativ sind. Auch über die Zeitachse dürften keine großen Veränderungen eingetreten sein. Die Quellen sind im Wesentlichen die Sagas und die Heimskringla Snorri Sturlusons. Beide Quellen sind erst nach der Wikingerzeit verschriftlicht worden, teilweise sogar Jahrhunderte nach den Ereignissen. Deshalb sind manchmal Zweifel an den Schilderungen über den Ablauf von Ereignissen angebracht. Gleichwohl können einige Informationen als glaubwürdig bezeichnet werden. Dabei handelt es sich im Wesentlichen um generelle Abläufe von Kampfhandlungen, insbesondere, wenn die knappe Darstellung voraussetzt, dass die damaligen Leser das übrige aus ihrer eigenen Erfahrungswelt ergänzen konnten. Weiterhin können als glaubwürdig Informationen aus den in den Quellen zitierten Skaldenstrophen eingestuft werden, da diese in unmittelbarem zeitlichen Zusammenhang mit den Ereignissen verfasst und ziemlich unverändert tradiert worden sind.

### Die Hirð
Die hirð war zunächst eine Mannschaft, die dem König als Gefolge unmittelbar zugeordnet war. Allmählich entwickelte sich daraus eine Elitetruppe. Sie wurde eine kleine Gruppe mit besonderen Fähigkeiten im Kampf, die vom konungr (König) und bedeutenden jarlar unterhalten wurde. Wahrscheinlich werden Eliteverbände existiert haben, um den jeweiligen Anführer des Gesamtheeres oder der Kleingruppen im Gefecht zu schützen (siehe oben). Ihre Fähigkeiten waren mit der hirth konungar der späteren Wikingerzeit aber wahrscheinlich nicht zu vergleichen. Diese waren professionelle Soldaten in einem stehenden Heer.

### Berserkir
Ganz selten werden in den Quellen auch die „Berserkir“ erwähnt. Sie werden äußerst unterschiedlich geschildert. In den frühen Quellen werden sie als Elitekämpfer geschildert. Bei Saxo Grammaticus verfallen sie zeitweise in eine Art Wahnsinn und Blutrausch.
Sie sollen in einer groß angelegten Schlacht zum Tragen gekommen sein. Sie sollen ein von der Hauptarmee getrenntes Korps gebildet haben und für ihre Tapferkeit und Kampfstärke bekannt gewesen sein. Bei der Schiffsbesatzung werden sie als vorderste Kämpfer am Steven genannt. Den berserkischen Standpunkt gibt das Ingeldlied bei Saxo Grammaticus wieder: das Gelübde, Haar und Bart nicht zu pflegen. „Nicht einmal im Frieden lassen sie sich zu milderer Tracht herbei […] Keiner hat Haus oder Hof oder sonst ein Geschäft. Wohin sie kommen, werden sie bewirtet, Verschwender des fremden, Verächter des eigenen Gutes.“ Ihre misstrauische Grundhaltung kommt in der Hávamál zum Ausdruck:
| Tveir ro eins herjar, tunga er höfuðs bani; er mér í heðin hvern handar væni. | Zwei zwingen einen die Zunge tötet das Haupt hinter jeder Hülle hab der Hand ich Acht. |

Also: lass dich nicht mit zweien ein, rede nicht viel und sei misstrauisch – das Schwert sitzt locker. Oder:
| Veit-a hinn er vettki veit, margr verðr af aurum api; maður er auðigr, annar óauðigr, skyli-t þann vítka váar. | Nicht weiß der Mann, der wenig weiß: Oft macht Gold zum Affen. Der eine ist reich der andere ist arm. Verachte das Unglück nicht. |

Aus den Quellen wird nicht deutlich, wie die Berserker kämpften, ob mit nacktem Oberkörper oder mit Wolfsfell. Möglicherweise kam beides vor. Þorbjörn Hornklofi dichtete:
| Grenjuðu berserkir, guðr var á sinnum, emjuðu úlfhéðnar ok ísarn glumdu. | Da brüllten die Berserker Los brach die Fehde Wolfspelze wild heulend Wurfspeere schwenkten. |

Aus der Stelle lässt sich nicht entnehmen, ob die „Berserkir“ mit den „Wolfspelzen“ identisch sind, oder ob es sich um zwei Gruppen handelt. Der oft zitierte Tacitusbericht über die chattischen Bärenhäuter liegt weit vor dieser Zeit und auch so fernab, dass es fraglich ist, ob sie als Beleg für die Berserker in Anspruch genommen werden können. Über Verbindungslinien gibt es keine Quellen, und die totemistische Verwendung von Tierhäuten bei Kämpfen ist ein weltweites Phänomen. Weder die fränkischen noch die angelsächsischen Quellen erwähnen bei den Wikingereinfällen die Berserker. In den isländischen Quellen handelt es sich lediglich um unverwundbare Männer mit besonderen Kräften.

„Þessu næst kom út annað skip og voru þar á berserkir tveir og hét Haukur hvortveggi. Þeir urðu óvinsælir af mönnum því að þeir buðu mönnum nauðung til kvenna eða fjár ella buðu þeir hólmgöngu. Þeir grenjuðu sem hundar og bitu í skjaldarrendur og óðu eld brennanda berum fótum.“

„Gleich darauf kam ein zweites Schiff heraus, und auf ihm waren zwei Berserker, und alle beide hießen Hauk. Sie wurden den Leuten verhasst, denn sie forderten ihnen mit Gewalt Weiber oder Geld ab, sonst boten sie Holmgang. Sie heulten wie Hunde, bissen in die Schildränder und schritten barfuß durch brennendes Feuer.“

Von besonderen Einsätzen in einer Schlacht wird nicht berichtet.

### Bewaffnung

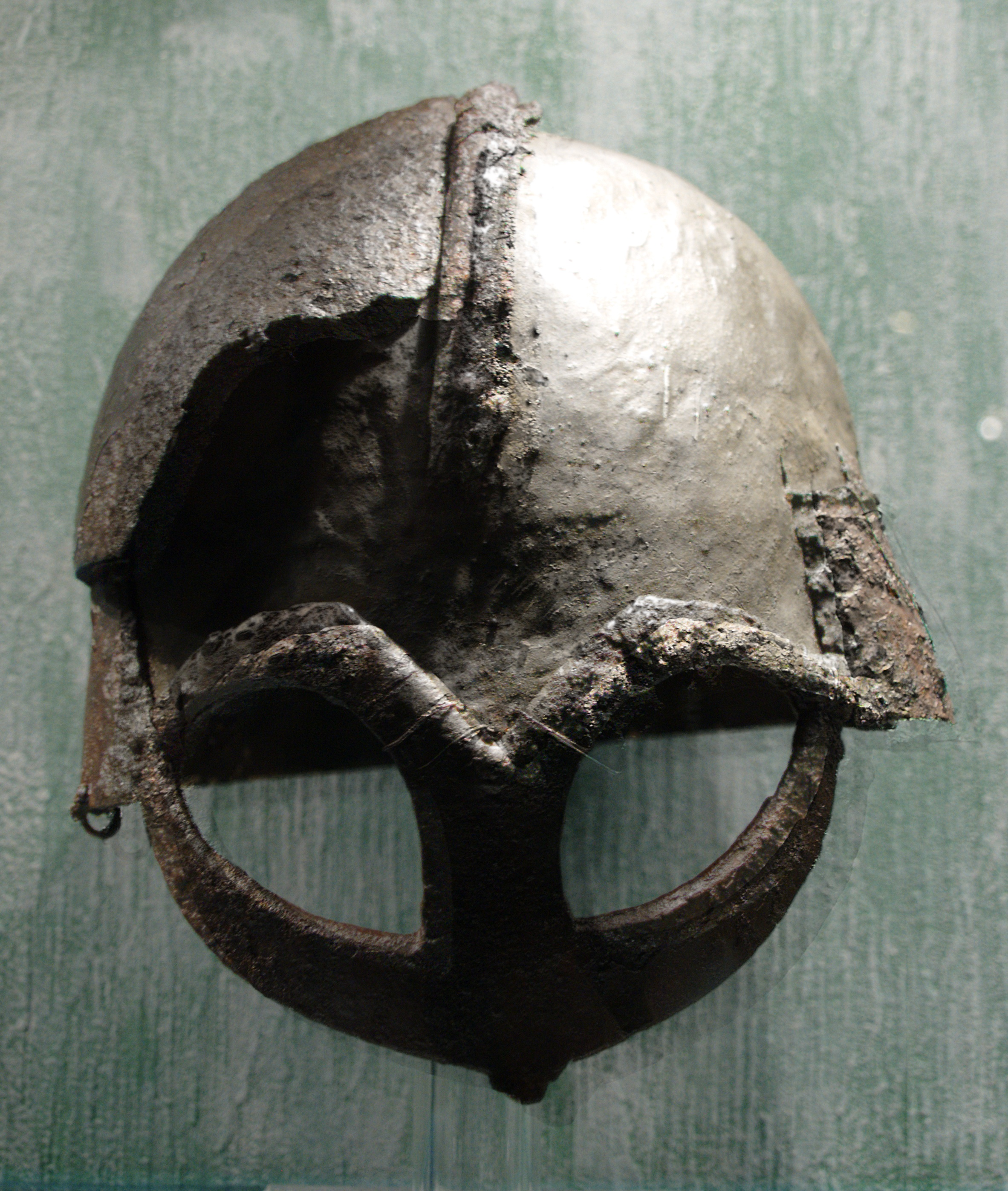
Der Gjermundbu-Helm (wohl 10. Jahrhundert)

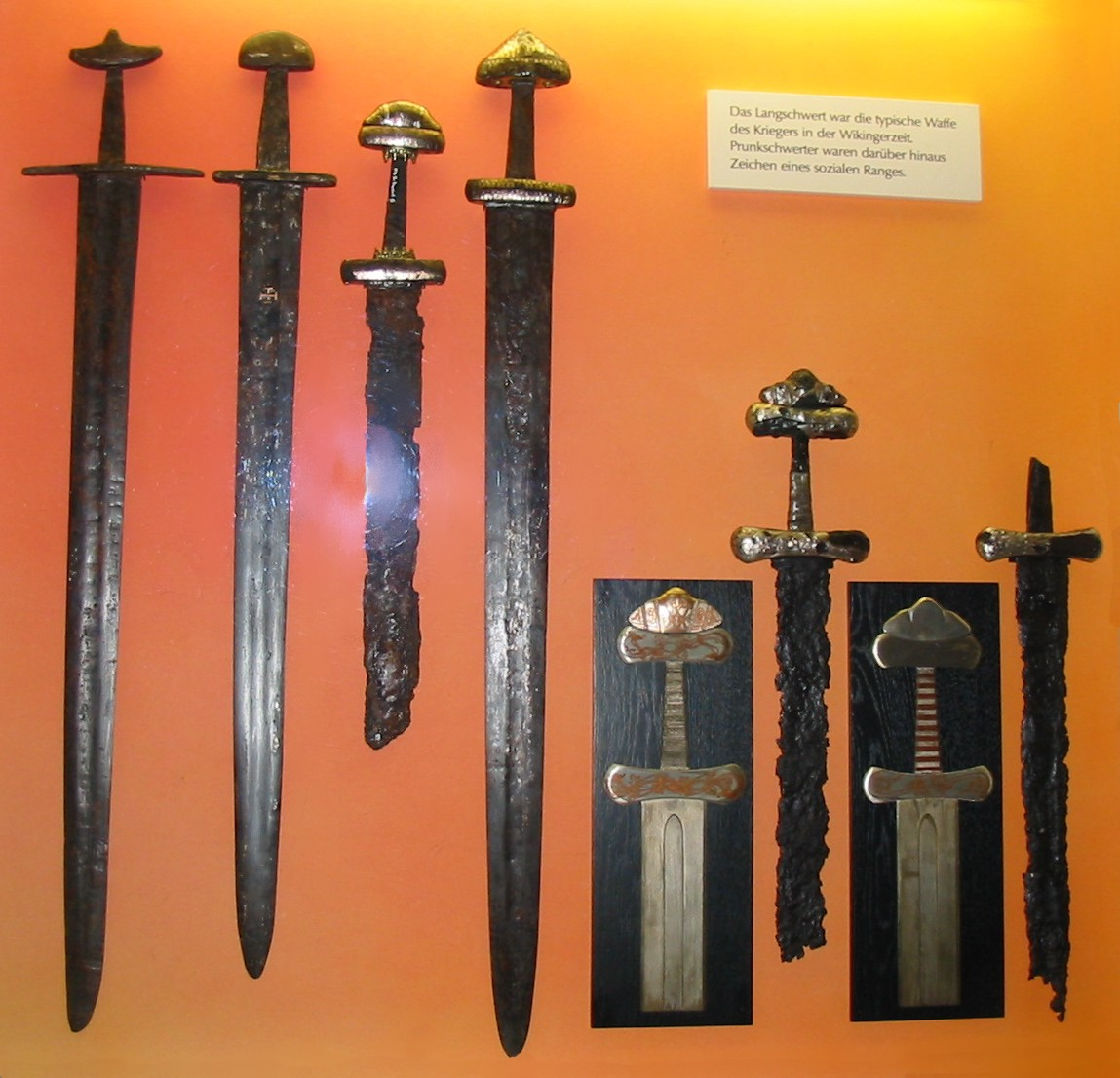
Wikinger-Schwerter im Wikinger-Museum Haithabu, Schleswig

Seit Beginn der Eisenzeit war Raseneisenerz (rauði) das einzige Material zur Herstellung von Waffen. Das Ergebnis der Eisengewinnung war damals Schmiedeeisen, das nur durch langwierige Bearbeitung gehärtet werden konnte. Die Härtung wurde auch durch Kohle, besonders Tierkohle, bewirkt, die mit dem glühenden Eisen in Verbindung gebracht wurde. Dies schimmert in den mythischen Erzählungen von der Herstellung besonderer Schwerter durch.
Neben den Grabbeigaben sind auch die Gesetze eine zuverlässige Quelle für die Bewaffnung. Dabei ist davon auszugehen, dass sie die Mindestbewaffnung nicht vollständig aufzählten, sondern dass sich aus der aufgezählten Bewaffnung für den Zeitgenossen das übrige ergab.
Je nach Stand war die Bewaffnung unterschiedlich. Aber nach dem Gulathingslov § 309 sollte jeder Mann eine Breitaxt oder ein Schwert, einen Schild und einen Speer haben und für jeden Ruderplatz einen Bogen mit zwölf Pfeilen stellen.
Aufschlussreich ist in diesem Zusammenhang auch die Hirðskrá, das Gefolgschaftsrecht aus dem 13. Jahrhundert. Die Mitglieder der Gefolgschaft sollten in Friedenszeiten ein Schwert, einen Buckler, einen Speer und eine Eisenhaube tragen, in Kriegszeiten aber die volle Rüstung, die zusätzlich einen Panzerrock oder eine Brünne erforderte. Die Hirðskrá beruft sich dabei auf frühere Gesetze, nach denen die Qualität der Bewaffnung standesabhängig war.
Die Waffen waren zur frühen Wikingerzeit Zeichen des freien Mannes. Er trug sie regelmäßig außerhalb des Hauses. Schon Tacitus stellte fest: Nihil neque publicae neque privatae rei nisi armatae agunt. Und in Vers 37 der Havamál heißt es:
| Vápnum sínum skal-a maðr velli á feti ganga framar, því at óvíst er at vita, nær verðr á vegum úti geirs of þörf guma. | Von seinen Waffen weiche niemand Einen Schritt im freien Feld: Niemand weiß unterwegs, wie bald Er seines Speers bedarf. |

Die Waffen waren in alter Zeit auf den Kampf zu Fuß ausgerichtet. Vor dem Kampf stiegen die Reiter ab. In Dänemark wurde schon Anfang des 12. Jahrhunderts auch zu Pferde gekämpft. Erst später wurde die Reiterei zur vornehmsten Waffengattung, wenn sie auch in Norwegen und Island wohl nicht zum Einsatz kam.
Anfänglich wurden auch auf Thingversammlungen Waffen getragen. Die Zustimmung zu Beschlüssen wurde durch Schlagen der Schwerter auf die Schilde oder Hochheben der Schwerter oder Äxte bekundet (vápnatak). Später wurde diese Art der Zustimmung durch Handerheben ersetzt und der vápnatak bezeichnete nur noch das Ende der Thingversammlung. Das Landrecht des Königs Magnus Håkonsson verbot in seinen Bestimmungen über die Thingfahrt in I, 5, 1 das Waffentragen auf der Thingversammlung.
Für die Bewaffnung im Einzelnen siehe Waffen der Wikinger.

### Der Kampf zu Wasser

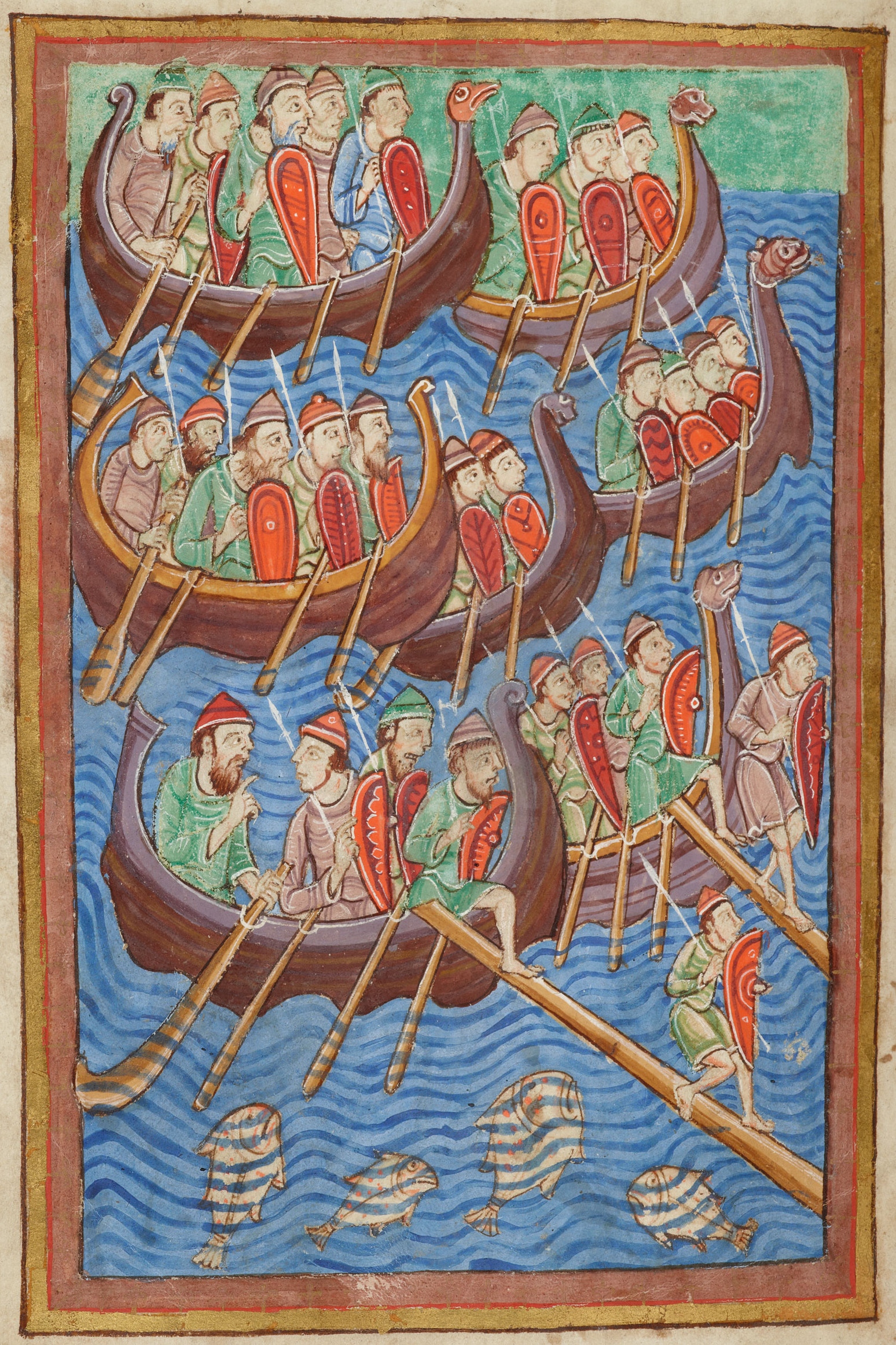
Frühe Darstellung von Seekriegern. Die roten Schilde deuten auf Dänen hin.

Nahkampf auf dem Schiff war kaum möglich, und man konnte nur wenige Männer gleichzeitig kämpfen lassen. Denn man kämpfte hauptsächlich Steven gegen Steven und ging selten längsseits, da dies das Rudern nicht erlaubt hätte. Wenn man in Ufernähe war, zog man den Landkampf vor. So wird von der Sognschlacht berichtet, dass die Kontrahenten Jarl Håkon und König Røgnfeld mit ihren Flotten nach Sogn fuhren, dort aber an Land gingen und sich auf abgestecktem Kampffeld eine reguläre Schlacht lieferten. Die Schiffe dienten vor allem als Fluchtmöglichkeit nach verlorener Schlacht. Außerdem wird von keiner Seeschlacht berichtet, die auf offener See ausgetragen worden wäre. Vielmehr fanden alle in ruhigem Fahrwasser, also hinter Schären oder im Fjord statt. Die Anzahl der Schiffe in einer Flotte wird in den Zeiten, die nur aus mündlicher Überlieferung bekannt sind, sehr hoch angegeben: 180 Schiffe auf beiden Seiten bei der Schlacht gegen die Jomsvikinger. Wo Augenzeugenberichte der Schilderung zu Grunde liegen, ist die Zahl immer unter 50, durchschnittlich bei 30 Schiffen.
Man kämpfte niemals unter Segel, sondern legte vorher den Mast um. Es war nun damals Sitte, wenn man eine Seeschlacht liefern wollte, die Schiffe zusammenzubinden und vom Schanzdeck am Vordersteven aus zu kämpfen. Da die Seitenwand über dem Schiffsboden nicht sehr hoch war, entstand dadurch eine große zusammenhängende Kampffläche, die ein rasches Verschieben der kämpfenden Mannschaft entlang der Kampffront ermöglichte. Manövriert wurde durch Rudern auf der Außenseite der Außenschiffe. Die taktische Hauptaufgabe, die Schiffe in die günstigste Position zu bringen, fiel daher dem Steuermann zu. Daher war es Aufgabe der obersten Führung (König oder Sysselmann), die geeigneten Leute für diese Aufgabe zu bestimmen. Die Bedeutung des Steuermannes geht auch daraus hervor, dass diese bei den Hauptschiffen einer Schlacht häufig genannt werden.
Über die Auseinandersetzung zwischen Jarl Håkon und Ragnfrød heißt es: „Sie stritten von den Stevenschanzen, wie man damals tat.“ Þorbjörn Hornklofi dichtete zu einer solchen Seeschlacht: „Brünnens Vögel flogen / viel in Sköguls Spiele […]“ „Brünnens Vögel“ ist die Kenning für Pfeile, „Skögul“ eine Walküre und „Sköguls Spiele“ sind die Schlacht. In der Seeschlacht waren Steine, Pfeile und Speere die wichtigsten Waffen. Genaueres erfährt man im Zusammenhang mit der Schlacht Jarl Håkons mit den Jomswikingern. Er verfügte angeblich über 180 Schiffe.

„skipa þá hvárirtveggju sínu liði til atlögu. Var í miðju liði merki Sigvalda jarls; þar í mót skipaði Hákon jarl til atlögu; hafði Sigvaldi jarl 20 skip, en Hákon jarl 60 skipa. Í liði Hákonar jarls váru þessir höfðingjar: Þórir hjörtr af Hálogalandi, annarr Styrkárr af Gimsum. Í annan fylkingararm var Búi digri ok Sigurðr, bróðir hans, með 20 skipum. Þar lagði í móti Eiríkr jarl Hákonarson 60 skipa ok, með honum þessir höfðingjar: Guðbrandr hvíti af Upplöndum, ok Þorkell leira, víkverskr maðr. Í annan fylkingararm lagði fram Vagn Ákason með 20 skipum; en þar í mót Sveinn Hákonarson, ok með honum Skeggi af Yrjum af Upphaugi ok Rögnvaldr or Ærvík af Staði, með 60 skipa.“

„Beide Teile ordneten ihr Heer zum Angriff. In der Mitte der Schiffsaufstellung der Jomsburger war das Banner des Jarls Sigvald. Dorthin richtete Jarl Håkon seinen Angriff. Sigvald hatte 20 Schiffe, aber Håkon 60. In dem Heer Jarl Håkons waren Anführer Þorir Hirsch von Helgeland und Styrkar von Gjemse. Auf dem einen Flügel der Seekrieger von Jomsburg standen Bui der Starke und sein Bruder Sigurd mit 20 Schiffen. Denen hatte Jarl Erich Håkonsson 60 Schiffe gegenübergestellt, und die Befehlshaber unter ihm waren Gudbrand der Weiße aus dem Oberland und Þorkel Leira, ein Mann aus Vik. Auf dem anderen Flügel der Feinde hatte sich Vagn Akisson mit 20 Schiffen aufgestellt, ihm gegenüber aber Svein Håkonsson und mit ihm Skeggi aus Ophaug auf Örlandet und Rögnvald aus Ervik auf Stadt mit 60 Schiffen.“

Die Flotten waren also in drei selbständige Verbände aufgeteilt. Es folgt eine detaillierte Schilderung des Kampfverlaufs:

„Jómsvíkingar höfðu skip stœrri ok borðmeiri, en hvárirtveggju sóttu hit djarfasta. Vagn Ákason lagði svá hart fram at skipi Sveins Hákonarsonar, at Sveinn lét á hömlu síga undan ok hélt við flótta. Þá lagði þannug til Eiríkr jarl, ok fram í fylking móti Vagni. Þá lét Vagn undan síga, ok lágu skipin sem í fyrstu höfðu legit. Þá réð Eiríkr aptr til liðs síns, ok höfðu þá hans menn undan hamlat, en Búi hafði þá höggvit tengslin ok ætlaði at reka flóttann. Þá lagði Eiríkr jarl síbyrt við skip Búa, ok varð þá höggorrosta hin snarpasta, ok lögðu þá tvau eða þrjú Eiríks skip at Búa skipi einu. Þá gerði illviðri ok él svá mikit, at haglkornit eitt vá eyri. Þá hjó Sigvaldi tengslin ok sneri undan skipi sínu ok vildi flýja. […] Sigvaldi jarl reri í brott með hálfan fjórða tog skipa, en eptir lá hálfr þriði togr. […] Í þessarri atsókn géngu upp Eiríks menn á skip Búa, ok aptr at liptingunni at Búa. Þá hjó Þorsteinn miðlangr til Búa um þvert nefit ok í sundr nefbjörgina; varð þat allmikit sár. Búi hjó til Þorsteins utan á síðuna, svá at í sundr tók manninn í miðju.“

„Die Seekrieger (Jomswikinger) hatten größere Schiffe, und deren Bordwand war höher, doch wurde auf beiden Seiten höchst tapfer angegriffen. Vagn Askisson stieß so gewaltig vor auf das Schiff Svein Håkonssons, dass dieser rückwärts rudern ließ und beinahe floh. Da stürmte Jarl Erich dorthin und vor in die Schlachtreihe auf Vagn. Vagn ließ jetzt zurückrudern, und seine Schiffe lagen wieder, wo sie zuerst gestanden hatten. Nun kehrte Erich zu seiner Schlachtreihe zurück, wo seine Leute inzwischen zurückgegangen waren, da Bui die Verbindungstaue durchhauen hatte und dabei war, sie völlig in die Flucht zu treiben. Da legte sich Jarl Erich an die Längsseite von Buis Schiff, und nun entbrannte ein höchst erbitterter Nahkampf mit Hiebwaffen, und zwei oder drei Schiffe Erichs das eine Buis an. Jetzt brach plötzlich ein böses Wetter los und ein Hagelsturm, dass jedes Korn eine Unze wog. Nun hieb Sigvaldi die Verbindungsseile durch und wollte fliehen. […] Sigvaldi ruderte nun fort mit 35 Schiffen, und nur 25 blieben noch zurück. […] Bei diesem Ansturm stiegen die Mannen Erichs auf das erhöhte Hinterdeck, wo Bui stand. Da traf Þorsteinn Mittlang Bui gerade auf die Nase, und er zerschlug ihm das Nasenbein. Das setzte eine gewaltige Wunde, aber Bui hieb den Þorsteinn in die Seite, so dass der Mann in der Mitte des Leibes auseinander gehauen wurde.“

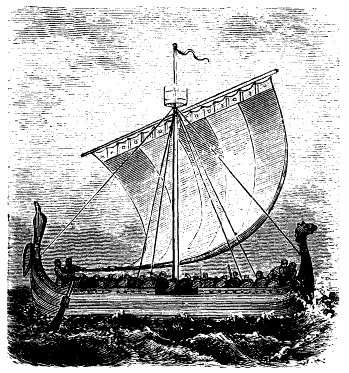
Drachenschiff, wie man es sich um 1900 vorstellte. Aus dem Nordisk Familjebok.

Die Schilderung der Seeschlacht bei Svolder zeigt weitere Details: Die Schiffe ruderten erst, nachdem sie zusammengebunden waren, gegen den Feind. Auf besonderen Befehl des Königs und gegen die Warnung des Bannerträgers am Steven wurde der „Lange Wurm“ um das Maß seiner Überlänge nach vorn geschoben, so dass sein Heck auf gleicher Linie mit den Nachbarschiffen lag. Das bedeutet, dass der Bug der Nachbarschiffe an die Bordwand gebunden wurde. Daraus ergibt sich, dass in der Regel die Steven von Schiffen ungleicher Länge gleichauf lagen. Die Schiffe wurden in der Regel zu viert oder zu fünft eng aneinandergebunden. Die Mannschaft auf dem Schanzdeck des „Langen Wurms“ zog das gegenüberliegende Schiff mit Enterhaken heran. Das heißt, dass ohne eine solche Maßnahme die gegenüberliegenden Schiffe sich nicht berührten. Man kämpfte also mit Pfeil und Bogen und mit Speeren. Erst als sie herangezogen waren, kämpfte man auch mit Hiebwaffen. Man ging aber nicht auf das gegnerische Schiff. Das tat man nur, wenn man längsseits an das feindliche Schiff ging. Das war eine parallele Kampfweise, die in der Schlacht bei Svolder Jarl Erich mit seinem Schiff „Eisenbart“ anwendete. Diese Kampfweise wird auch von Olaf Haraldsson bei seiner ersten Kriegsfahrt gegen Wikinger in der Ostsee berichtet: „Olaf hatte viel geringere Mannschaft aber größere Schiffe. Er legte seine Schiffe zwischen einige Seeklippen, so dass es den Wikingern unmöglich war, sich zum Angriff daneben zu legen. Dann aber warf er mit seinen Leuten Enterhaken auf die zunächstliegenden Schiffe der Feinde, zog sie zu sich heran und säuberte sie von der Mannschaft.“ Dieser Ausdruck „säubern“ wird in der Regel verwendet, wenn ein Schiff längsseits gelegt wird und man mit der Handwaffe auf das gegnerische Schiff springt. Die Klippen verhinderten, dass sich wikingische Schiffe gleichzeitig an beide Seiten legen konnten. Einen weiteren sehr detaillierten Augenzeugenbericht einer Seeschlacht gibt es von der Schlacht bei Fimreite. Dort spielt der Einsatz von Steinen eine wichtige Rolle.
Wie beim Landkampf trug man auch ein Banner auf dem Schiff des Königs, das man ihm auch vorantrug, wenn er ein anderes Schiff enterte. Auch dabei spielte die Selbstdarstellung des Königs eine Rolle: Die Fahnenstange Olavs des Heiligen in der Schlacht bei Nesjar war vergoldet, wie der Augenzeuge Sigvat berichtet.

### Der Kampf zu Lande
Wenn es eine Auseinandersetzung mit einzelnen Bonden kam, insbesondere bei Racheunternehmungen, so war die übliche Taktik, in der Nacht zu seinem Hof zu gehen, diesen zu umstellen und anzuzünden, so dass viele darin verbrannten.

„Eitthvert kveld gekk Hárekur til skips með húskarlalið sitt og hafði nær átta tigum manna. Reru þeir um nóttina og komu er morgnaði til bæjar Grankels, slógu þar hring um hús, veittu þar síðan atgöngu, lögðu síðan eld í hús. Brann þar Grankell inni og menn með honum en sumir voru úti drepnir.“

„Eines Abends ging Harek mit der Schar seiner Knechte an Bord des Schiffes, und er hatte fast 80 Mann um sich. Sie ruderten die Nacht hindurch, und in der Morgenfrühe kamen sie zu Grankels Wohnsitz und schlossen einen Kreis um sein Gehöft. Dann machten sie dort einen Angriff und legten Feuer an das Haus. In diesem mussten nun Grankel und seine Hausgenossen verbrennen, einige aber wurden noch draußen erschlagen.“

Im Kriege stellte man sich in Schlachtformation auf. So heißt es in der Geschichte von Halfdan dem Schwarzen, dass er, als das feindliche Heer anrückte, seine Männer in Schlachtordnung aufstellte, ohne dass diese genauer beschrieben wird. Das Gleiche wird über die Auseinandersetzung zwischen Erich Blutaxt und seinen Brüdern Olafs und Sigrød in Tðnsberg gesagt: „Als er nun nach Tønsberg kam, da gingen Olav und Sigrød mit ihrem Heer auf einen Hügel im Osten der Stadt und stellten dort ihr Heer in Schlachtordnung auf.“ Das Ritual wird bei der Schlacht bei Fredøberg zwischen Hakon dem Guten und den Erichssöhnen erwähnt. Diese waren mit Schiffen von Dänemark gekommen. „König Håkon sandte Botschaft an sie und forderte sie auf, an Land zu gehen, indem er sagen ließ, er habe für sie ein Kampffeld zu Rastakalf mit Haselzweigen abgesteckt.“ Überhaupt ist dies eine der wenigen Schlachtenschilderungen mit Einzelheiten. Die Erichssöhne waren zahlenmäßig überlegen. Håkon lässt sein Heer daher in Linie aufstellen, damit sie nicht umfasst werden könnten. Dann wird von einer Kriegslist berichtet: Man nahm zehn Krieger mit zehn Bannern und ließ diese um den Feind herum hinter einen Hügel gehen. Dort gingen sie hinauf und wurden, da man nur die Banner sah, von dem feindlichen Heer für eine große Kriegerschar gehalten, so dass sie vor der vermeintlichen Übermacht flohen.
Man kannte im Krieg verschiedene Formationen, die man im Kampf zweier größerer Kampfgruppen anwenden konnte. So gab es zum einen die Formierung einer geschlossenen Phalanx oder einem Schildwall, bei der die Lanze zum Einsatz kam. Hierbei befand sich die Hauptstreitmacht in der Mitte und an den beiden Flügeln befanden sich kleinere Gruppen um den Feind zu umgreifen. Der Tod des Anführers hätte eine Schlacht sofort beendet, weshalb man diesen durch eine „Schildburg“ schützten musste, hinter der er mit seinem Banner Bezugspunkt des Heeres war und die Aktionen koordinierte. Eine bekannte Formation war der „Eberkopf“, eine Keilformation, hinter der eine tief gestaffelte quadratische Formation aufgestellt war und bei den Römer caput porci hieß. Nach Saxo Grammaticus zeigte Odin dem dänischen Helden Harald die Kunst, ein Heer zur Schlacht aufzustellen:

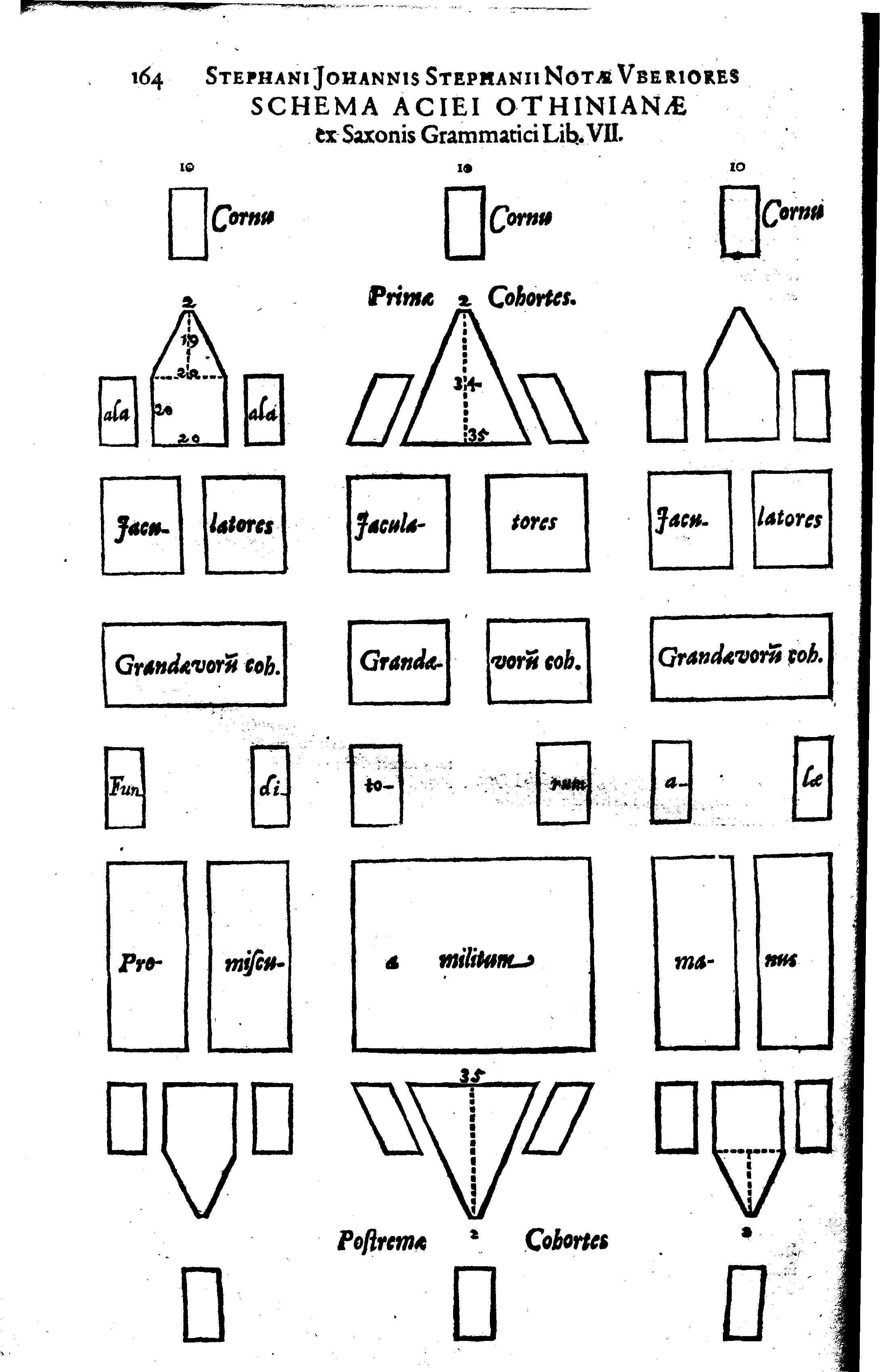
Eberkeilformation nach Saxo Grammaticus, wie sie sich Stephanus Johannis Stephanius vorgestellt hat

„Cujus eventum Haraldo oraculis explorare cupienti, senex principuæ magnitudinis, sed orbus oculo obvius extitit, qui hispido etiam amiculo circumactus Othinum se dici, bellorumque usu callere testatus, utilissimum ei centuriandi in acie exercitus documentum porrexit. Jussit igitur ut terrestribus bellum copiis editurus, universam aciem in tres turmas divideret, mediam vero viginti virorum numero reliquis poorectiorem extenderet; qum etiam in coni sive pyramidis acunen digerens, alarum recessus utrinque secus discretis ambagibus obliquaret. Cujuslibet vero turmæ seriem hac ratione contexeret, ut a duobus frons inchoans, consequentibus locis unitatis duntaxat incrementa reciperet: & quidem in secunda linea tres, in tertia quatuor, eodemque modo posterius ordinandos, habita congressione statueret: sicque consequentes gradus idem proportionis tenor instrueret, donec coniunctionis extremitas alas æquaret: cornu vero quodlibet denis ab eo ordinibus formaretur. Post has item turmas instructam iaculis iuventutem admittat; a cuius tergo grandævorum cohortem adhibeat, quæ labantes sociorum vires veterana quadam virtute firmaret. Deinde funditorum alas gnarus locorum supputator annecteret, qui post sodalium agmina consistentes eminus hostem tormentis incesserent. Post quos cujuslibet ætatis aut ordinis homines absque conditionis æstimatione passim ascisceret Cæterum postremam aciem ternis, ad instar primæ, cornibus interstinctam similique graduum prportione digestam explicaret, cuius tergum superiori conjunctum agmini, ipsum aversæ frontis obstaculo tueretur.“

„Harald wollte nun das Orakel befragen, wie der Krieg ausgehen würde. Aber auf dem Wege begegnete ihm ein alter Mann, kampfstark, aber einäugig und mit einem struppigen Mantel, der sich Odin nannte. Er kannte sich in der Kriegskunst gut aus und gab ihm einige besonders nützliche Ratschläge, wie er sein Heer zur Schlacht aufstellen sollte. Wenn er eine Landschlacht schlagen sollte, empfahl er ihm, seine gesamte Schlachtordnung in drei Teile aufzuteilen, jede von ihnen in einer Anzahl von 20, aber die mittlere solle er in einer spitzen Formation 20 Mann weiter nach vorn als die anderen aufstellen, wie ein Keil oder eine Pyramide, so dass die Frontlinien nach hinten auf jeder Seite in einer Kurve schräg abfallen. Jede dieser Abteilungen solle er so in dieser Kampfposition aufstellen, dass zwei Mann an der Spitze stehen, und von da jede Reihe um einen Mann wächst, also im nächsten Glied drei, im dritten vier und so weiter die nächsten Linien. Die folgenden Reihen solle er im gleichen Maße anwachsen lassen, bis sie auf gleicher Höhe mit den äußeren Einheiten seien. Jede Spitze solle aus je zehn Reihen bestehen. Hinter diesen Abteilungen solle er junge Männer mit Wurfspeeren aufstellen und hinter diesen alte Krieger, die mit ihrem alten erfahrenen Mannesmut ihre Kameraden unterstützen, wenn ihre Kräfte nachlassen. Dahinter sollen Reihen von Schleuderern stehen, die von ihrer Position und hinter ihren Kameraden den Feind mit Geschossen bombardieren können. Dahinter solle er Männer jeden Alters und Ranges ohne Ansehen des Standes aufstellen. Endlich solle er die hinteren Truppen in drei Spitzen wie die vorderen Einheiten in entsprechender Position aufstellen. Aber sie sollten den vorderen Einheiten den Rücken zuwenden und sie nach hinten decken, indem sie ihre Front in entgegengesetzte Richtung wenden.“

Der Einsatz dieser Schlachtordnung wird nirgends explizit erwähnt. Da sie aber bereits den Römern bekannt war, wird sie wohl auch eingesetzt worden sein. In der altnordischen Literatur heißt sie svinefylkingen (Schweineformation). Wo sie erwähnt wird, wird sie etwas anders beschrieben: Ein keilförmiges Zentrum mit Schildburg, als sich überlappenden Schilden in der vordersten Reihe, und dahinter die Schilde über dem Kopf gegen Pfeilbeschuss. Daneben waren die Flügel in einer nicht so tief gestaffelten Breite. In der Flateyabók wird die Kampfaufstellung Sigmund Brestssons in einer Schlacht im Ostseeraum beschrieben: Sigmund und sein Freund Tore zuvorderst, dahinter drei, dahinter fünf Mann. Das waren 10 Mann in drei Reihen. Daneben waren dann die Flügel.
Man war aber flexibel und bildete je nach Erfordernis auch andere Schlachtordnungen. König Harald wählte vor der Schlacht von Stamford Bridge wegen der zu erwartenden Panzerreiter folgende Aufstellung:

„Síðan fylkti Haraldur konungur liði sínu, lét fylkingina langa ok ekki þykkva. Þá beygði hann armana aftur á bak svo að saman tóku. Var það þá víður hringur og þykkur og jafn öllum megin utan, skjöldur við skjöld og svo fyrir ofan, en konungssveitin var fyrir innan hringinn og þar merki. Var því svo fylkt að konungur vissi að riddarar voru vanir að ríða á riðlum og þegar aftur. Nú segir konungur að hans sveit og jarls sveit skal þar fram ganga sem mest þarf ‚en bogmenn vorir skulu og þar vera með oss en þeir er fremstir standa skulu setja spjótshalana sína í jörðina en setha oddana fyrir brjóst riddurum ef þeir ríða að oss en þeir er næstir standa setji þeir sína spjótsodda fyrir brjóst hestum þeirra‘.“

„Darauf stellte König Harald sein Heer in Schlachtordnung auf. Er machte die Schlachtreihe lang, aber nicht dicht. Dann bog er die beiden Flügel rückwärts, so dass sie aneinander stießen. Die bildeten so einen weiten Kreis dicht und gleichmäßig rings herum nach außen, Schild bei Schild stehend, und ebenso weiter einwärts. Die Königsschar aber stand außerhalb des Ringes. Dort war das Banner, und da stand auserlesenes Volk. An einer anderen Stelle stand Jarl Tosti mit seiner Schar. Bei ihm war das zweite Banner. Der König hatte diese Schlachtordnung gewählt, weil er wusste, dass die Ritter in Gruppen heranzurücken und wieder zurückzugehen pflegten. Nun befahl der König, seine Abteilung und die des Jarls sollten dort vorgehen, wo es am nötigsten wäre, die Bogenschützen aber sollen uns auch begleiten. Die aber weiter vorn stehen, sollen ihre Speerenden in den Boden stoßen und den Rittern den Speer auf die Brust setzen, wenn sie wider uns anreiten, die allervordersten aber sollen ihre Speerspitzen wider die Brust der Pferde richten.‘“

Über den Beginn einer Schlacht erfährt man für den norwegischen Bereich: Als nun die Schlachtreihen zusammentrafen, gab es eine erbitterte und mörderische Schlacht. Als die Männer aber die Speere verschossen hatten, da schwang man Schwerter. Die Schlacht wurde also mit den Kriegsrufen, Pfeilschüssen und Speerwürfen eingeleitet. Während des gesamten Kampfes wurde mit Pfeilen geschossen und wurden Speere geworfen. Wie im Kapitel Bewaffnung zitiert, fielen sogar am Ende des Kampfes „Pfeile und Speere wie Schneeflocken“. Und der Skalde Erich Schalenklang spricht von einem „Pfeilgewitter“ und vom „Ger-Regen“. Etwas genauer beschreibt die Schilderung der Schlacht bei Stiklestad das Vorgehen: „Die zuvorderst standen, hieben mit den Schwertern, die zunächst hinter ihnen stießen mit den Speeren, aber alle die, die noch weiter zurück waren, schleuderten Spieße, schossen Pfeile, oder sie warfen mit Steinen und Handäxten oder mit anderen Wurfwaffen.“
Gleichwohl wird des Öfteren geschildert, dass die Kämpfer ihre Rüstung unmittelbar vor dem Nahkampf abwarfen. Das Gedicht von Eyvind skáldaspillir über den Kampf Hákons des Guten mit den Erichssöhnen wurde schon zitiert. Im Text heißt es weiter: „König Håkon (der Gute) aber kämpfte mit solchen Mut, dass er ohne Helm und Brünne dem Heer weit voraus war.“
In den Gräbern von Reitern fanden sich auch Zaumzeug, Sporen und Steigbügel. Sie waren aber offenbar nur den oberen Gesellschaftsschichten vorbehalten. In den Gräbern Berittener aus der jüngeren Wikingerzeit sind auch Lanzen als Stoßwaffe gefunden worden. In den skandinavischen Quellen wird aber vom Einsatz von Reitern auf ihrer Seite in einem Kampf nichts berichtet, wohl aber bei den Feinden und in den angelsächsischen und fränkischen Quellen (siehe dazu den Artikel Wikinger). Die Reiter dienten bei den Norwegern der Aufklärung und dem schnellen Transport von Personen. Pferde wurden auf den Plünderungsfahrten aus Platzgründen nicht mitgeführt, sondern vor Ort rekrutiert.

## Bildung und Kunst
Über den Alphabetisierungsgrad in der frühen Wikingerzeit weiß man wenig. Aber aus dem 12. Jahrhundert ist ein Gedicht des Jarls Rögnvaldr Kali auf den Orkneys überliefert:
| Tafl emk ǫrr at efla, íþróttir kank níu, týnik trauðla rúnum, tíð er bók ok smíðir, skríða kank á skíðum, skýtk ok rœk, svát nýtir; hvártveggja kank hyggja : harpslǫ́tt ok bragþǫ́ttu. | Neun Künste sind mir vertraut: Brettspiele beherrsche ich gut, Bei den Runen irre ich mich selten Lesen kann ich, Eisen und Holz bearbeiten, Über das Land mit Skiern gleiten, Den Bogen spannen, rudern nach Herzenslust, Meinen Geist in beiden Künsten üben Den Lai dichten und die Harfe spielen. |

Wenn er sich dessen rühmt, wird wahrscheinlich nicht alles Allgemeingut oder Allgemeinbildung gewesen sein. Gleichwohl scheint man schon sehr früh große Freude an der Sprache gehabt zu haben. Immerhin tauchen die Runen zwar schon um 200 auf, werden aber nicht für Literatur verwendet. Aber im 11. Jahrhundert wird man von einer weiteren Verbreitung der Lesefähigkeit ausgehen dürfen. Wie Menschen verschiedener Regionen miteinander sprachen, ist nicht bekannt. Es spricht einiges dafür, dass das Norrøn so etwas wie eine lingua franca des ganzen Bereichs war. Die Sprachen in Dänemark und England waren damals nicht besonders verschieden, und durch die Migration entstanden Mischsprachen. Auf den Orkneys und den Shetlands wurde die örtliche Sprache vollständig durch die skandinavische ersetzt, und es entwickelte sich der Dialekt Norn, der sich lange hielt. Harald Hårfagre sandte seinen Sohn Maguns zur Erziehung an den Hof Alfreds des Großen. Er wird sich dort verständigt haben können. Der Skalde Egil Skallagrímsson dichtet vor König Æthelstan von Wessex. Auch dieser muss das Gedicht verstanden haben, denn er beschenkt ihn dafür mit zwei Kisten voll Silber. Der Skalde Gunnlaugr ormstunga Illugason stand vor König Olof Skötkonung von Schweden in einem Dichterwettstreit. Man darf davon ausgehen, dass der König die Gedichte verstand. In der Völsunga saga heißt es:

„Reginn hét fóstri Sigurðar og var Hreiðmarsson. Hann kenndi honum íþróttir, tafl og rúnar og tungur margar að mæla, sem þá var títt konungasonum, og marga hluti aðra.“

„Regin hieß der Ziehvater Sigurds und war der Sohn Hreidmars. Er lehrte ihn Kenntnisse, Brettspiel und Runen und in mancherlei Sprachen zu reden, wie es damals geziemend war für Königssöhne, und mancherlei andere Dinge.“

Es kam zu Heiraten zwischen Norwegern und Iren in der Oberschicht. Die weiträumigen Vernetzungen zwischen den Familien verschiedener Länder lassen darauf schließen, dass sie neben ihrer Heimatsprache auch das Norrøn beherrschten. Das Schwedische und das Slawische hatten demgegenüber keinerlei Verwandtschaft, so dass eine Mischsprache nicht entstehen konnte. Vielmehr eigneten sich die Waräger die slawische Sprache mit schwedischen Lehnwörtern an.

### Ornamentik
Die Ornamentik der Wikingerzeit stand in einer in ganz Nordwest-Europa fortlaufenden künstlerischen Tradition. Die Hauptmotive waren zoomorph und wurden verwendet, um Objekte des täglichen Gebrauchs, besonders Schmuck und Waffen, zu verzieren. Vom Ende des 7. Jahrhunderts an wurden ausländische Einflüsse in der skandinavischen Kunst schnell, und oft fast nicht wiederzuerkennen, unter einer eigenständigen einheimischen Kunst verarbeitet. Diese zoomorphen Ornamente werden manchmal unter der Bezeichnung Germanischer Tierstil zusammengefasst.

## Christianisierung

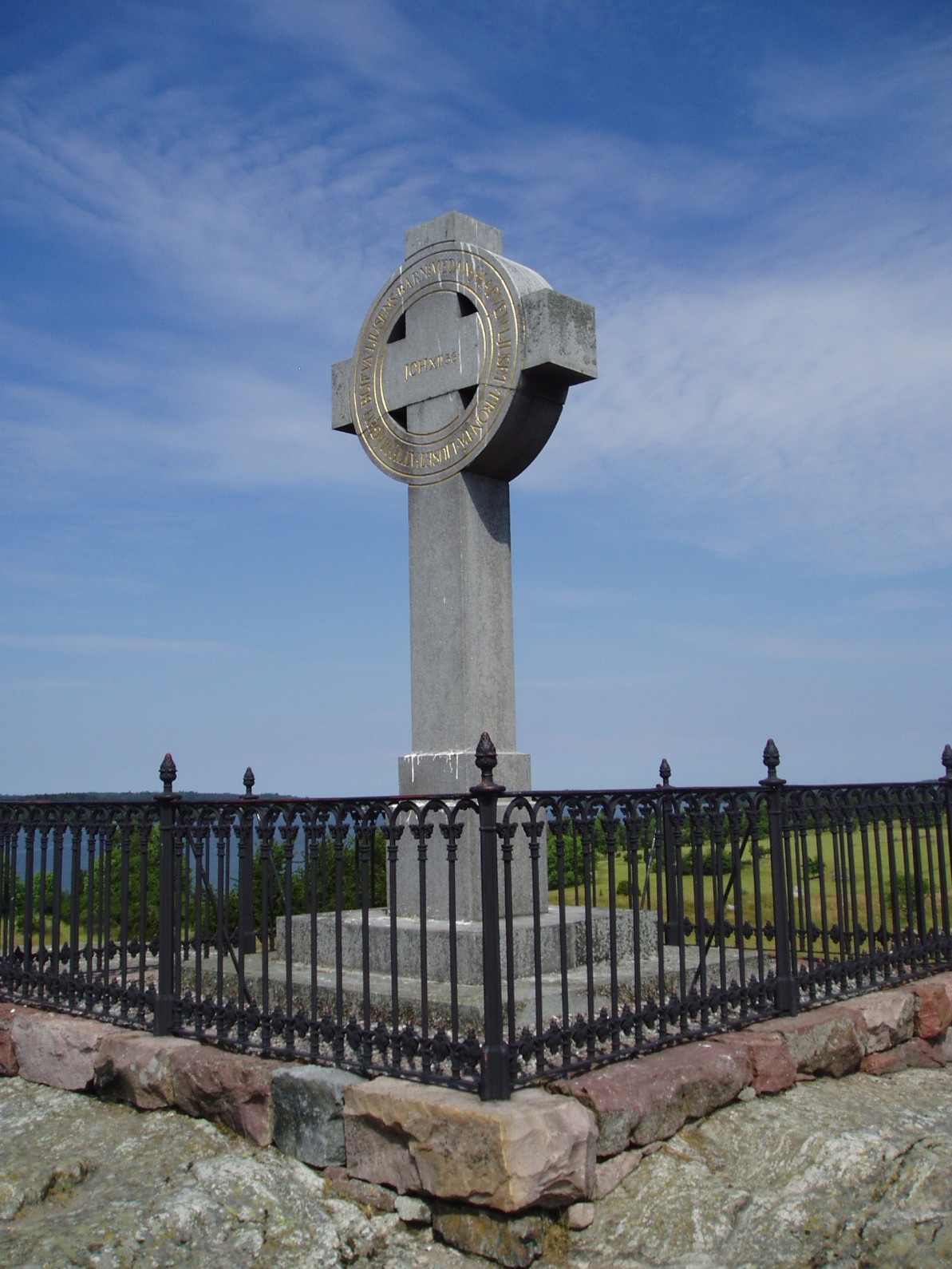
Ansgars Kreuz in Birka

Ansgar und Rimbert hatten bereits im 9. Jahrhundert ihre Missionstätigkeit in den wichtigsten Knotenpunkten der Handelsrouten Haithabu, Ripen und Birka begonnen. Dies war in der Zeit, in der die Wikingerzüge noch anschwollen, worauf auch Adam von Bremen die fehlende Kontinuität der Mission nach diesen Missionaren zurückführte. Die (schwedische) Wikingerherrschaft an der Schlei scheint sich als Riegel ausgewirkt zu haben, denn erst nach dem Sieg Heinrich I. über die Schweden und Dänen an der Schlei machte sich wieder ein Missionar, Erzbischof Unni, auf, der 936 in Birka getötet wurde. Auf der anderen Seite kamen die Skandinavier auf ihren Fernfahrten bereits vielerorts mit dem Christentum in Berührung, was zu einer Relativierung der eigenen Glaubensvorstellungen geführt haben könnte. Im Danelag wurde der heimatliche Kult nicht wieder aufgenommen, jedenfalls zeugt kein Ortsname davon. Der Beginn einer planmäßigen Missionierung des gesamten Nordens kann auf das zweite Drittel des 10. Jahrhunderts angesetzt werden. Für Dänemark war die Taufe Harald Blauzahns der entscheidende Wendepunkt. Davon zeugt nicht nur der Jellingstein, sondern auch die Umgestaltung des Heiligtums König Gorms, einem großen Bautastein-Dreieck mit einem Runenstein in der Mitte und Königin Thyres Grabhügel als Abschluss, in einen Kirchhof. Eine ganze Reihe von Missionsbischöfen, zu denen auch der dänische Adlige Odinkar der Ältere gehörte, bemühte sich mit unterschiedlichem Erfolg um die Christianisierung. Er soll auch in Schonen und auf den Inseln gewirkt haben. In Schweden wurde Sigtuna christliches Zentrum Svealands. Die Verbindung christlich gewordener Waräger in der Rus mit ihrer alten Heimat, für die die Ehe der Tochter Olof Skötkonungs Ingegerd mit dem Großfürsten Jaroslav I. ein Zeugnis ist, führte zum Einfluss des ostkirchlich geprägten Christentums in Schweden. Die Runensteinsitte in der Mitte des 11. Jahrhunderts war dort ziemlich früh christlich geprägt. Dagegen tragen in Dänemark zur Zeit Svens und Knuts die Steine nur zu einem fünftel christliche Merkmale. Die gleichzeitigen Steine Västergötlands sind dagegen bereits zu einem Drittel christlich, bei dem wenig jüngeren Material Östergötlands sind sie es bereits zur Hälfte bis fast zwei Drittel. Auch Smålands Steine dieser Zeit sind schon fast zu zwei Dritteln christlich.
Die Mannestugenden blieben davon unberührt. Sie werden mit gleichen Worten auf heidnischen und christlichen Runensteinen gepriesen: Freigiebig, tüchtig, guter Hausherr (oder Bauer), ohne Falsch, wortmild, weise in seiner Rede (wohl auf der Thingversammlung), geschickt und wendig. Sogar die Rachbegierde überlebte auf den Runensteinen die Christianisierung.
Die Einführung des Christentums bedeutete in vielen Bereichen das Ende der Wikingerzeit. Da die Häuptlingsmacht noch nach heidnischem Muster ihre Legitimation von der Sippe und den Ahnen herleitete, wurde zwar nicht die heidnische Mythologie, wohl aber die heidnische Kultpraxis rigoros unterdrückt. König Olav (der Heilige) unterdrückte die Opferfeste in Mären blutig.

## Bezeichnung der Runensteine in den Fußnoten
- N = Norske Runeinnskrifter
- DR = Danske Runeinnskrifter
- ÖG = Runeinnskrifter fra Östergötland
- SÖ = Södermanlands Runeinnskrifter
- SM = Smålands Runeinnskrifter
- VG = Runeinnskrifter fra Västergötland
- U   = Upplands Runeinnskrifter